# Monocotyledoneae
Las monocotiledóneas (Monocotyledoneae), denominadas liliopsidas y asignadas como clase en la clasificación de Cronquist 1981, 1988, son un grupo de angiospermas que posee un solo cotiledón en su embrión en lugar de dos, como poseen las dicotiledóneas. Este carácter adquirido de la monocotiledónea ancestral es el que da nombre al grupo. 
También es el nombre establecido en clasificaciones como la de Engler, en las clasificaciones más modernas APG (1998) y sus sucesoras APG II (2003), y APG III (2009). 
Son Flores normalmente formadas por tres verticilos: la corola compuesta por pétalos, el androceo y el gineceo. En cada verticilo el número de piezas suele ser de 3 o múltiplos de 3. 
Semillas con un solo cotiledón único fue solo uno de los caracteres de una transformación evolutiva importante que redefinió el plan corporal de la monocotiledónea ancestral y cuya ventaja adaptativa en las condiciones de ese momento aún son poco conocidas, quizás relacionadas con la adaptación al hábitat acuático, tras lo cual se fueron adaptando a todos los hábitats del planeta constituyendo las alrededor de 56 000 especies que poseen en la actualidad, el 22 % de todas las angiospermas. Sus caracteres morfológicos y anatómicos distintivos han facilitado en los inicios de la taxonomía moderna su reconocimiento como grupo monofilético, hipótesis que se sostuvo en los siglos subsiguientes con las nuevas líneas de evidencia entre las que se incluyen las líneas de evidencia moleculares en los años 90.
Las apomorfías (caracteres derivados) morfológicas y anatómicas que se les reconocen son su hábito herbáceo, sus hojas con venación paralela y base envainadora, su embrión con un único cotiledón, sus tallos con atactostela, sus numerosas raíces adventicias, su crecimiento simpodial, y sus flores trímeras (con tres piezas por verticilo) y pentacíclicas (con cinco verticilos): 3 sépalos, 3 pétalos, 2 verticilos de 3 estambres cada uno, y 3 carpelos.
La descripción de la monocotiledónea ancestral se completa con caracteres que no fueron originados luego de divergir de los demás linajes sino que estaban presentes en angiospermas ancestrales a ella, como el polen monosulcado, probablemente un carácter [plesiomórfico] (ancestral) retenido. Muchos de estos caracteres se derivaron en estados nuevos en el origen de los grupos circunscritos en ellas y algunas familias y géneros son difíciles de reconocer como monocotiledóneas, por otro lado algunas dicotiledóneas adquirieron algunos de estos caracteres independientemente (por ejemplo, la atactostela en dicotiledóneas aparece en ninfáceas y algunas piperáceas).
Entre las monocotiledóneas se incluyen las bien conocidas palmeras, los jengibres, los lirios, las orquídeas, las gramíneas o poáceas (pastos y cañas), los juncos, las bananas, las bromelíadas, las aroides como la cala y los pastos marinos. La familia Poaceae es quizás el grupo económicamente más importante de todas las plantas, e incluye los pastos forrajeros y cereales como el arroz, el trigo, el maíz, la cebada y el centeno. La mitad de la diversidad de monocotiledóneas puede ser encontrada solo en dos familias, Orchidaceae (las orquídeas) y Poaceae, que incluyen el 34 % y el 17 % respectivamente de todas las especies de monocotiledóneas, y también se encuentran entre las familias con más representantes de todas las angiospermas (Soltis et al. 2005). Algunas monocotiledóneas son miembros dominantes de muchas comunidades de plantas, notablemente las poáceas; en algunas comunidades tropicales son de gran importancia para el hombre las palmeras (Arecaceae) y en las islas del Pacífico los poco explorados pandanos (Pandanus).

## Descripción
Introducción a la terminología en Introducción a los órganos de la planta
Las monocotiledóneas y dicotiledóneas poseen diferencias tan marcadas que los botánicos las llaman dos grupos «naturales», ya que pueden usualmente decir si una planta es monocotiledónea o dicotiledónea de un vistazo, aun cuando la ven por primera vez. La diferencia principal está relacionada con el hábito de crecimiento. Los tallos de las monocotiledóneas, con pocas excepciones, perdieron la habilidad de crecer continuamente en grosor, es decir, no poseen un meristema lateral (cámbium). Muchísimas dicotiledóneas poseen este tejido y por ello sus tallos y raíces pueden crecer en diámetro a medida que aumenta su altura. El aumento en la estatura de una monocotiledónea se denomina crecimiento primario, en el que cada entrenudo sucesivo o cada componente simpodial es más ancho que el anterior. Una consecuencia de esta diferencia y de las diferencias en la anatomía vascular es que la hoja de la monocotiledónea está usualmente inserta más o menos completamente alrededor de la circunferencia del tallo en el nudo, mientras que la hoja de la dicotiledónea está más usualmente inserta en un sector relativamente angosto de la circunferencia del tallo. Más fundamentalmente, la radícula del embrión de una dicotiledónea muy probablemente se siga desarrollando luego de la germinación en una raíz principal (de dimensiones más grandes que las demás) a medida que la planta crezca, esto también quiere decir que el extremo proximal de la raíz principal aumentará de diámetro a medida que más y más raíces laterales se desarrollen distalmente, no habrá un cuello de botella ni constricción mecánica formada. Esto no puede ocurrir en la mayoría de las monocotiledóneas y si se desarrolla la radícula en forma de raíz primaria después de la germinación, ésta pronto prueba ser de un diámetro inadecuado para servir a los propósitos de la planta en desarrollo. Todas las monocotiledóneas desarrollan un sistema de raíces adventicias, es decir, raíces adicionales originadas en el vástago, que serán pequeñas pero numerosas. Esto es particularmente visible en las plantas rizomatosas, las estoloníferas, y las rastreras, que es usual que tengan una arquitectura simpodial en la que cada módulo simpodial tenga su propio complemento de raíces adventicias. La falta de cámbium en las monocotiledóneas también se refleja en las limitaciones de su ramificación aérea. Cuando una yema de monocotiledónea se desarrolla como un módulo nuevo usualmente cada uno de sus entrenudos será cada vez de diámetro mayor, de la misma manera que cuando se estableció la plántula; el extremo proximal del tallo o de cada rama no podrá crecer en diámetro tanto como sea posible como en dicotiledóneas. Las consecuencias de la ramificación del vástago serían una constricción mecánicamente inestable en el punto de inserción de la rama. Las monocotiledóneas pueden ramificarse en el vástago aéreo pero tienen ramas muy delgadas (p. ej. las delgadas ramificaciones aéreas de los bambúes), o ramas soportadas por raíces fúlcreas como las de los pandanos, o ganan soporte trepando, o forman un punto de inserción mecánicamente estable por crecimiento en grosor precoz de la rama en el momento en que el tallo que la soporta todavía está creciendo, es decir, los dos se desarrollan al unísono. (AD Bell 1991:14).
Las venas de las hojas son tomadas de toda la circunferencia del tallo debido a la atactostela sin crecimiento secundario, lo que las hace envainadoras y de venación paralela.
El meristema apical de las monocotiledóneas ancestrales no deja detrás de él meristemas laterales (cámbium) para un crecimiento en grosor como en la espermatofita ancestral, pero algunas han vuelto a ganar un cámbium que les permite alguna forma de crecimiento secundario anómalo. Poseen este tipo de crecimiento muchos árboles de las monocotiledóneas, como el grupo de los llamados árbol dragón (Dracaena), (Yucca brevifolia), y Cordyline; los tres hoy en Asparagaceae sensu lato. Otros, particularmente el caso de las palmeras (Arecaceae) pero también muchos otros como el pandano (Pandanus) y el árbol del viajero (Ravenala madagascariensis), ganan su estatura en el momento del crecimiento primario, tras lo cual no siguen creciendo en grosor, en lo que algunos autores llamaron «gigantismo primario», y es la razón por la que estas plantas no pueden aumentar el tamaño de su copa una vez establecidas, si bien pueden seguir creciendo en altura (pueden ramificarse, y cada rama tendrá un tamaño proporcionalmente más pequeño). La corteza, en sentido morfológico, proviene del endurecimiento (lignificación, leñosidad) de las células externas del crecimiento primario. Como en las demás monocotiledóneas, también es común la propagación vegetativa en forma de «hijuelos», ramificaciones en nudos muy bajos que desarrollan sus propias raíces adventicias a medida que aumentan sucesivamente de diámetro, emergen de la tierra copiando la arquitectura de la planta madre, y eventualmente se independizan de ella.
El crecimiento secundario anómalo también puede ser encontrado en hierbas o enredaderas geófitas, en sus órganos subterráneos de reserva. Debido a la anatomía particular de las monocotiledóneas (atactostela), el hábito trepador es convergente con el de las dicotiledóneas. Algunos de sus géneros se encuentran entre los que poseen las mayores cantidades de representantes trepadores de todas las angiospermas. En las trepadoras monocotiledóneas las hojas siempre son anchas y pecioladas, en las guiadoras, el pecíolo se gira y tuerce con la función de orientar la lámina de cara a la luz solar, una adaptación a las condiciones de sombra ofrecidas por su hospedador. Todavía se reconoce su venación, su disposición de una hoja por nudo, su base foliar envainadora que rodea todo el tallo y la falta de crecimiento secundario típico. También tienen representantes de trepadoras semitrepadoras o apoyantes, que inician su vida de forma erguida y leñosa y se apoyan sobre los árboles que las rodean al llegar al dosel, como probablemente Monstera y el ratán. Las monocotiledóneas desarrollaron los mismos órganos de fijación que las dicotiledóneas a partir de los mismos órganos. También desarrollaron zarcillos (smilacáceas), tallo voluble (dioscoreáceas), raíces adventicias que se cementan al sustrato (aráceas como el potus y Monstera), espinas y ganchos (arecáceas como el ratán).
Los cotiledones juegan un rol crucial durante la germinación de las espermatofitas, en las dicotiledóneas pueden volverse epígeos (ser elevados sobre tierra) y fotosintéticos, ser reservantes de nutrientes, o mantenerse dentro de los tegumentos y funcionar como órgano de absorción del endosperma durante la germinación, o combinaciones de esas funciones. El único cotiledón de las monocotiledóneas típicamente no es reservante, las reservas se encuentran en el endosperma adyacente a él, y durante la germinación se mantiene dentro de los tegumentos y funciona como órgano de absorción del endosperma. Puede mantenerse hipógeo (bajo tierra, como en la palmera datilera) o ser elevado dentro de los tegumentos durante la germinación epígea (como en la cebolla). En estas mismas especies, el mismo cotiledón puede elongarse, quedando su región proximal fuera de los tegumentos lo que deja en evidencia su base foliar envainadora, del interior de cuya vaina emerge el resto del tallo, al principio oculto dentro de ella. (AD Bell 1991).

## Diversidad

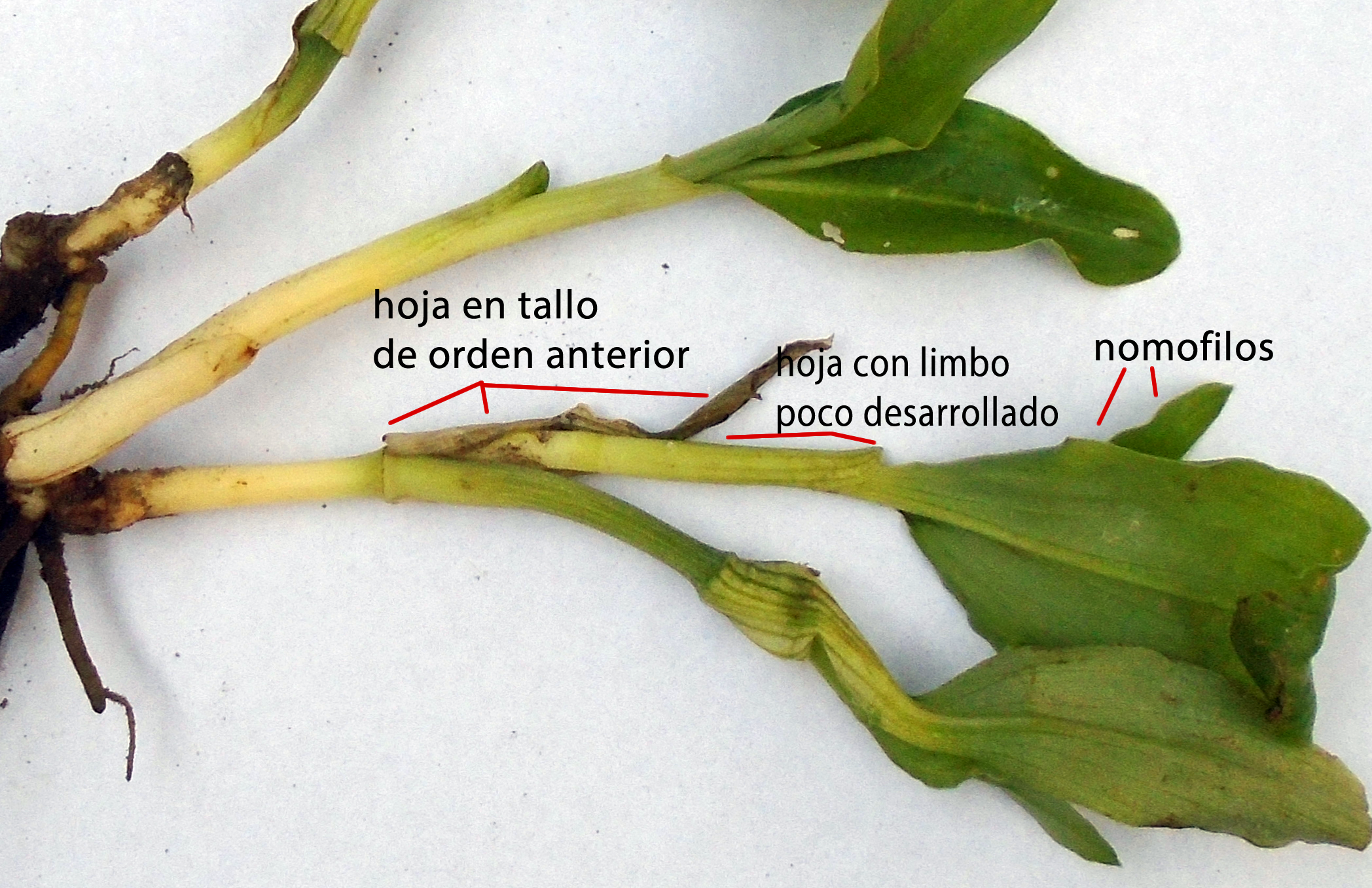
Commelina. Rama en la axila de una hoja mostrando una sucesión foliar. La única hoja por nudo envaina todo el tallo. Al principio es cerrada, pero se rompe longitudinalmente a medida que el tallo sigue aumentando en grosor durante su crecimiento primario. El aumento de número de haces vasculares se ve reflejado en el aumento del tamaño del limbo de las hojas sucesivas.

La diversidad taxonómica de las monocotiledóneas está presentada en la flora global hasta géneros editada por Kubitzki (los volúmenes de monocotiledóneas son 1998a, 1998b, en inglés) y en las floras regionales hasta especie —en las regiones hispanoparlantes esperablemente en castellano—, que pueden ser consultadas en instituciones dedicadas a la botánica con bibliotecas accesibles al público como universidades o jardines botánicos. Las floras pueden ser antiguas y no encontrarse en ellas las especies descritas en la región en las décadas anteriores a la consulta, por lo que una consulta a la última literatura taxonómica primaria (las últimas monografías taxonómicas, revisiones taxonómicas y los últimos inventarios —checklists, catálogos— en la región) o con un especialista local que esté al tanto de ellas puede ser necesaria. Los últimos volúmenes de la flora de Kubitzki (ed.) siguen una clasificación basada en el APG —pueden tener algunas diferencias—, que es la aquí expuesta, pero muchas familias como pueden encontrarse en floras y volúmenes más antiguos sufrieron cambios importantes en los grupos que las componen o incluso en su concepto taxonómico por lo que una comparación con la circunscripción como la aquí dada puede ser necesaria para sincronizarlas.
Las categorías fueron asignadas históricamente a los taxones seleccionando los caracteres que los definen en un orden de estabilidad decreciente, en familias de angiospermas, los caracteres con una estabilidad propia de un linaje en la categoría de familia fueron tradicionalmente los órganos que componían la flor, o más generalmente del síndrome floral, los demás caracteres como los que definen el fruto o el síndrome de dispersión, y los que definen el hábito, en general son más lábiles y se debe esperar una variabilidad de ellos más importante dentro de cada familia. La tendencia actual, de la que un mayor promotor fue el APG, de clasificar grupos no parafiléticos en esa categoría desencadenó tanto el uso del rango de subfamilia para ubicar grupos tradicionalmente en la categoría de familia, como el mantenimiento del nombre con un «agregado» (lumping) de grupos disímiles, algunas veces uno de ellos ancestral al resto en términos del estado de sus caracteres, en la misma familia.

## Algunos órdenes

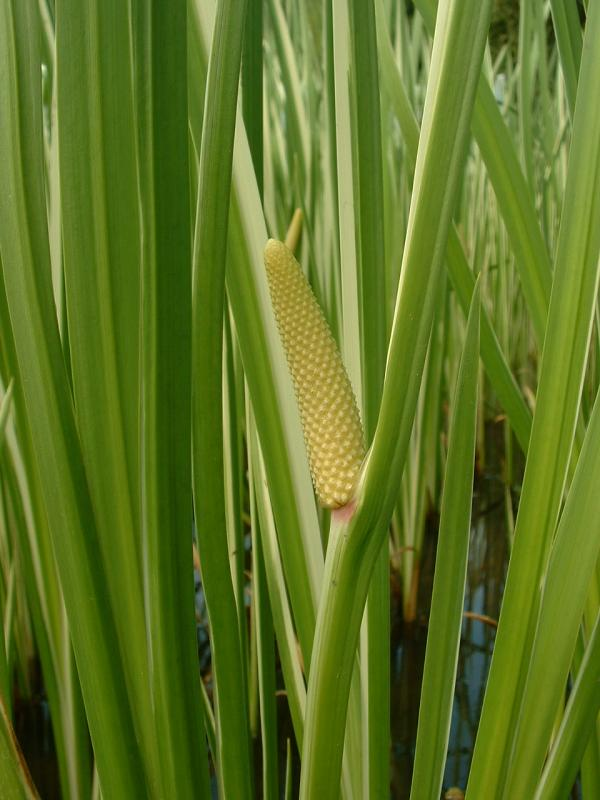
Espádice de Acorus calamus

En esta sección se describen solo algunos órdenes del grupo de las monocotiledóneas. El listado completo según los diferentes sistemas de clasificación se puede ver en la sección taxonomía.

### Orden Acorales
Entre las acoráceas está Acorus calamus, el cálamo aromático, naturalizado en Europa desde antiguo. Son hierbas de tierras húmedas del Hemisferio Norte, con hojas delgadas y equitantes; y flores pequeñas, bisexuales con 6 tépalos, 6 estambres y 2 o 3 carpelos fusionados, insertos en una inflorescencia gruesa, espigada, y cuyos frutos son bayas. El espádice pareciera nacer a mitad de una bráctea foliosa, isobilateral como las hojas. Sus aceites esenciales despiden un olor dulzón y algo cítrico, y se usa en licores y como perfumante insecticida. Debido a su parecido con las aráceas, entre las que se encuentra el espádice y la bráctea que aquí también fue llamada espata, se las creía cercanamente relacionadas y tradicionalmente habían sido ubicadas en esa familia, como un miembro aberrante. La propuesta de reubicarlas en su propia familia fue fortalecida en los años 90 cuando la evidencia molecular las ubicó como la monocotiledónea basal, aunque a su vez muy derivada. Acorus tiene un número de caracteres que son plesiomórficos en las monocotiledóneas, entre los que quizás se incluyen los aceites esenciales en células especializadas esféricas, de los que el grupo tomó el nombre en inglés, sweet flag.
— Seguir leyendo en: Bogner y Mayo en Kubitzki (1998b) Acoraceae.

### Orden Alismatales

#### Las aráceas, el antiguo Arales
Los aros y las calas pertenecen a la familia de las aráceas, al grupo aroide. Su carácter más distintivo es lo que parece la flor, una inflorescencia cuya bráctea envainadora, muchas veces petaloidea, es una espata a la que le sigue un eje grueso y carnoso en el que se agrupan apretadamente las diminutas flores, el espádice, con los que atrae sus varios grupos de insectos polinizadores (escarabajos, moscas, abejas). De hojas pecioladas de lámina ancha, ancestralmente adaptadas a las condiciones de sotobosque de climas tropicales, la inflorescencia de esta familia hace que la mayoría de sus +100 géneros sea muy fácil de reconocer.
Muchas aroides terrestres de climas tropicales estacionales forman cormos reservantes; los de muchas especies son comestibles después de remover los químicos irritantes, como el «taro» (Colocasia esculenta, un básico de la alimentación de las islas del Pacífico) y otras especies en Colocasia, Alocasia y Xanthosoma.

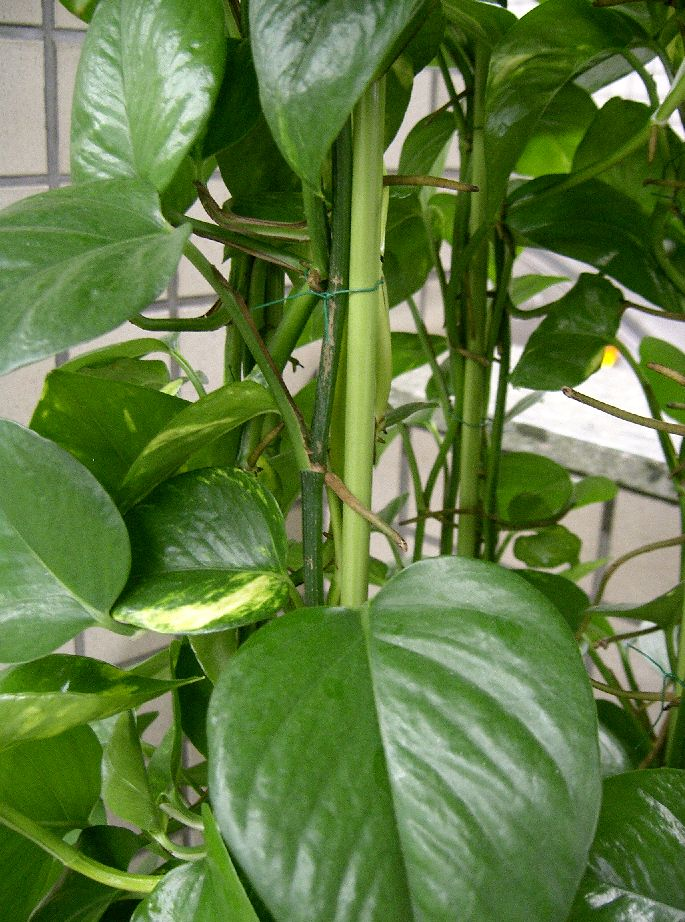
Pothos (Ver nota debajo).
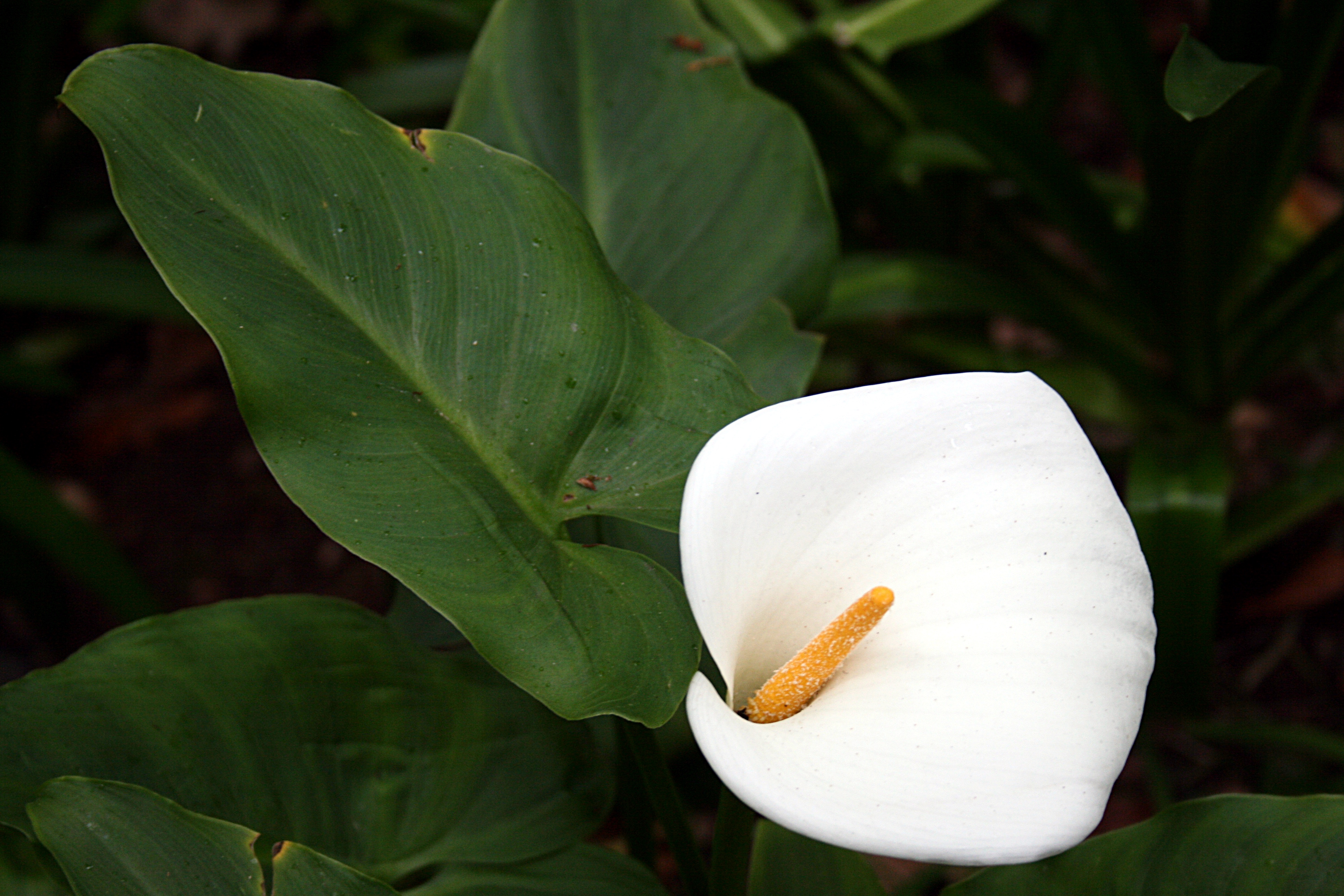
Flores (amarillas) y espata (blanca) en la inflorescencia (un pseudanto) de una cala ornamental (Zantedeschia).
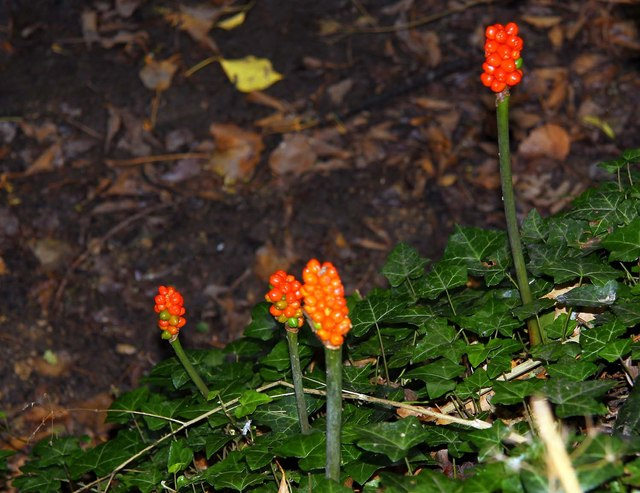
Fruto múltiple de bayas madurando en Arum. Es el típico en la familia, en general no comestible por humanos.
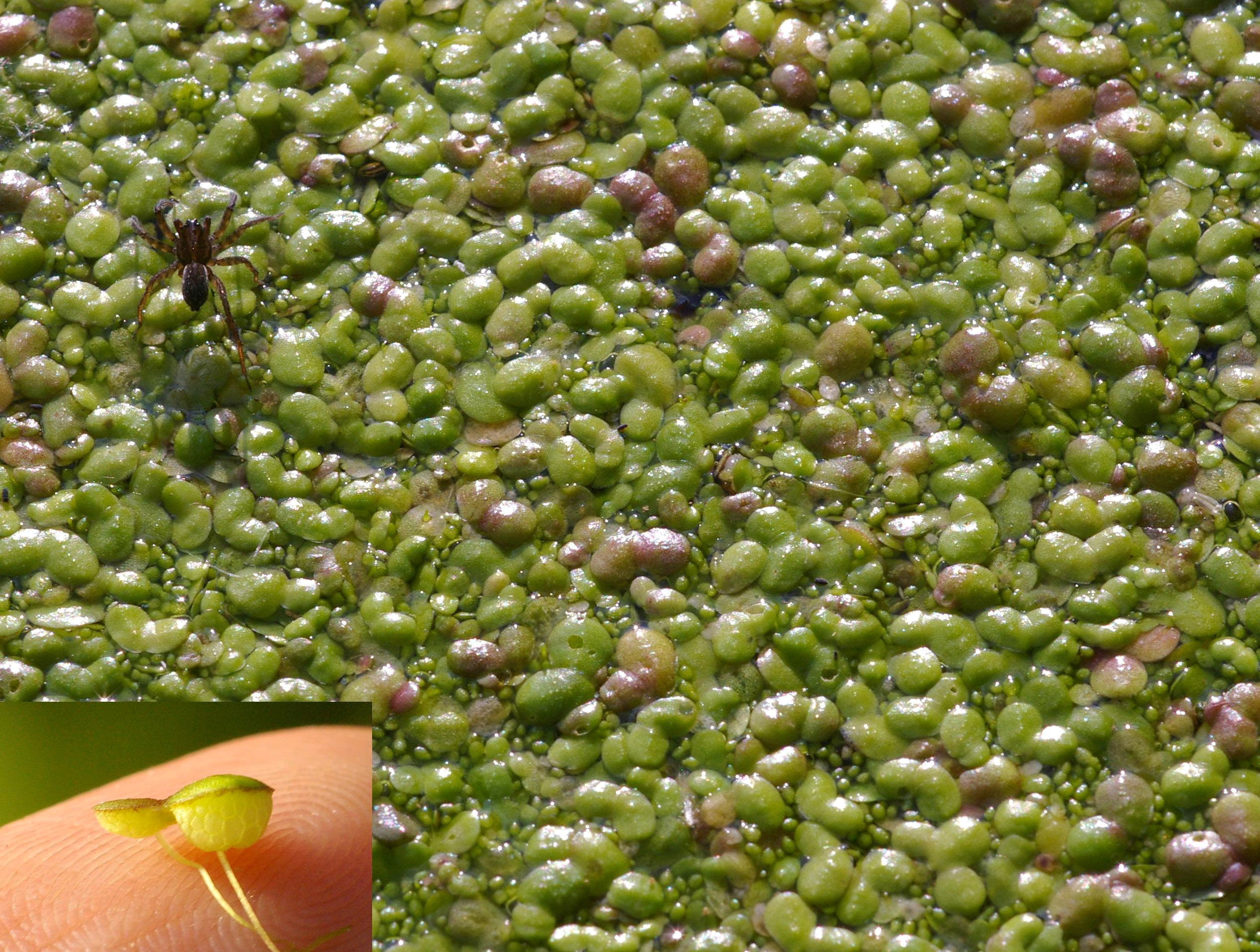
Hábito (aspecto general) de las lentejas de agua.
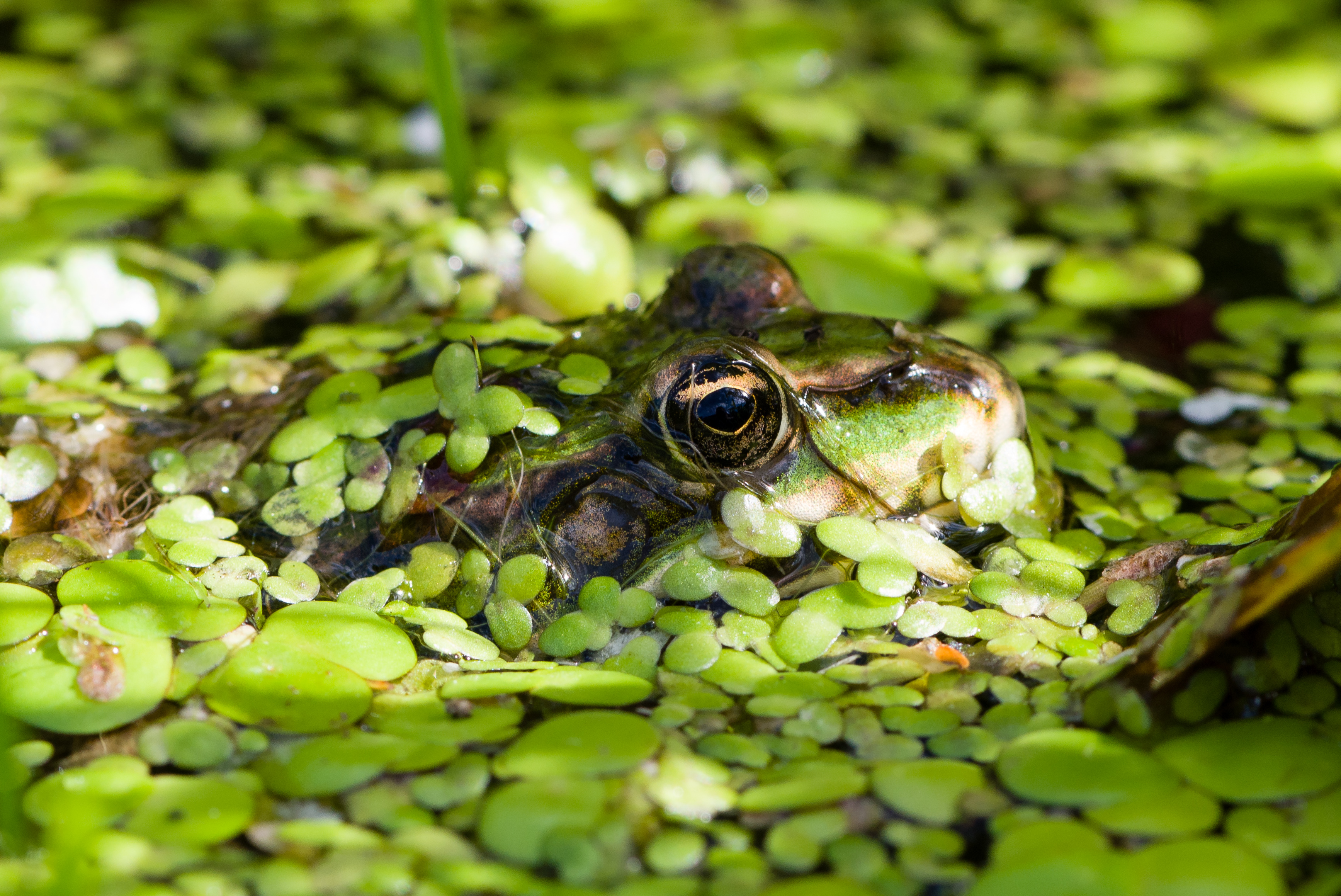
Dispersión por ectozoocoria.

#### Las hidrocaritáceas y otras familias sumergidas del orden Alismatales
El orden Alismatales se caracteriza por agrupar un buen número de especies acuáticas y todas las monocotiledóneas marinas.
Elodea (:Hydrocharitaceae [+Najadaceae]) es conocida en los acuarios de todo el mundo, y es común que se escape de cultivo y se la califique como maleza. Vive bajo el agua, salvo sus pequeñas flores que flotan en la superficie, unidas a la planta por delicados ejes. La mayor parte de la multiplicación es vegetativa, mediante «hijuelos», ramificaciones en nudos bajos que enraízan en el fondo. Las hidrocaritáceas son todas sumergidas de agua dulce salvo 3 géneros marinos, y tienen una interesante diversidad de síndromes florales.
Los llamados pastos marinos evolucionaron en unas familias cercanamente relacionadas entre sí del orden Alismatales: Zosteraceae, Cymodoceaceae, Ruppiaceae y Posidoniaceae. Son plantas perennes rizomatosas, de hojas delgadas, de flores también sumergidas y polinizadas por agua, y pueden también pastorearse como los pastos terrestres pero no están especialmente relacionados con estos.
Una familia relacionada con los pastos marinos es Potamogetonaceae ([+Zannichelliaceae]), de cuerpos de agua dulce a salobre. Como los pastos marinos, son sumergidas, arraigadas, con órganos reservantes subterráneos, en general rizomas; las hojas son flotantes en potamoguetonoides, flotantes cuando baja el nivel del agua en zanichelioides; la polinización es acuática o por viento.
—Seguir leyendo en: CDK Cook en Kubitzi (1998b) Hydrocharitaceae; J Kuo y AJ McComb en Kubitzi (1998b) Zosteraceae, Cymodoceaceae, Posidoniaceae; RR Haynes, LB Holm-Nielsen y DH Les en Kubitzi (1998b) Najadaceae, Ruppiaceae, Potamogetonaceae, Zannichelliaceae

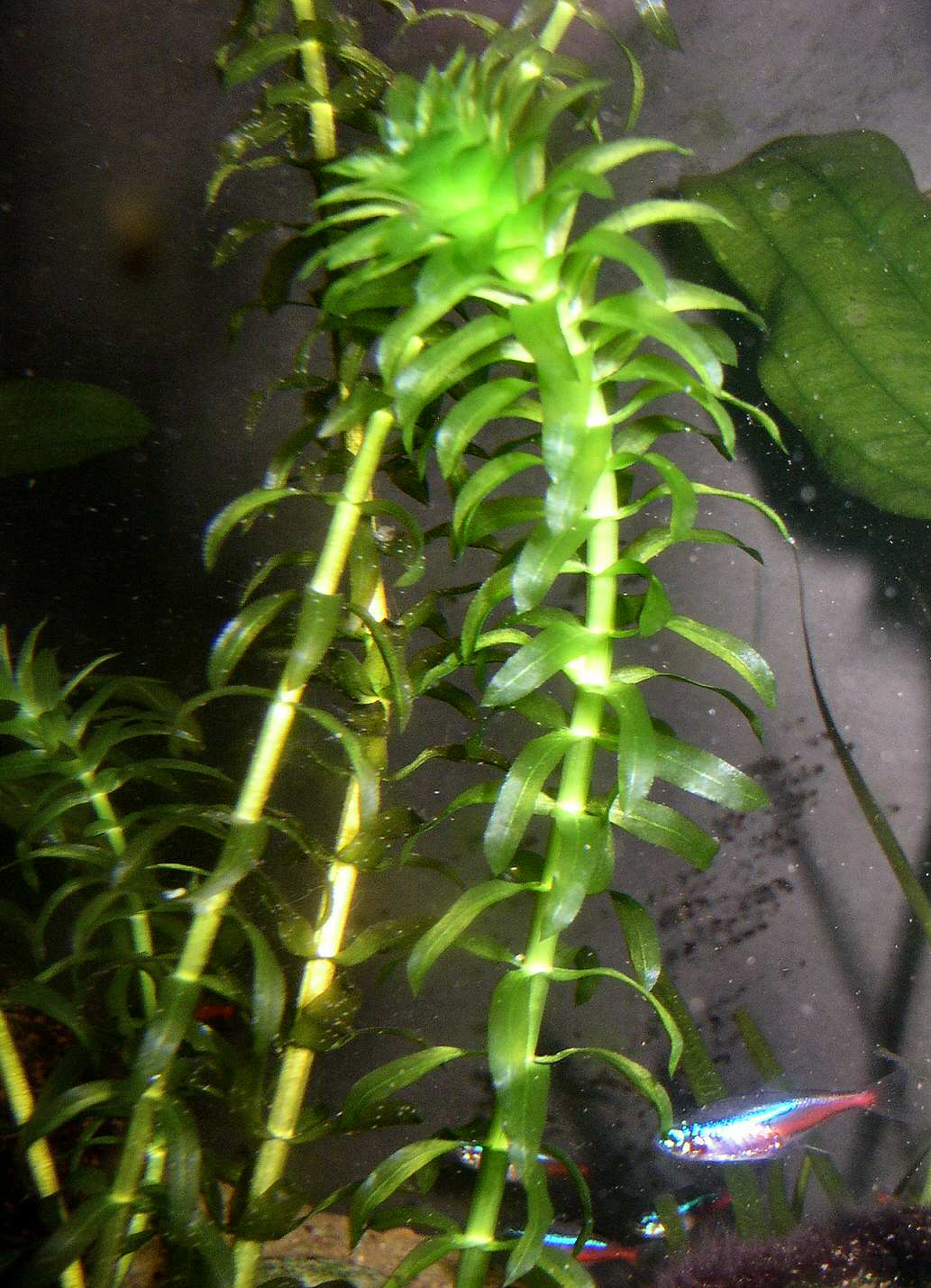
Hábito de Elodea
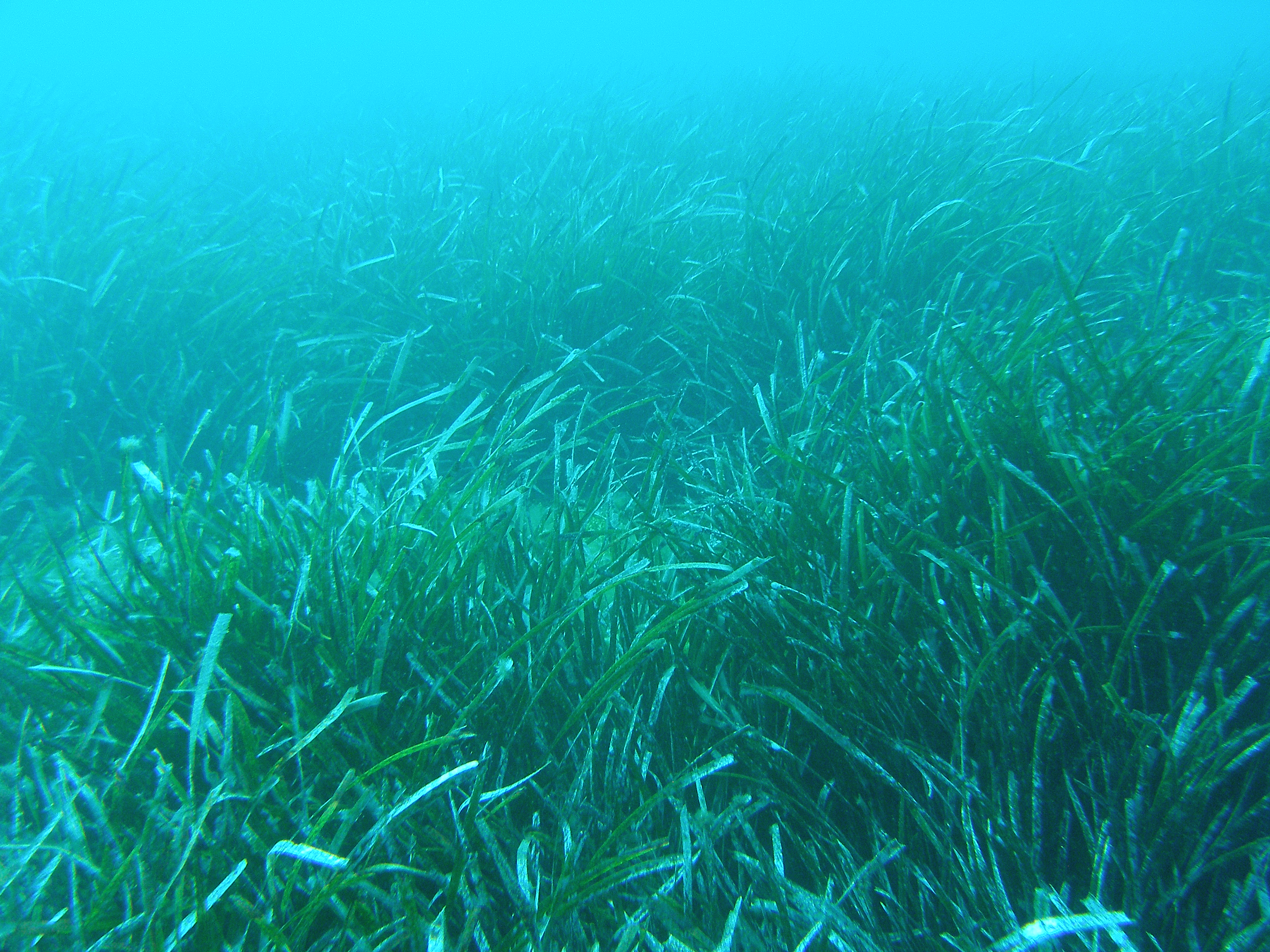
Hábito de Posidonia
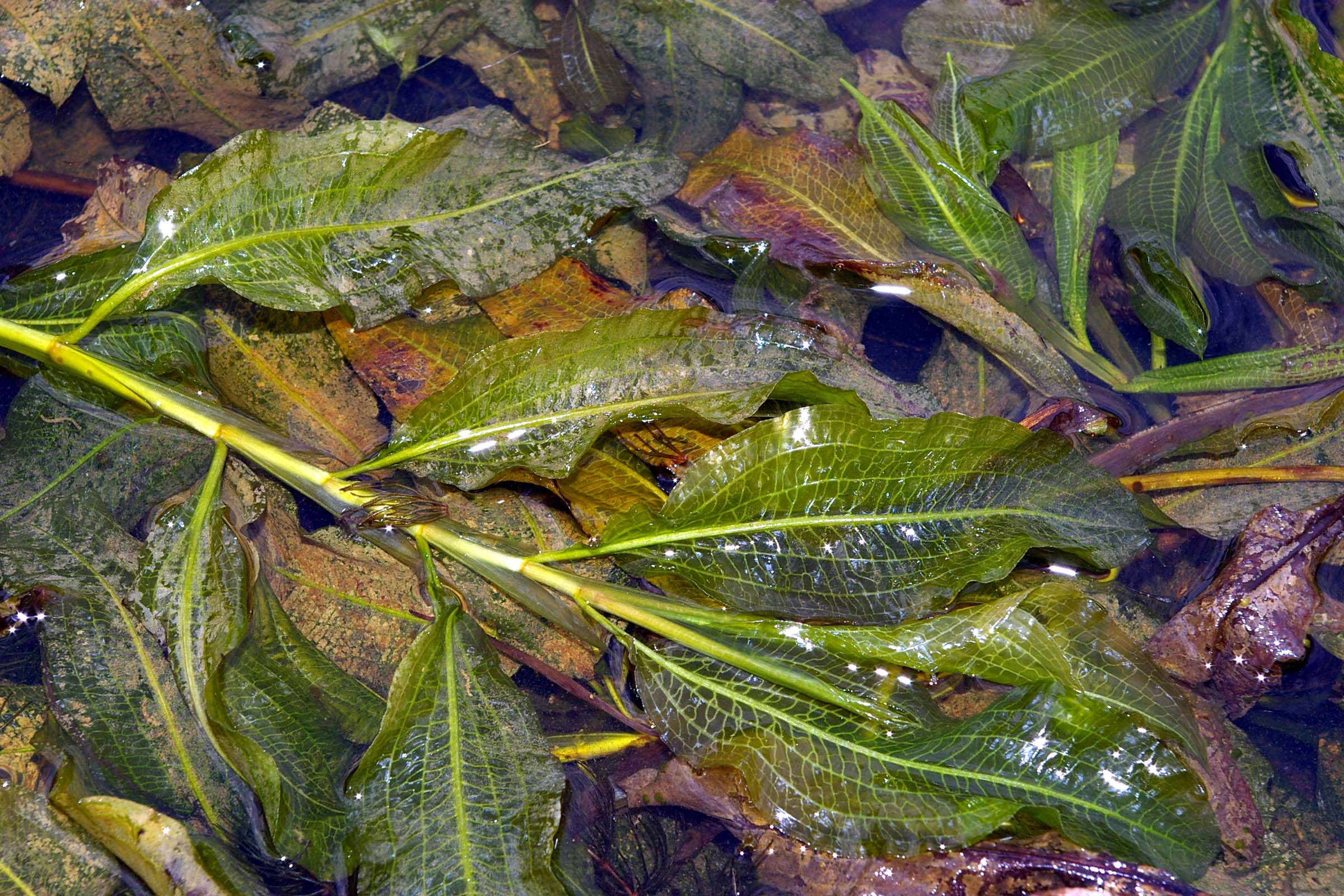
Potamogeton

#### Las alismatáceas y otras familias palustres relacionadas
Familia con una única especie hermana del clado Alismataceae [+Limnocharitaceae]. 
Hierbas palustres o acuáticas. Pétalos abigarrados y arrugados en el pimpollo, numerosos carpelos libres. Hojas a veces pecioladas. Inflorescencia en racimo de flores a veces verticiladas.
Cercanas a un Hydrocharitaceae sumergido se encuentran las familias palustres Alismataceae [+Limnocharitaceae] y Butomaceae. Como Hydrocharitaceae, poseen el perianto diferenciado en sépalos y pétalos, los estambres son más de 6 o los carpelos más de 3 (un aumento secundario) y una inflorescencia con escapo, entre otras apomorfías anatómicas.
—Seguir leyendo en: R.R. Haynes, D.H. Les y L.B. Holm-Nielsen en Kubitzki (1998b) Alismataceae; R.R. Haynes, D.H. Les y L.B. Holm-Nielsen en Kubitzki (1998b) Limnocharitaceae; C.D.K. Cook en Kubitzki (1998b) Butomaceae.

Butomaceae y Alismataceae
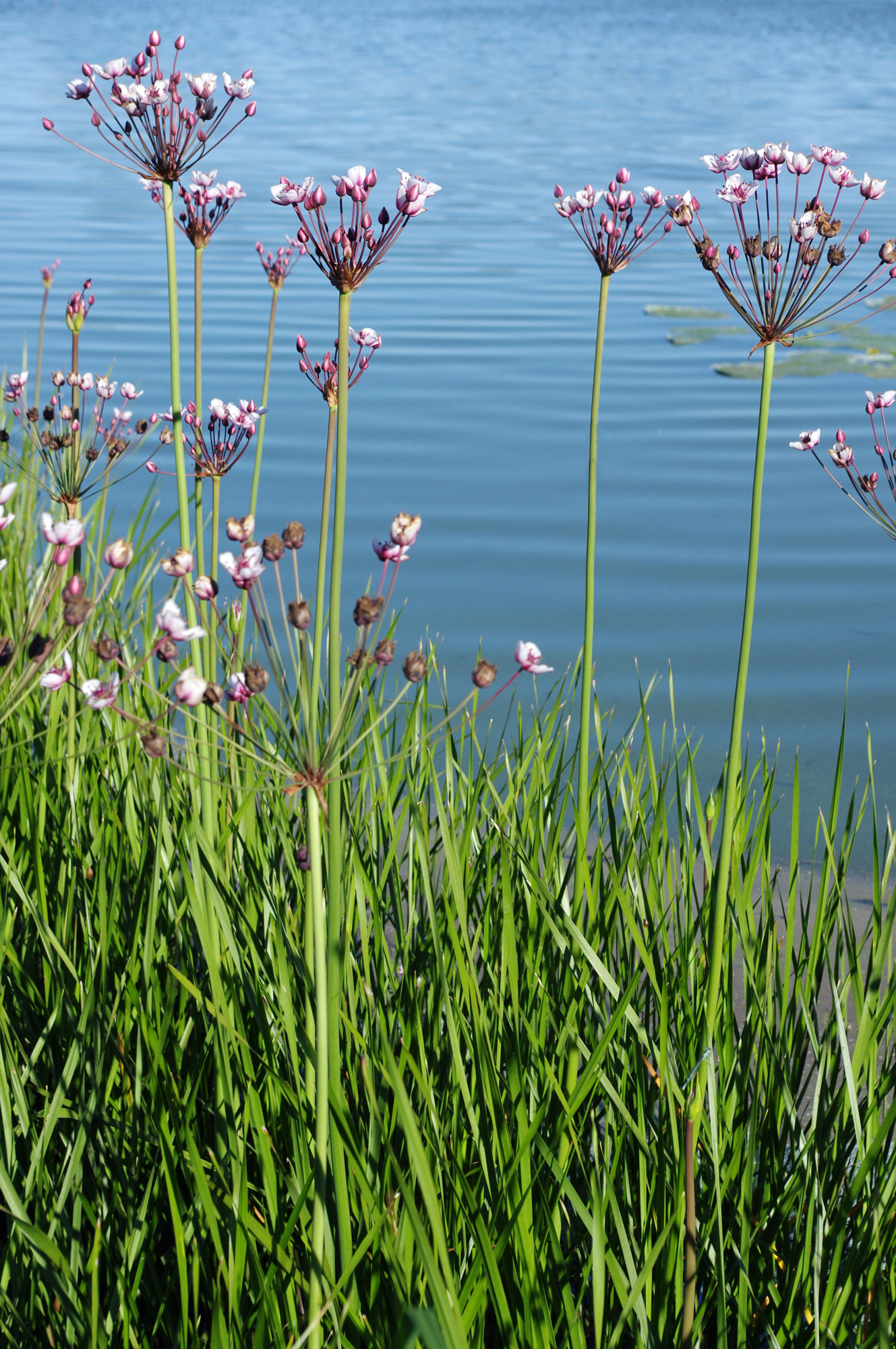
Butomus umbellatus
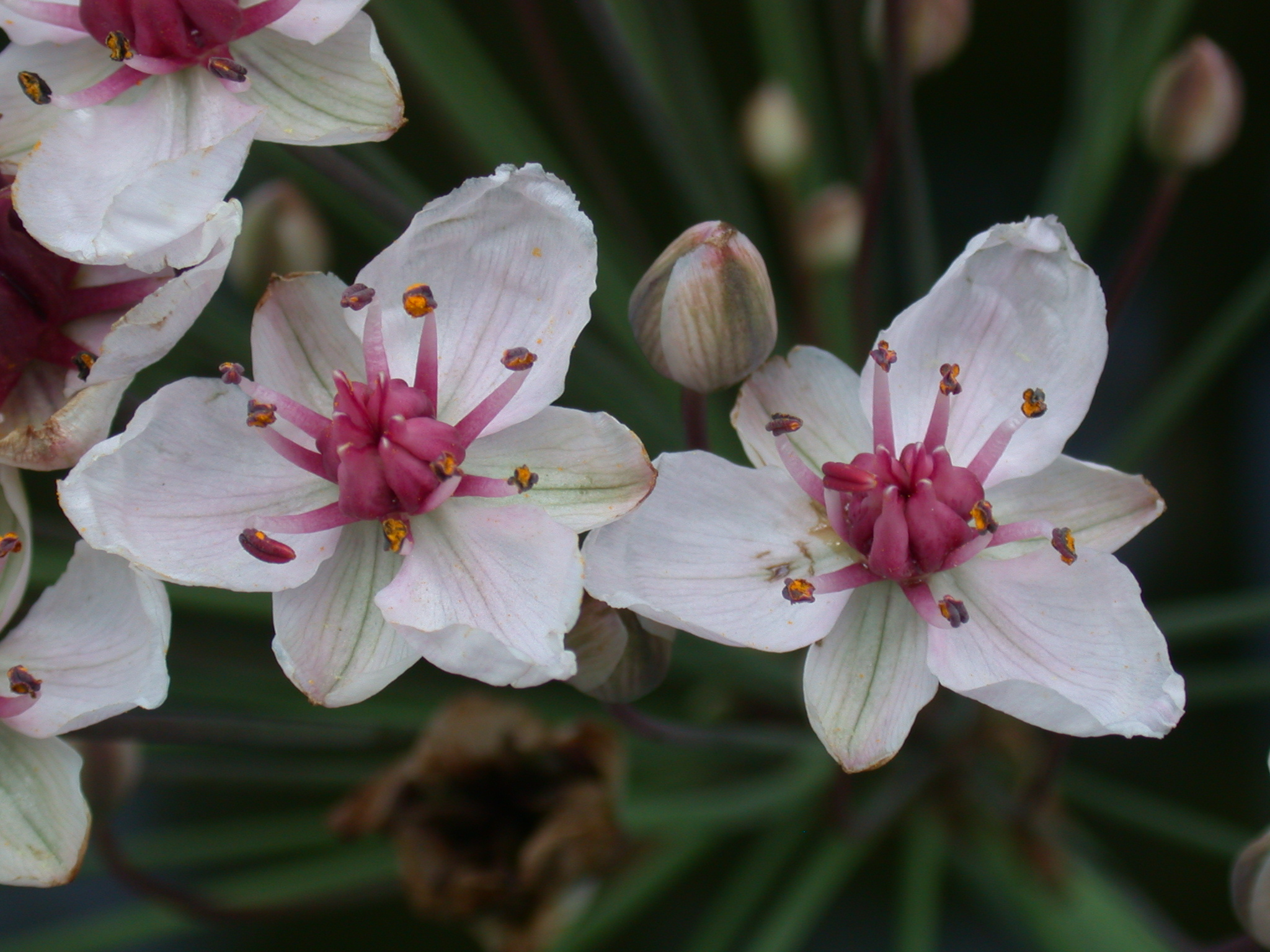
Butomus umbellatus, flor
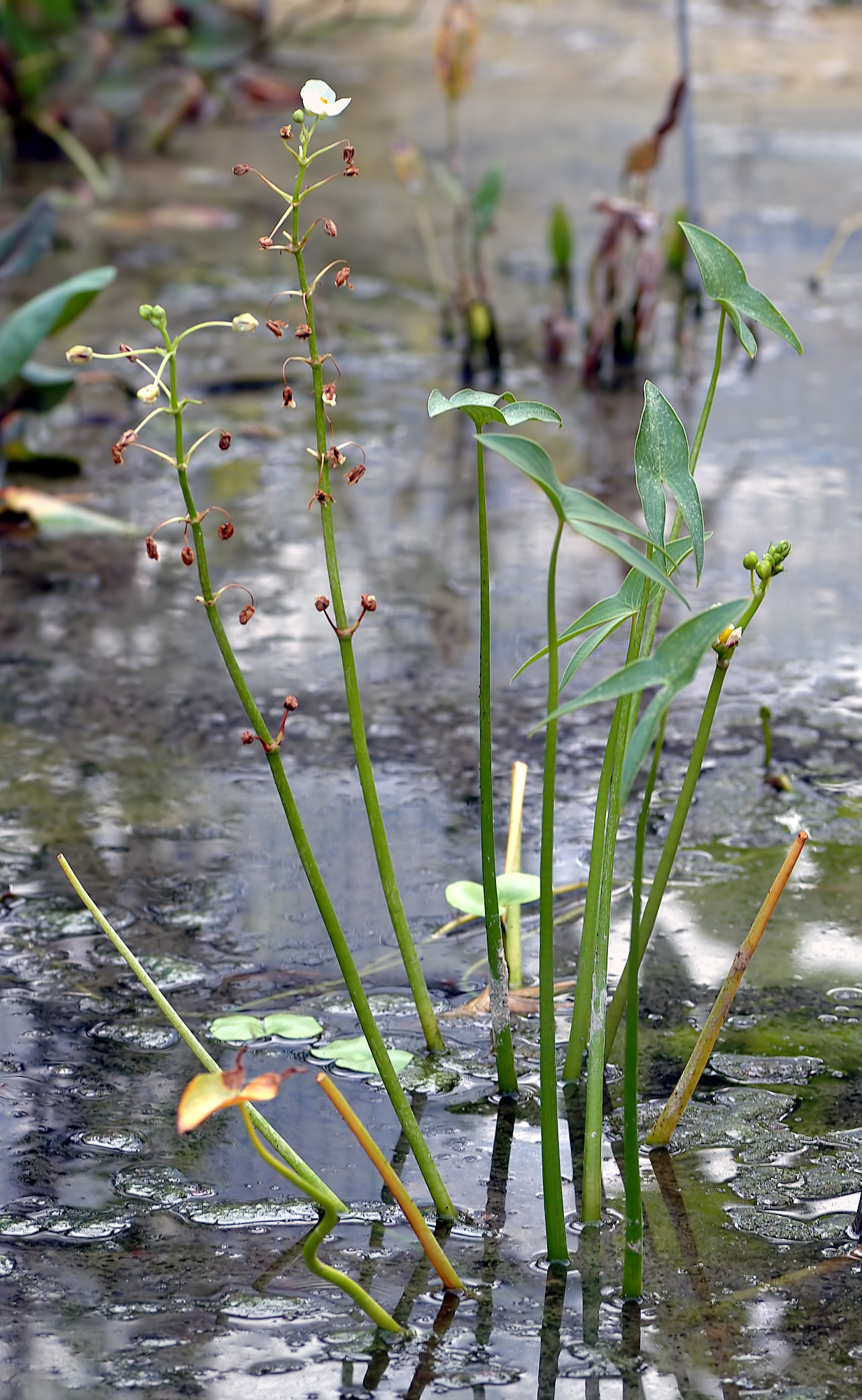
Sagittaria montevidensis
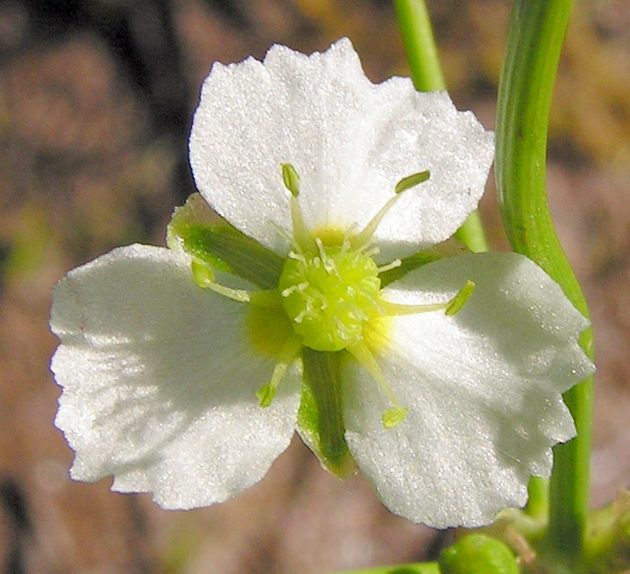
Alisma plantago-aquatica, flor

### Orden Dioscoreales

#### Dioscoreáceas
Las dioscoreáceas son la más mencionada de las familias monocotiledóneas trepadoras. Su órgano trepador es el mismo tallo que se circunmuta (son volubles), son plantas geófitas que forman órganos subterráneos reservantes normalmente considerados tubérculos, que poseen una interesante diversidad morfológica. En consonancia con su hábito, su mayor diversidad se encuentra en climas tropicales-subtropicales monzónicos. Los tubérculos de unas cuantas especies de Dioscorea, llamados ñame (yam en inglés), son un alimento básico en la franja central de África (especialmente entre Guinea y Camerún) y Nueva Guinea. Las especies de ñame son similares externamente a las raíces tuberosas de la batata (Ipomoea batatas, una dicotiledónea trepadora de órgano subterráneo comestible), de hecho a la batata que no es de buena calidad también se la puede encontrar como yam en inglés. Los tubérculos no son dulces como los de la batata y poseen alcaloides y esteroides no presentes en la batata, los de algunas especies son utilizados en anticonceptivos, antiinflamatorios, venenos y jabón. Dioscorea es un género muy diversificado y algunos autores proponen que sus 28 secciones sean elevadas al rango de género.
La familia le da nombre al orden Dioscoreales, que conservaba un número de familias de flores lilioides y hojas reticuladas (p. ej. en Dahlgren et al. 1985), ahora es algo diverso morfológicamente, anterior a eso algunos autores ya habían hecho notar las particularidades anatómicas de este orden (por ejemplo el arreglo de haces vasculares) que lo distinguen de las demás monocotiledóneas y de hecho de todas las espermatofitas.
—Seguir leyendo en: Kubitzki en Kubitzi (1998a) Dioscoreaceae, Kubitzki en Kubitzki (1998a) Taccaceae

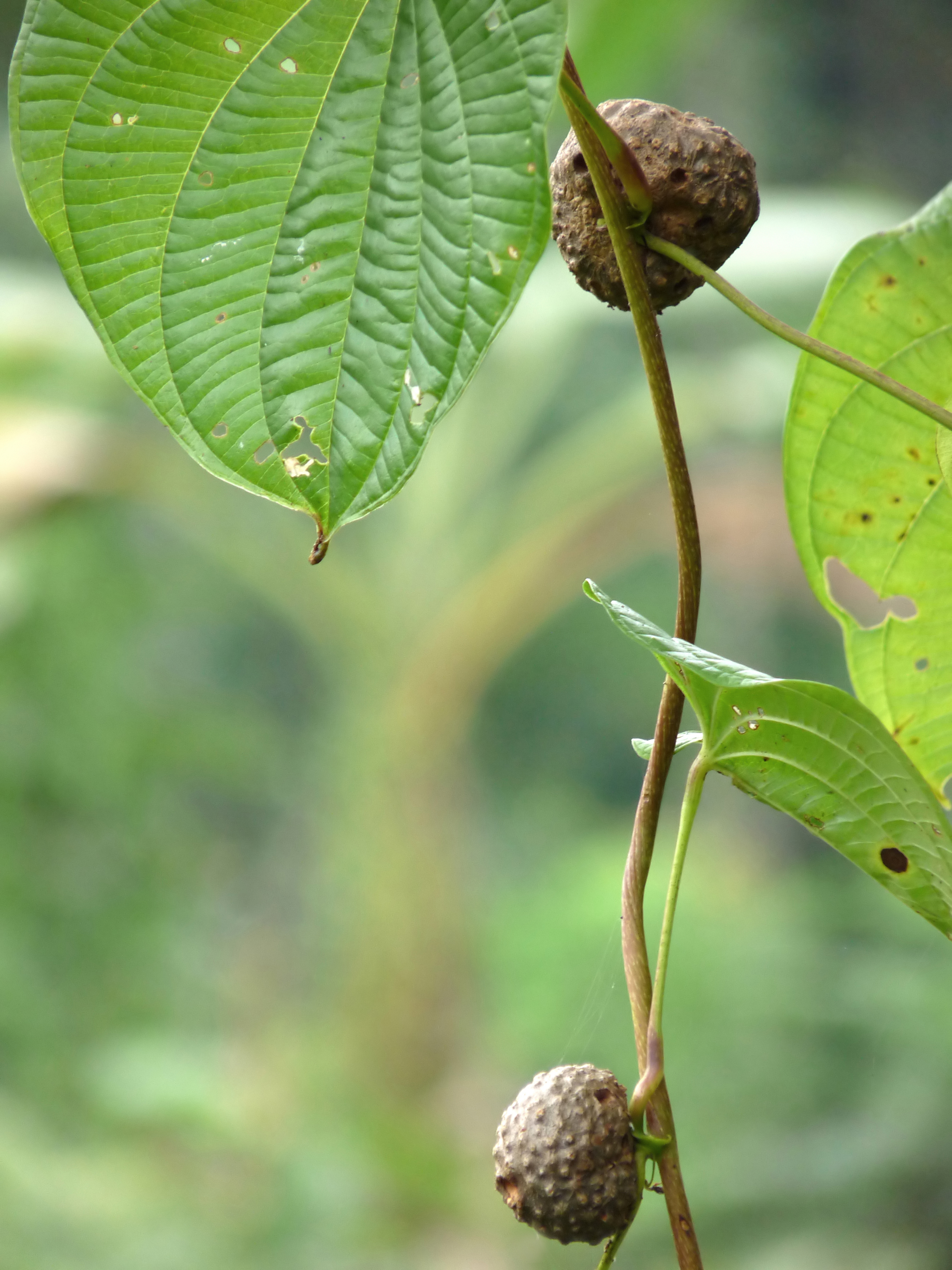
Dioscorea bulbifera posee venación acródroma y cormillos aéreos de propagación vegetativa. Las venas primarias tras divergir en un punto proximal recorren la base foliar normalmente cordada (en la campilódroma) o redondeada (en la acródroma, foto) y convergen en el extremo distal de la lámina.
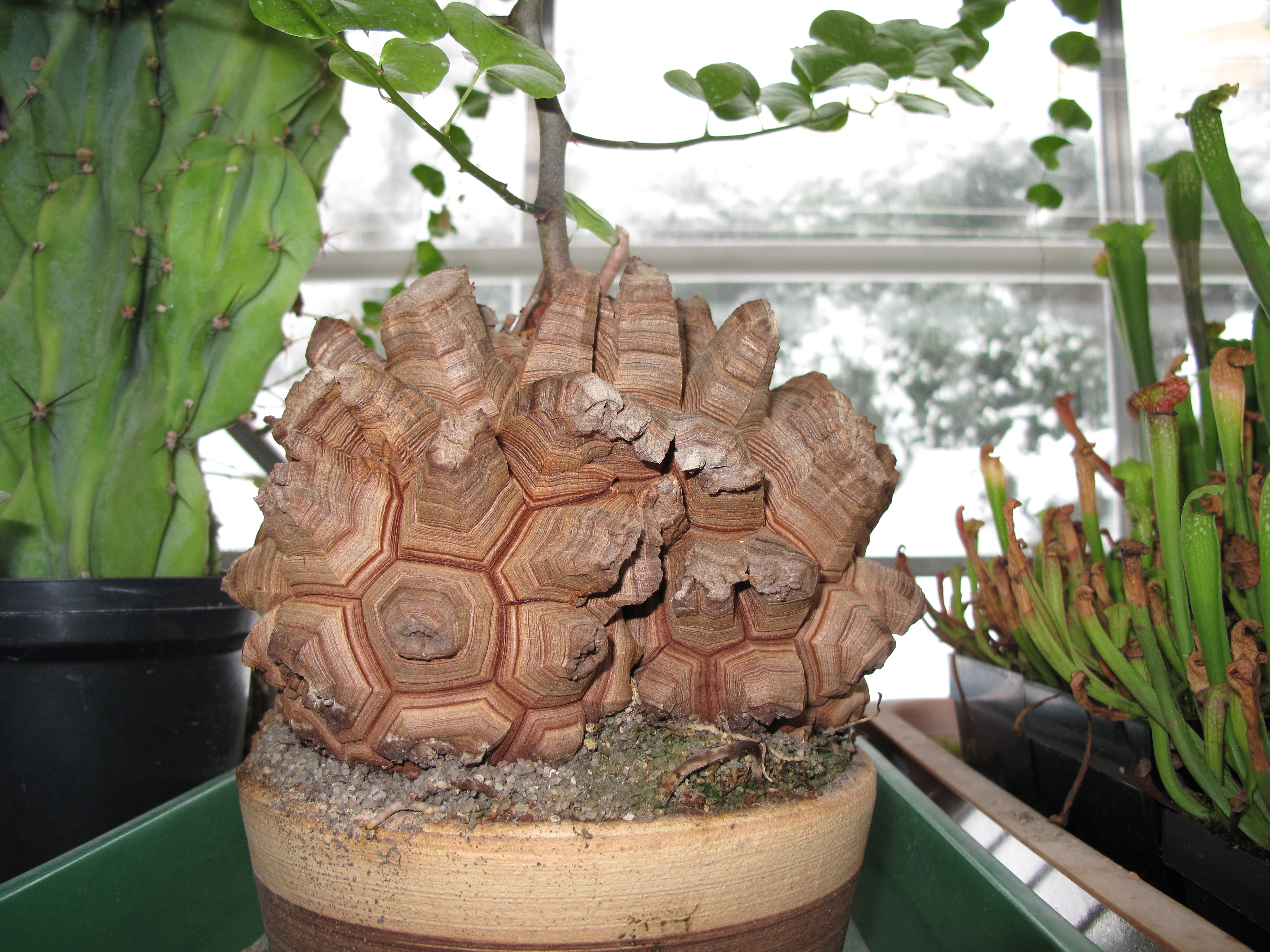
Tallo caudiciforme y tallos aéreos de corta vida en una Dioscorea.
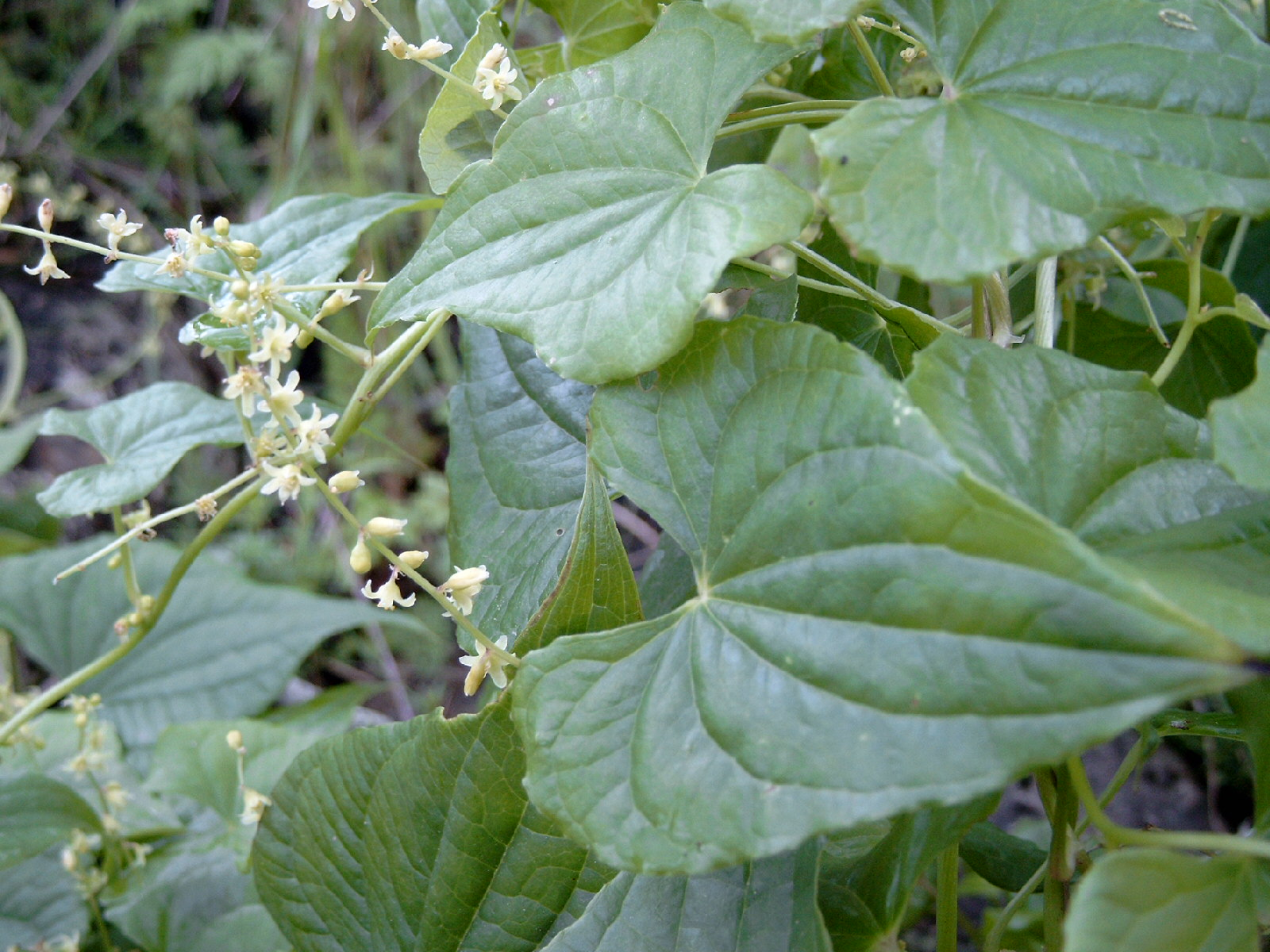
Hojas de venación campilódroma y la típica inflorescencia de flores pequeñas, tepaloides en una dioscoreácea trepadora.
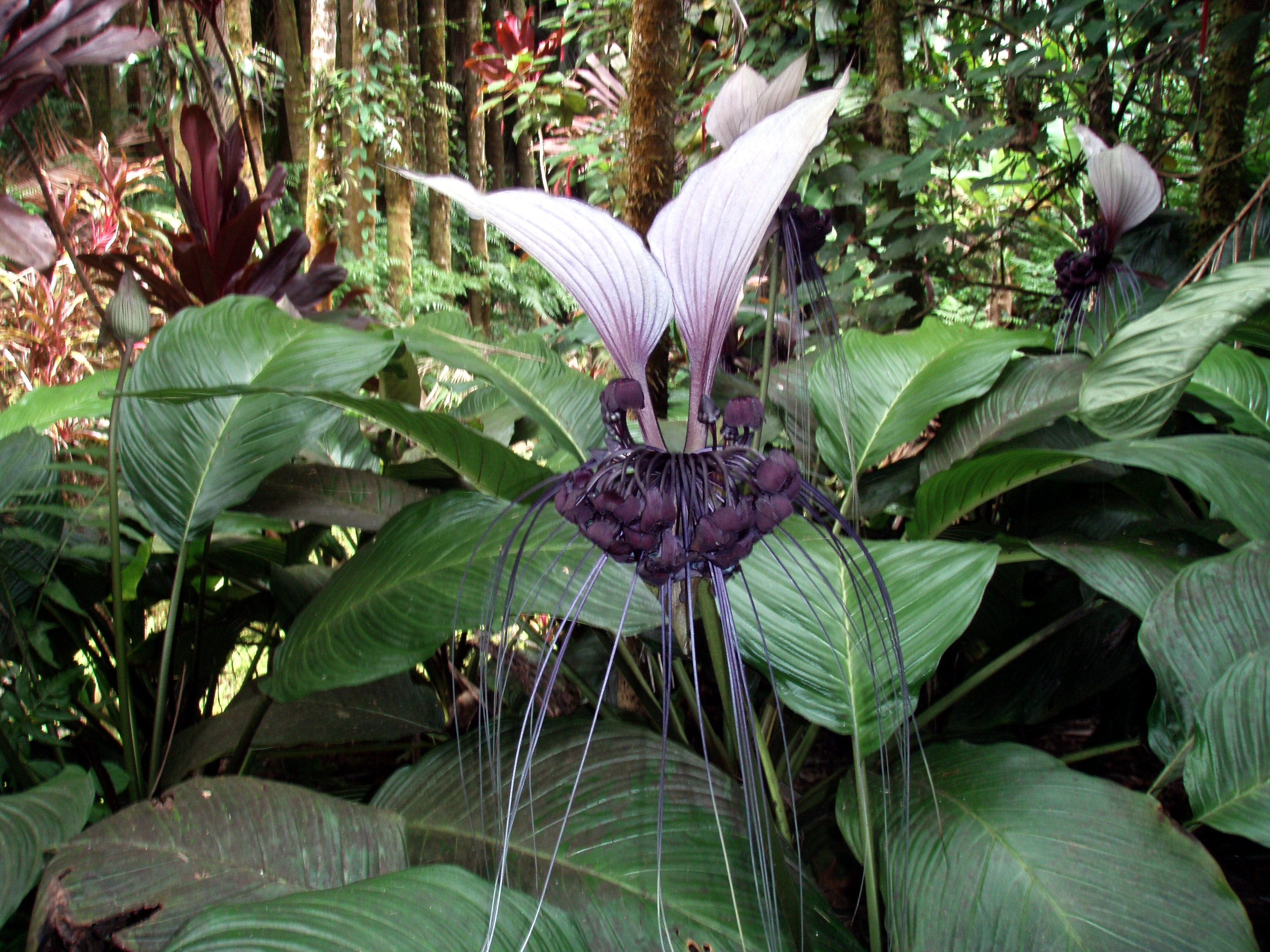
La familia Taccaceae, todavía reconocida por el APWeb,[2] fue incluida en las dioscoreáceas en APG III (2009[1]). Pantropicales, herbáceas, con hojas de largo pecíolo y una inflorescencia escaposa con flores de tamaño medio, violeta-negruzcas, hay brácteas largas, filiformes, mezcladas entre las flores.

### Orden Pandanales

#### Pandano y afines
Las pandanáceas
La familia le da nombre al orden Pandanales, avalado por los análisis moleculares.

El pandano (Pandanus) es uno de los árboles más útiles del Pacífico, utilizado para cestería, techados, alimentación, etc. A pesar de eso, sus +60 secciones son pobremente conocidas por la taxonomía moderna.

Con los demás géneros de la familia, de los trópicos del Viejo Mundo, comparte los caracteres de las hojas e inflorescencias.
—Seguir leyendo en: BC Stone, K-L Huynh y H-H Poppendieck en Kubitzi (1998a) Pandanaceae

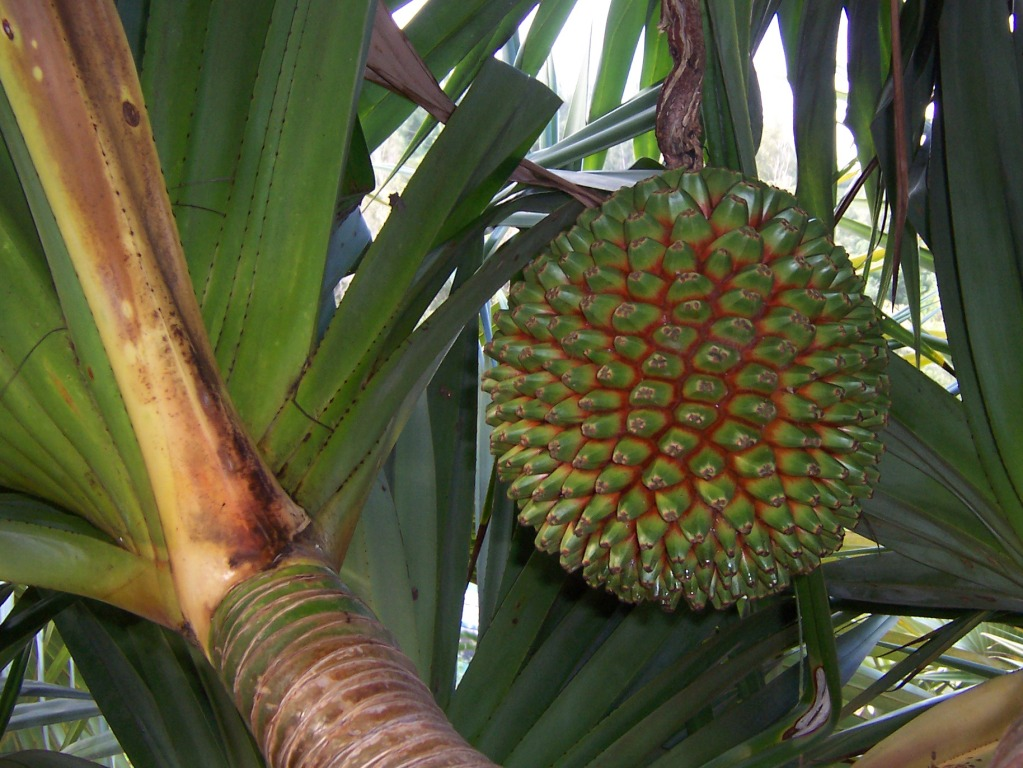
Hojas envainadoras e infrutescencia en Pandanus utilis.
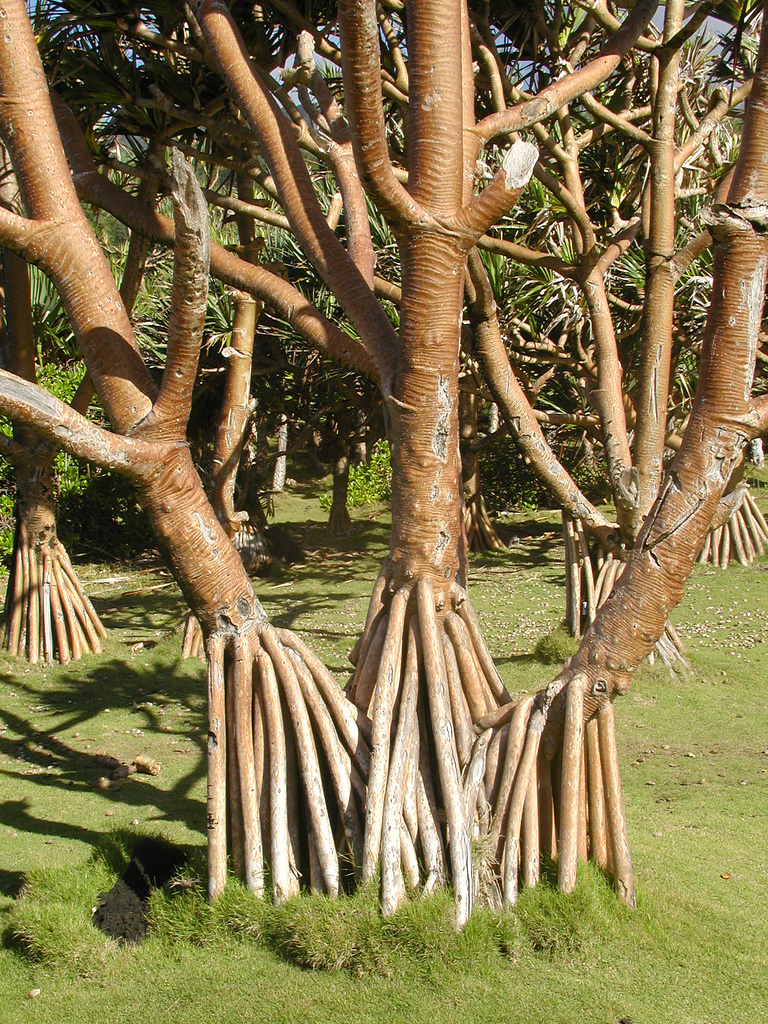
Tronco y raíces de Pandanus.
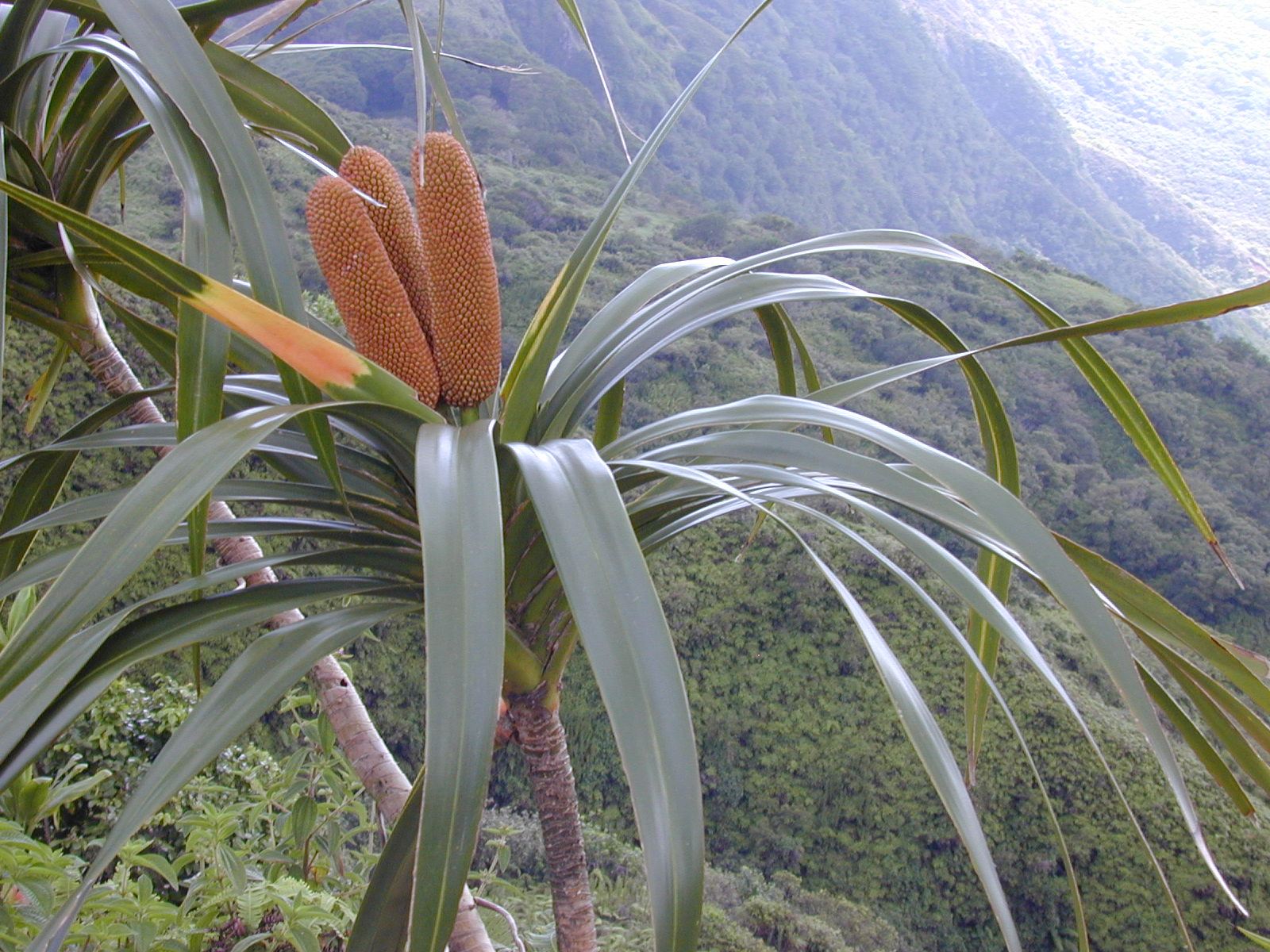
Inflorescencia y hojas de Freycinetia.
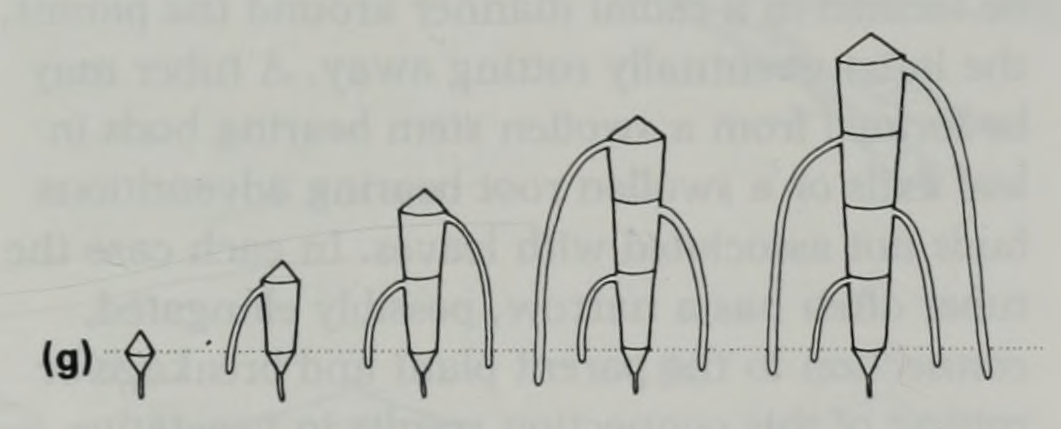
Crecimiento primario mediante raíces fúlcreas.

### Orden Liliales

#### Azucenas, lirios y tulipanes
Las liliáceas, en el APG III en un concepto taxonómico muy restringido
Las azucenas y lirios relacionados (Lilium) y los tulipanes (Tulipa) pertenecen a la familia de las liliáceas. Son hierbas geófitas, adaptadas a sobrevivir en forma subterránea la estación desfavorable de climas templados del Hemisferio Norte, en general en forma de bulbo. Poseen flores con 6 tépalos en 2 verticilos, nunca fusionados entre sí ni con otras piezas, son flores grandes muy vistosas y coloridas y a veces tienen punteados que son «guías» que dirigen a los polinizadores a su recompensa. Poseen 6 estambres y el ovario es súpero (inserto como el verticilo más interno de piezas del receptáculo, queda por arriba de la inserción de estambres y tépalos). Esta fórmula floral (3,3 tépalos libres, 3,3 estambres libres, gineceo 3-gamocarpelar de ovario súpero), la de las flores lilioides (no lilióideas, que sería una subfamilia) es una de las más típicas de las monocotiledóneas y en el pasado fueron agrupados en esta familia muchos géneros no cercanamente relacionados porque sus demás caracteres no variaban en patrones que delimitaran grupos claramente, que recién luego de agregar las líneas de evidencia moleculares pudieron reubicarse, quedando esta familia restringida a solo unos 10 géneros, en general con representantes en Europa, los más relacionados con Lilium. 
—Seguir leyendo en: MN Tamura en Kubitzi (1998a) Liliaceae

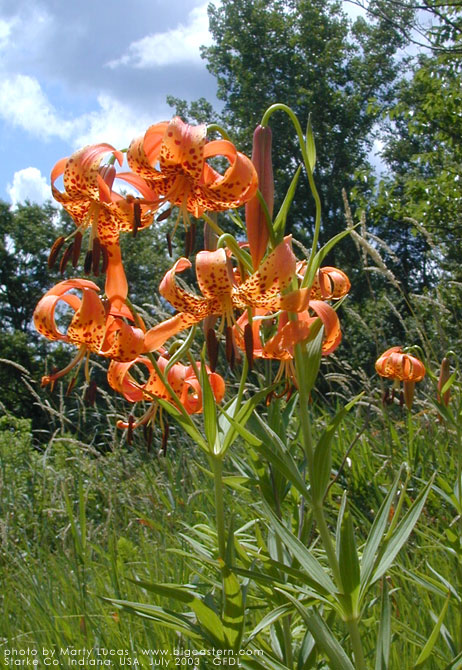
Flores de Lilium.
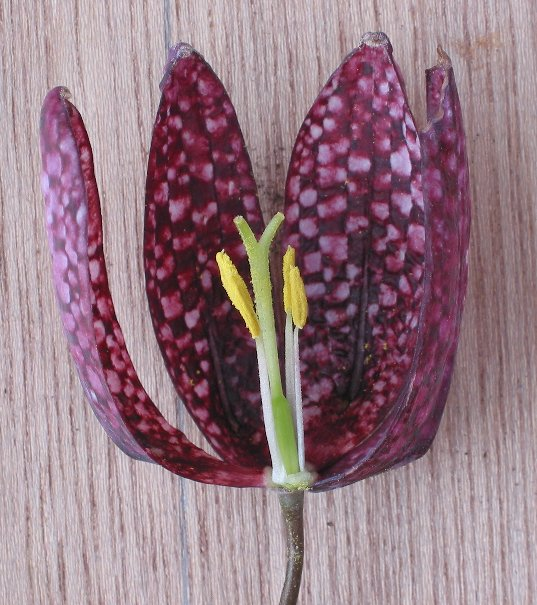
Una Fritillaria (las «ajedrezadas»), dos pétalos y algunos estambres removidos.
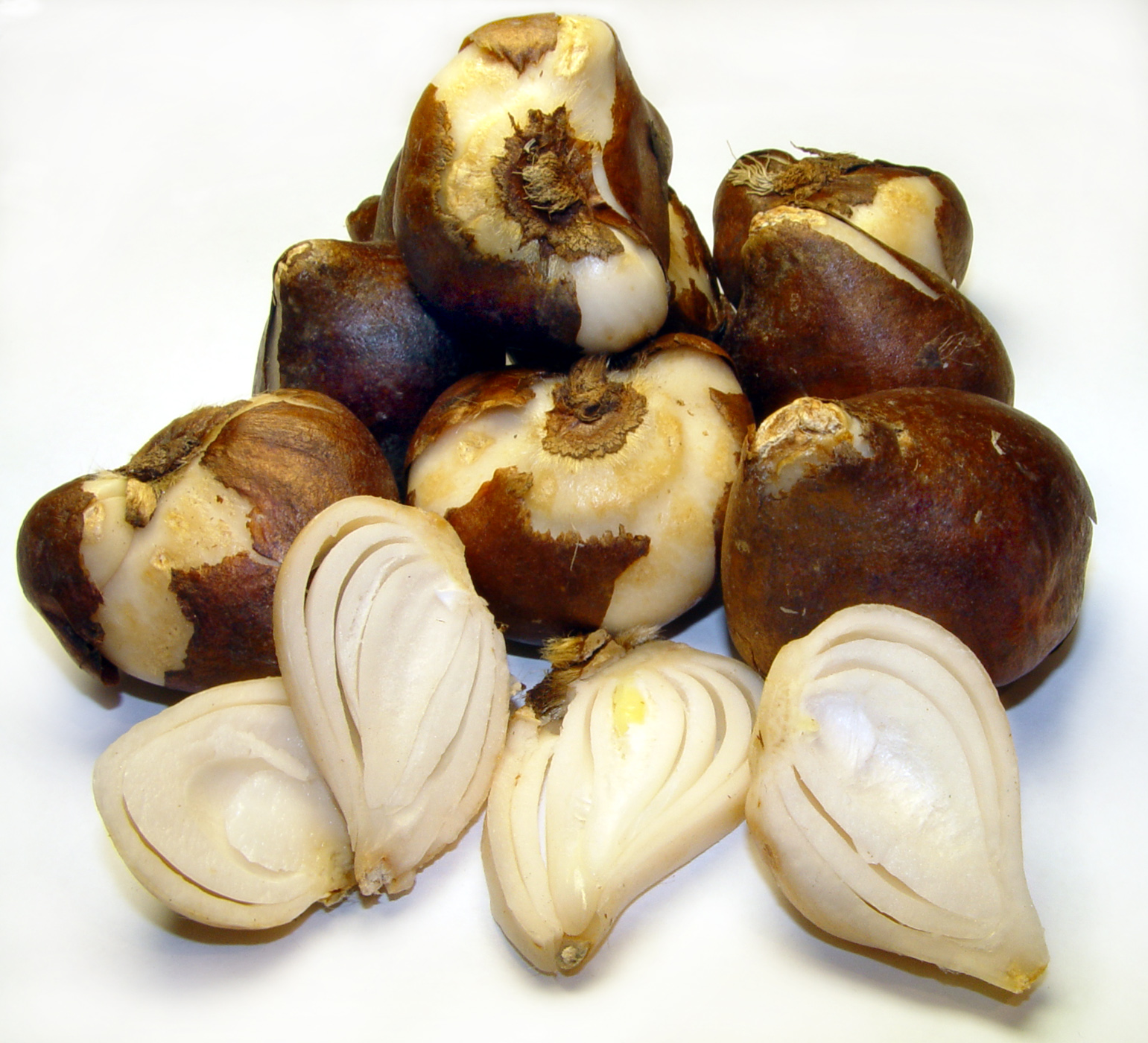
Bulbos de tulipán. Los bulbillos se producen en yemas axilares alrededor del bulbo original y se separan de este al recolectarlos.

### Orden Asparagales

#### Orquídeas

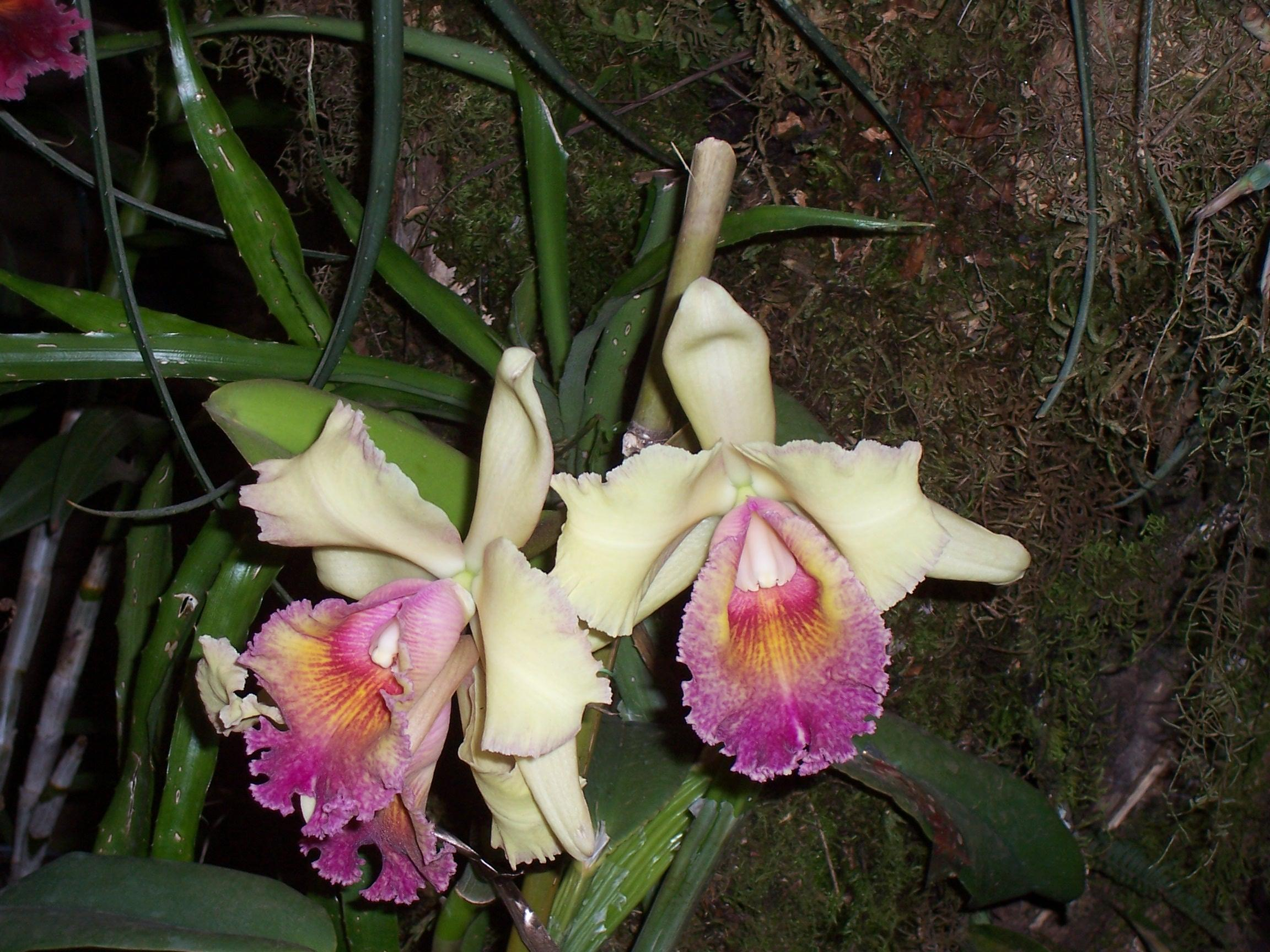
Flores de orquídea. Nótese el labelo, en este caso color violeta y amarillo.

La flor de las orquídeas en la familia de las orquidáceas, orienta su eje paralelo al suelo y es zigomórfica, una sola línea imaginaria en vista distal la divide en dos planos de simetría, en este caso a los lados de una línea media perpendicular al suelo. Los 3 tépalos externos son coloridos y vistosos y están dispuestos de forma que el que se encuentra en la línea media se ubique hacia arriba, es decir en el lado superior o dorsal de la flor. Los 3 tépalos internos, también vistosos, están dispuestos alternadamente entre los externos, quedando el tépalo medio orientado hacia el suelo, es decir en el lado inferior o ventral. Este último se llama labelo porque posee una morfología compleja y diferente del resto del perianto, quizás derivado de una fusión con otros órganos; y ancestralmente funciona como un labio ventral, adaptado como plataforma de aterrizaje de insectos. Las flores de las orquídeas son un ejemplo de resupinación, en que el eje de la flor se gira 180°, de forma que el labelo de la orquídea es en realidad el pétalo adaxial de la flor, el que se encontraba ante el tallo en el pimpollo. Entre las orquídeas se encuentran algunos de los sistemas de polinización más complejos e interesantes de todas las angiospermas, que muchas veces involucran la liberación de aromas atractantes específicos, y su versatilidad para especializarse en un polinizador animal o una imagen de búsqueda las ha vuelto con sus +700 géneros las más diversificadas de las monocotiledóneas.
Las orquídeas representan la Asparagal basal, hermana de todo el resto, y debido a su unicidad gracias a las mencionadas y otras varias apomorfías fueron ubicadas por otros autores en su propio orden Orchidales.
Las orquídeas son conocidas por poseer muchas especies de gran valor ornamental, pero una sola de toda su diversidad posee un uso para el hombre fuera del mencionado, la vainilla, el fruto de la trepadora Vanilla planifolia.
— Todavía no publicadas en la flora de Kubitzki (ed.)

#### Iris, gladiolos y fresias
Las iridáceas
Los lirios del género Iris, los gladiolos (Gladiolus) y las fresias (Freesia), entre otros géneros, pertenecen a la familia de las iridáceas. Son hierbas geófitas adaptadas a sobrevivir la estación desfavorable bajo tierra como órgano reservante y son particularmente diversas en la templada región del Cabo (Sudáfrica), pero es una familia exitosa y cosmopolita. Con 3,3 tépalos, a diferencia de la monocotiledónea ancestral perdieron el verticilo interno de estambres, y muchas veces poseen el estilo dividido en 3 ramas expandidas, cada una de ellas, que marca la posición de un carpelo, antepuesta a (en el mismo radio que) tépalos externos y estambres, y en Iris, las 3 piezas forman una construcción bilabiada. Generalmente las hojas son ensiformes (con forma de espada) e isobilaterales (los dos lados de la hoja, a derecha e izquierda de la inserción al tallo, morfológicamente similares).

En la actualidad cuentan con unos +60 géneros con muchas especies ornamentales. 
—Seguir leyendo en: P Goldblatt con JE Manning y P Rudall en Kubitzki (1998a) Iridaceae

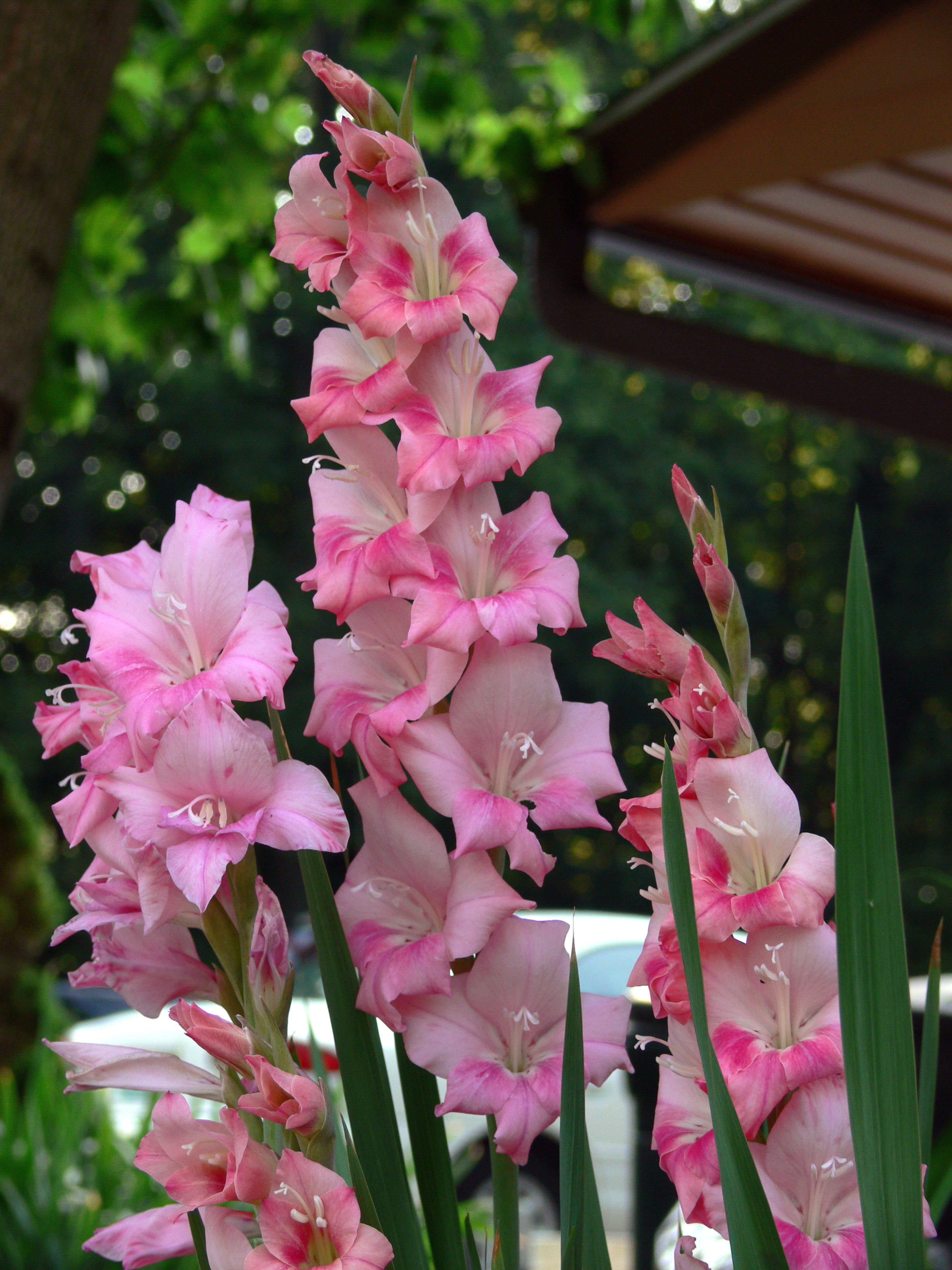
Flores de Gladiolus. Como en las típicas iridáceas poseen 6 tépalos, perdieron el verticilo interno de estambres y el ovario es ínfero. Nótense las hojas ensiformes, que le dieron el nombre a este género (por gladius, la hoja de la espada romana).
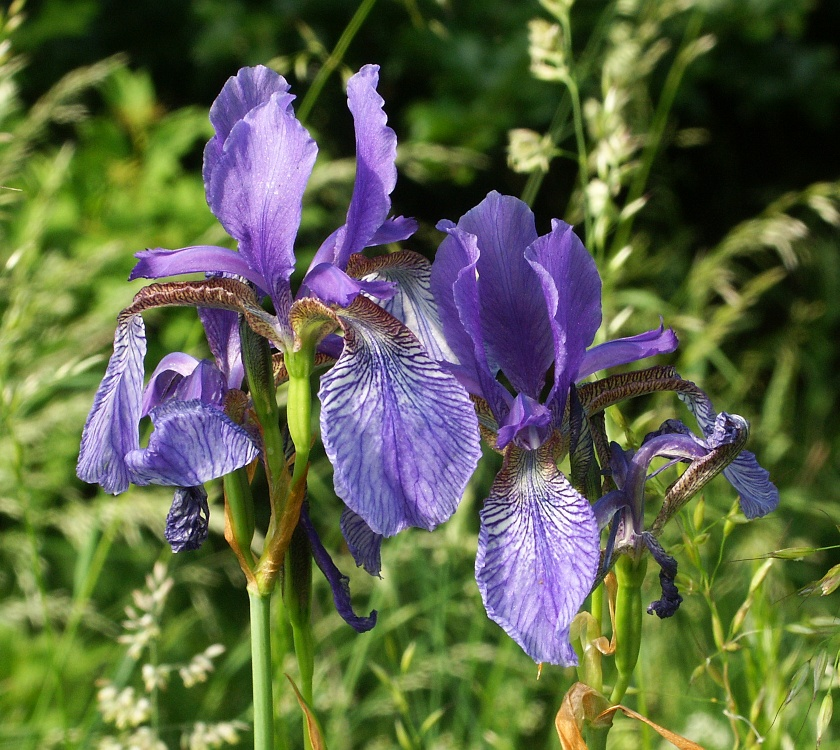
Iris sibirica. Cada tépalo externo es el labio inferior de una construcción bilabiada, los tépalos internos se orientan hacia arriba. El labio superior es una rama del estilo alargada y petaloidea, entre ellos encierran el estambre en el mismo ortóstico; el estigma está presente hacia el final de la rama del estilo algo oculto entre los labios.
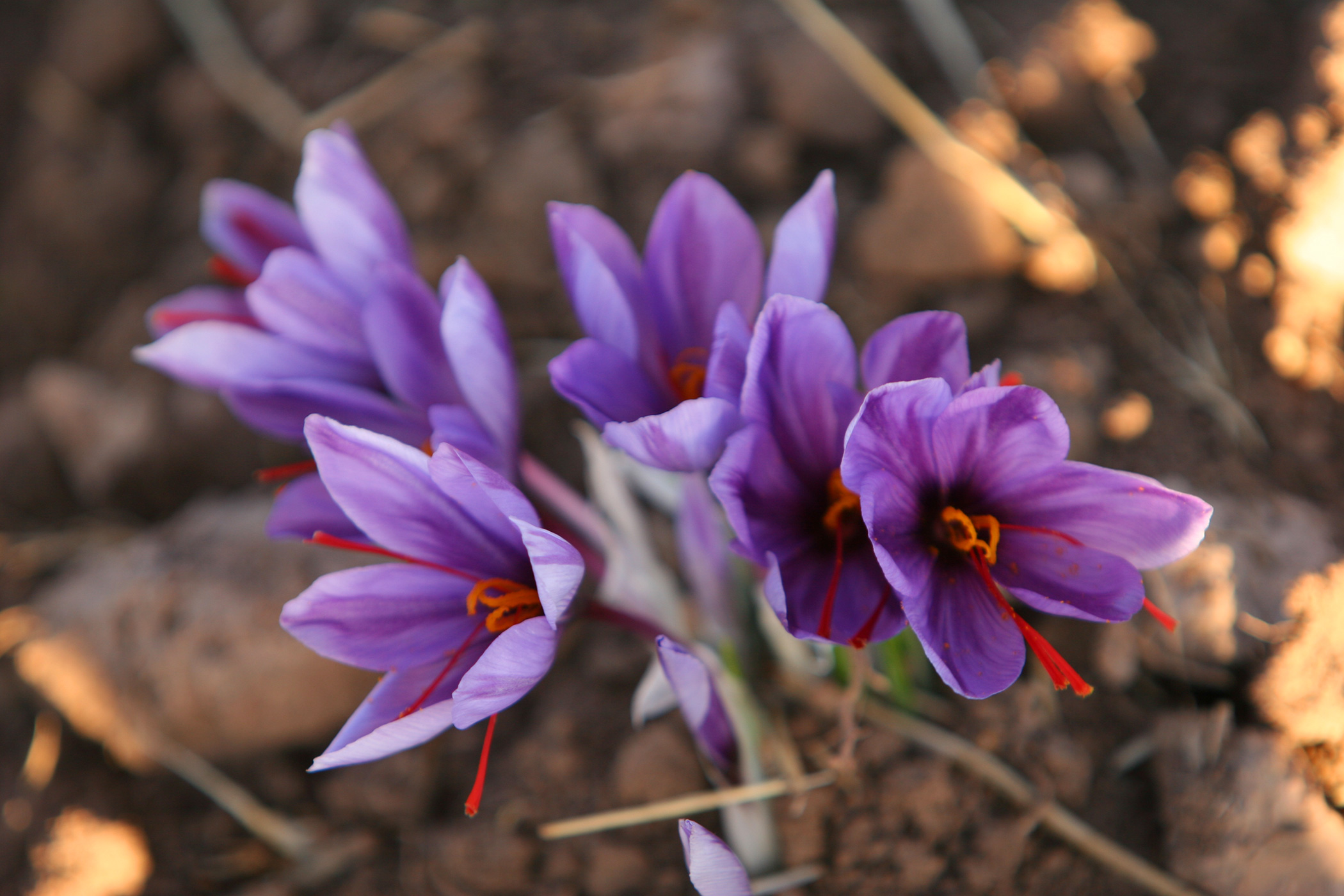
Crocus sativus. Las 3 ramas estilares-estigmáticas (anaranjado-coloradas) son el azafrán.

#### Las amarilidáceas
Las antiguas amarilidáceas, con un nuevo concepto taxonómico
Las amarilis (Amaryllis) y los narcisos se incluyen en la reconocida desde antiguo familia de las amarilidáceas; son plantas geófitas, adaptadas a sobrevivir como órgano reservante subterráneo la estación fría de los climas templados en los que son más diversas, y poseen 3,3 tépalos, 3,3 estambres y un gineceo 3-gamocarpelar a diferencia del de las liliáceas de ovario ínfero (hundido en el receptáculo). Las flores se hallan dispuestas en inflorescencias cimosas de crecimiento determinado, en la extremidad de un escapo, a veces están compactadas y parecen umbelas, y raramente están reducidas a una única flor, pareciendo flores solitarias. En los narcisos, los tépalos poseen prolongaciones (apéndices?) en la cara adaxial que se fusionan en una corona o paraperigonio con función petaloidea.
Como ocurrió con las liliáceas, en el pasado fueron agrupados en esta familia muchos géneros con esta fórmula floral, tepaloide de piezas libres de ovario ínfero. Hoy muchos de esos géneros fueron reubicados y la familia fue bajada de rango a subfamilia Amaryllidoideae (amarilidóideas) por el APG III, en el rango de familia se mantiene el nombre con un concepto taxonómico de fórmula floral más amplia. El grupo se mantiene con unos ~60 géneros en regiones templadas a tropicales de todo el planeta.
La cebolla, el ajo, el puerro, la cebolleta, son especies relacionadas del género Allium, con otros géneros el grupo alioide, identificable por el olor a cebolla a ajo que despide: es el único grupo con los compuestos químicos del olor aliáceo.
Poseen 6 tépalos, 6 estambres y ovario súpero, y durante un tiempo se las anidó en las liliáceas o se las ubicó en su propia familia. La inflorescencia es parecida a una umbela y se encuentra siempre al final de un largo escapo. Las flores son pequeñas a medianas.
La tercera subfamilia son las agapantóideas, con su único miembro el agapanto (Agapanthus). Posee un metabolismo secundario que produce unos únicos compuestos deterrentes de insectos y unas únicas antocianinas azules. También de ovario súpero, antes se ubicaba en su propia familia o en una amplia Liliaceae.
—Seguir leyendo en: AW Meerow y DA Snijman en Kubitzki (1998a) Amarillidaceae, K Rahn en Kubitzki (1998a) Alliaceae, Kubitzki en Kubitzki (1998a) Agapanthaceae

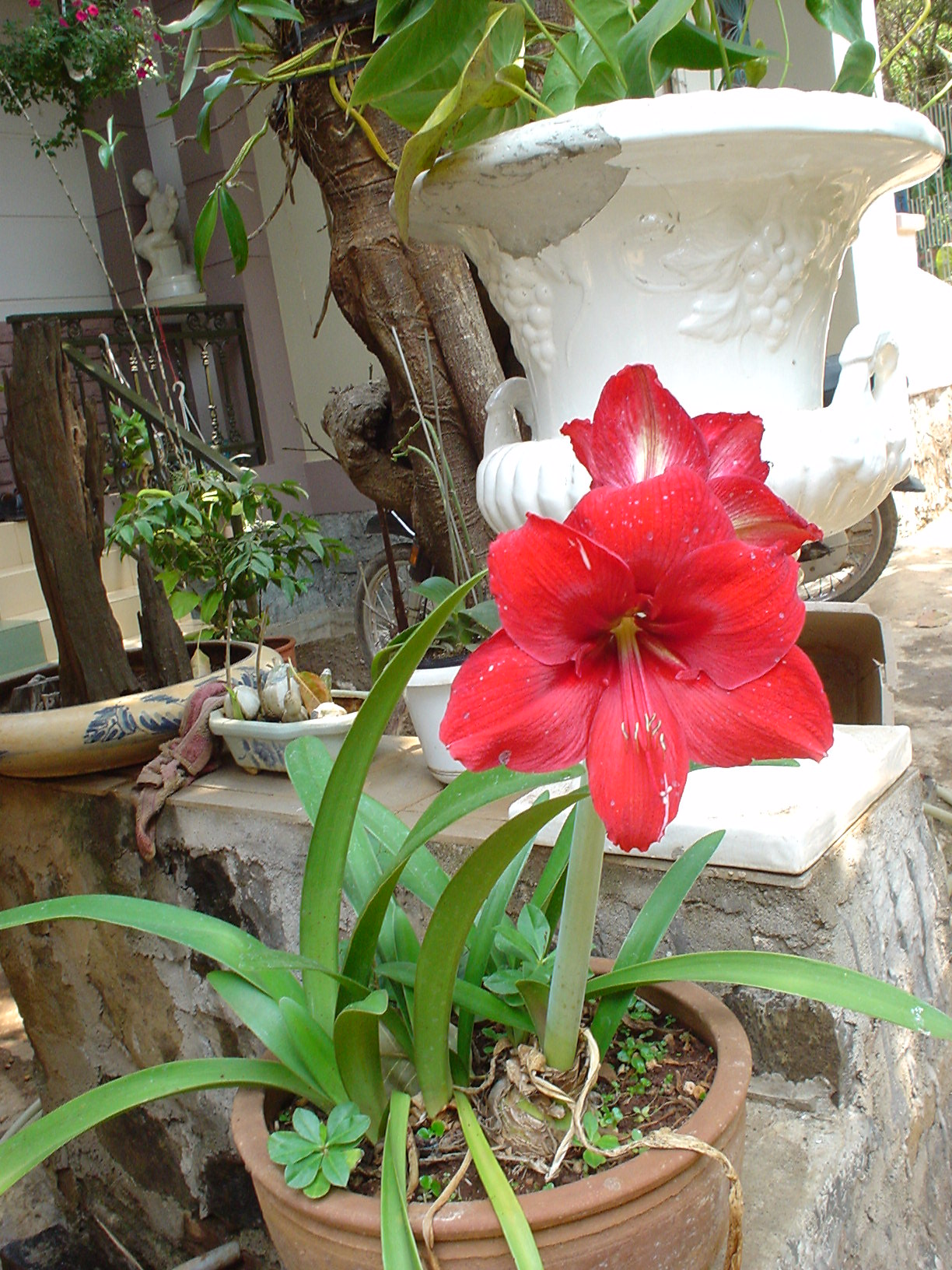
Hábito de Amaryllidoideae.
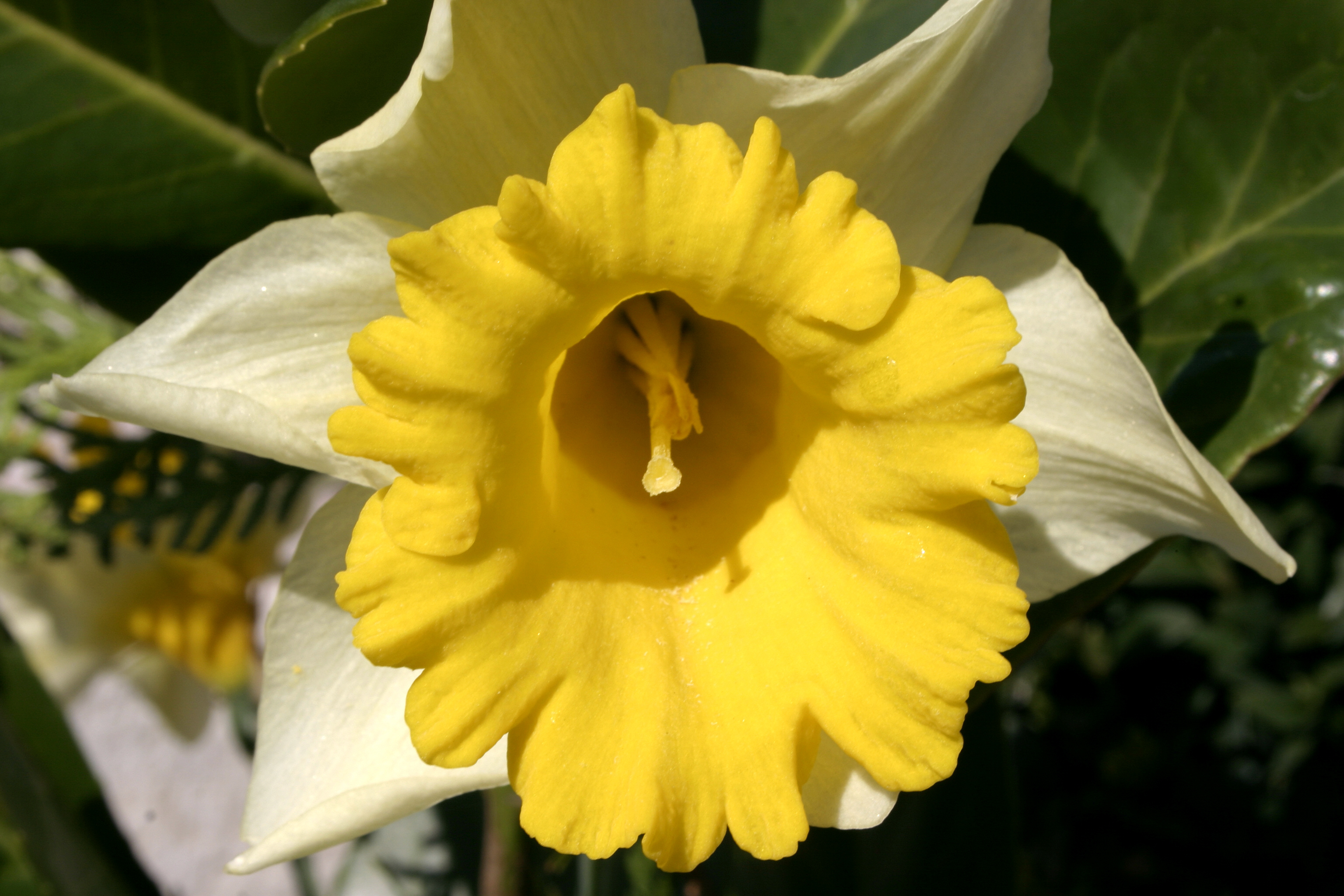
Tépalos (crema) y paraperigonio (amarillo) en Narcissus.
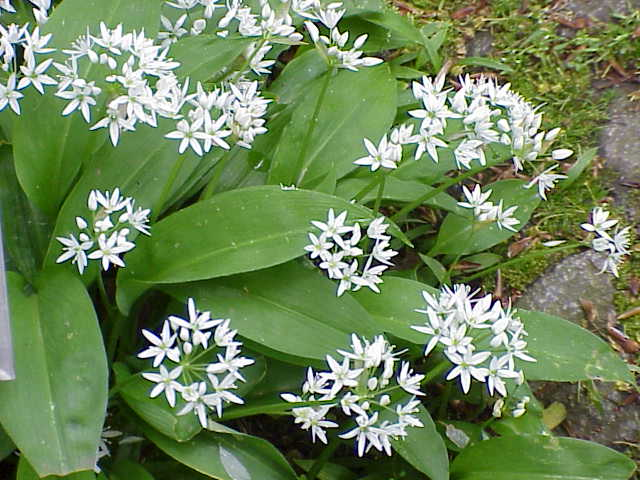
Hábito de una alióidea. Nótese la inflorescencia umbelada al final de un escapo, las flores no son grandes.
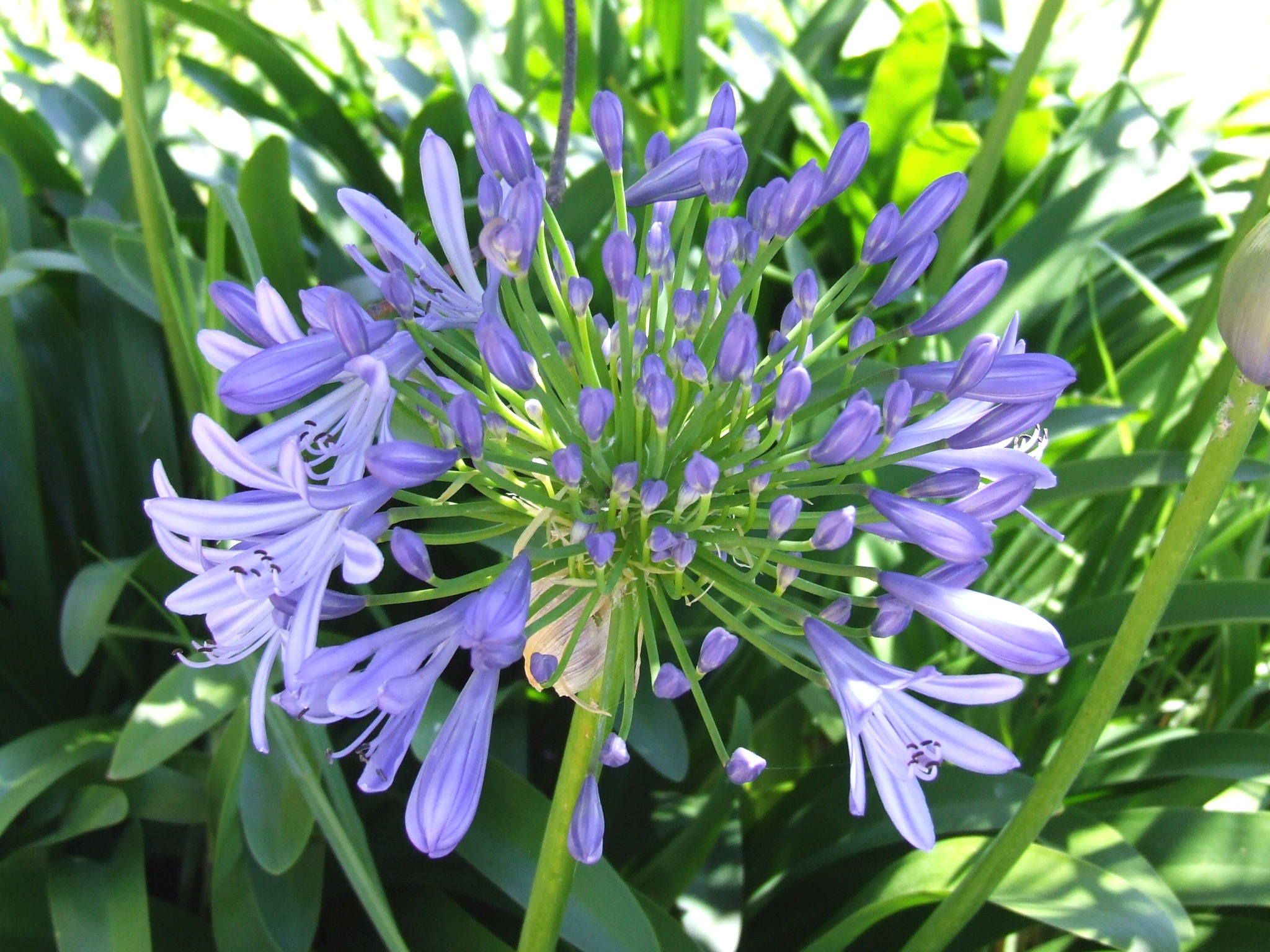
Inflorescencia de Agapanthus.

#### Xanthorrhoea y afines
Las xantorroeáceas sensu lato
El género Xanthorrhoea químicamente está claramente relacionado con el resto de las xantorroeáceas sensu lato, posee antraquinonas. Nativo de Australia, con crecimiento secundario anómalo, el tallo es leñoso y grueso, las hojas delgadas y largas al final del tallo.
La familia fue muy reconocida por los taxónomos, pero de la antigua familia, de géneros arborescentes con parecidos superficiales morfológicos y cierta aproximación regional, queda solo el género que le dio el nombre, el resto ahora desperdigados en el resto de Asparagales y hasta un género australiano, que resultó similar por gigantismo primario y no por crecimiento secundario anómalo, en las dasipogonáceas de Commelinidae. El género Xanthorrhoea fue ubicado en su propia familia, en el APG III bajado de rango a subfamilia.
Aloe vera pertenece al grupo asfodeloide, nombrado por Asphodelus. Son plantas del Viejo Mundo, muchas veces con crecimiento secundario anómalo. De hábitats áridos tropicales, las hojas son típicamente suculentas, en rosetas en la base o al final del tallo. La subfamilia está bien caracterizada químicamente por la presencia de antraquinonas de uso medicinal, Aloe y los géneros más relacionados con él producen aloína.
Las flores poseen 6 tépalos libres, 6 estambres libres y ovario súpero, se las anidó en las liliáceas o se ubicaron en su propia familia Asphodelaceae.
—Seguir leyendo en: HT Clifford en Kubitzki (1998a) Xanthorrhoeaceae, GF Smith y B-E Van Wyk en Kubitzki (1998a) Asphodelaceae

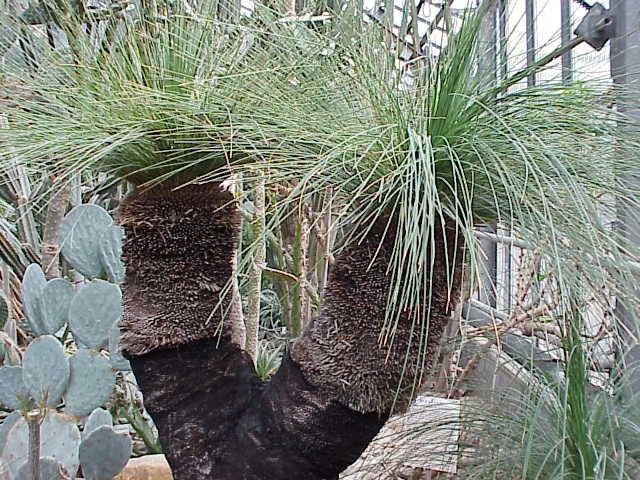
Hábito de Xanthorrhoea.
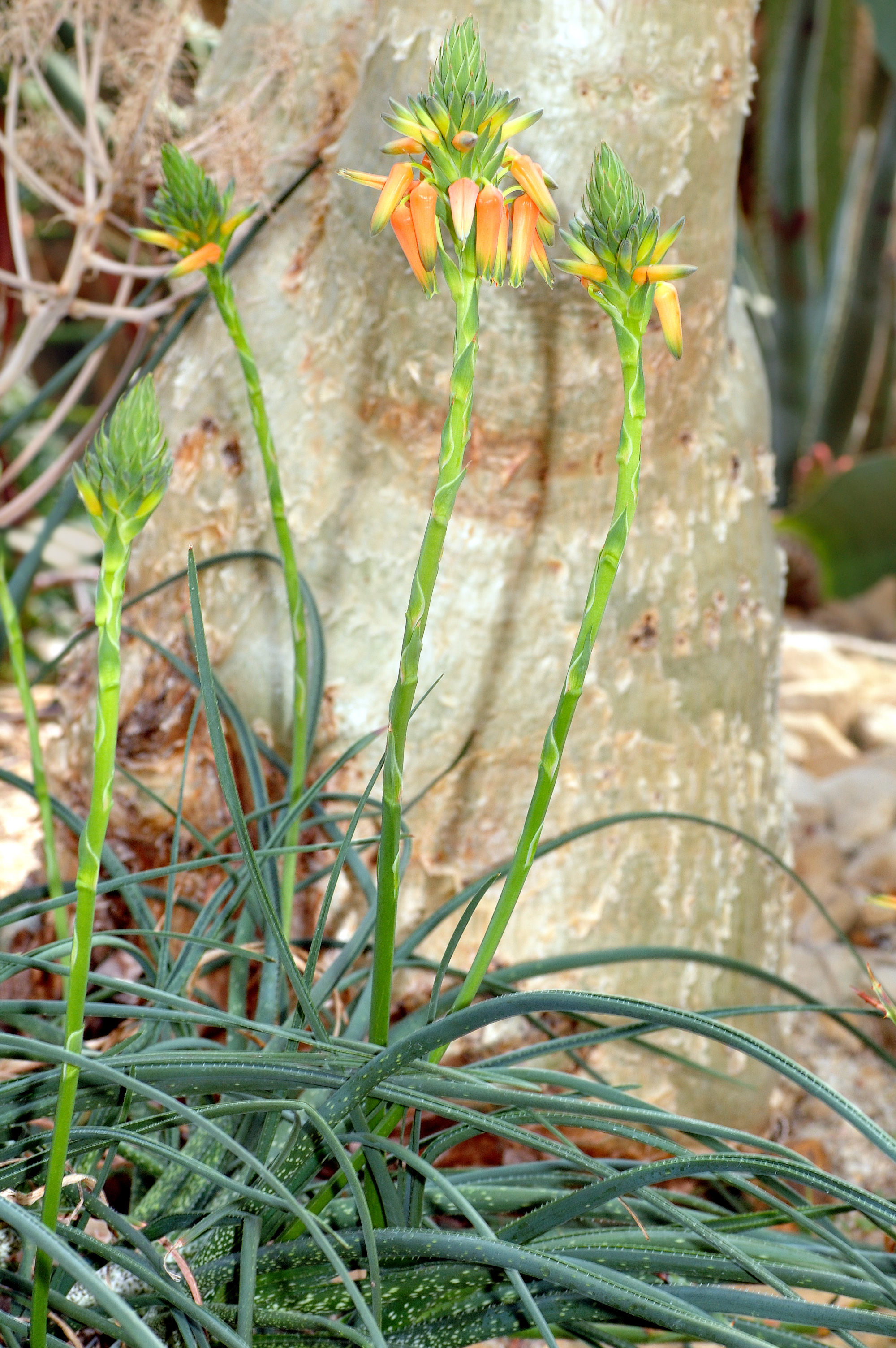
Hábito de Aloe, notar las hojas suculentas y la inflorescencia de crecimiento indeterminado.
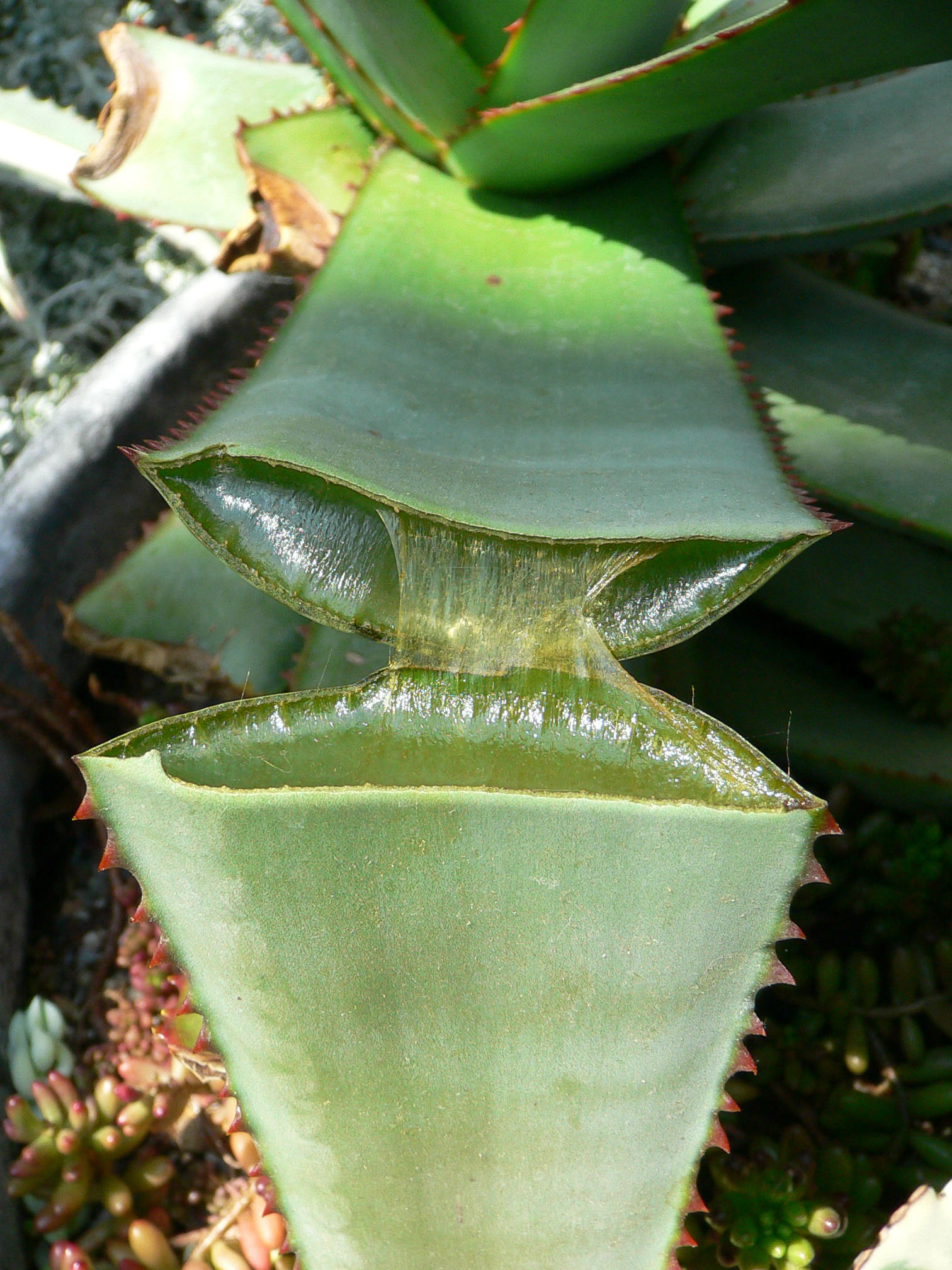
Aloe vera y la suculencia típica de las hojas de asfodelóideas.
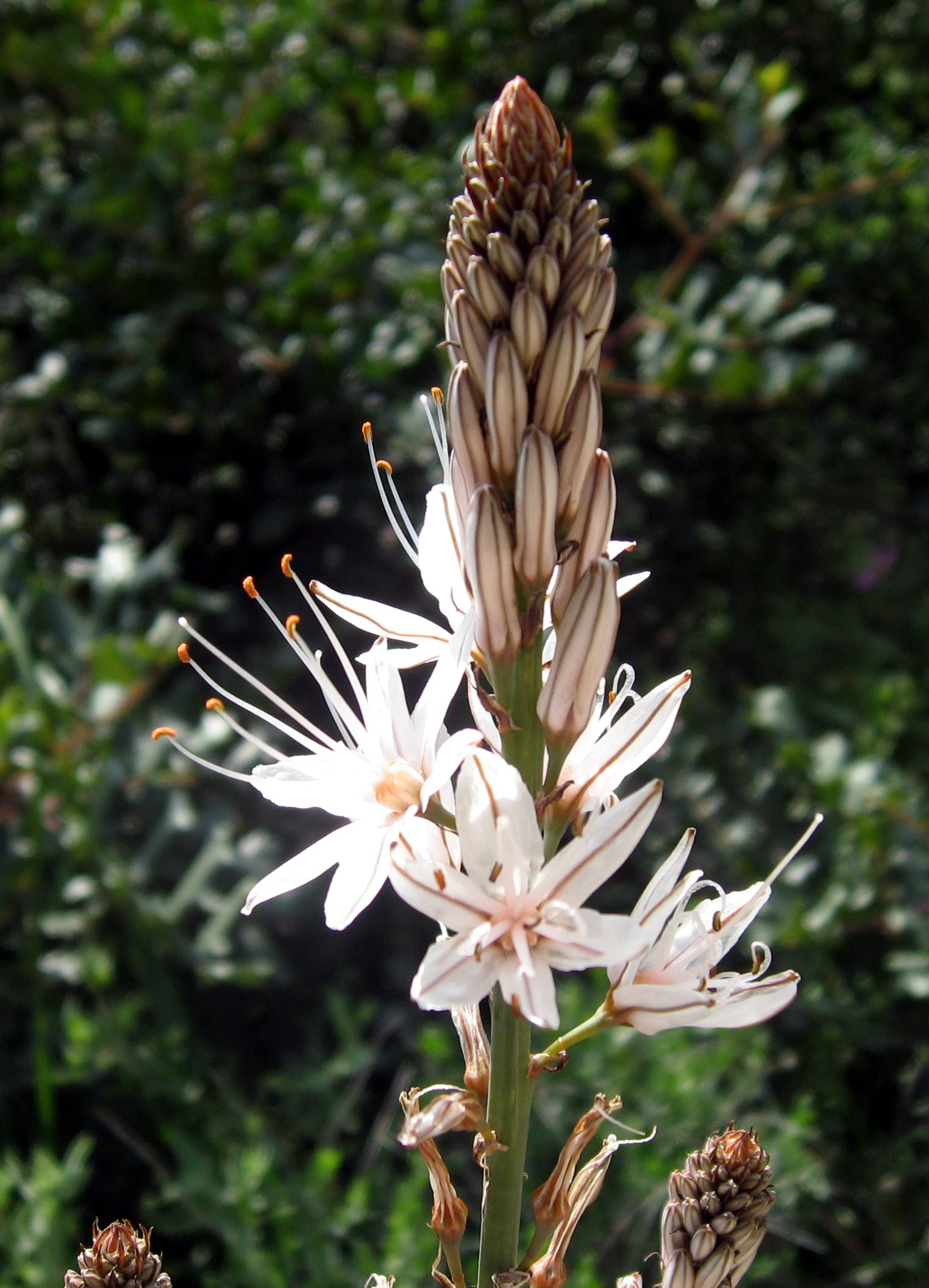
Inflorescencia indeterminada de flores lilioides en Asphodelus.

#### Espárragos y afines
Las asparagóideas de las asparagáceas
El género de los espárragos (Asparagus) prefiere los climas áridos a mediterráneos en el Viejo Mundo donde es nativo, son algo xerófitas, adaptadas a sobrevivir el verano seco mediterráneo como cladodios delgados y fotosintéticos. Los cladodios contienen las inflorescencias, las flores son pequeñas, las hojas, presentes en los tallos emergentes, son normalmente reducidas y más o menos escamosas. Los tallos emergen de un rizoma subterráneo. En el Mediterráneo se cosechan para consumo los tallos jóvenes de todas las especies del género de la región, especialmente en la semana de Pascua, que transcurre durante la primavera. Los tallos más desarrollados no son comestibles, contienen saponinas esteroideas como el resto de las asparagáceas sensu lato; en este caso más concentradas en el rizoma subterráneo.
Como las liliáceas, las flores poseen 6 tépalos, 6 estambres y ovario súpero, y durante mucho tiempo se las anidó en las liliáceas, o se las reconoció en su propia familia como en el APG II, el APG III lo bajó de rango a subfamilia de las asparagáceas sensu lato.
Los tallos emergentes jóvenes comercializados son de Asparagus officinalis.
—Seguir leyendo en: K Kubitzki y PJ Rudall en K Kubitzki (1998a) Asparagaceae

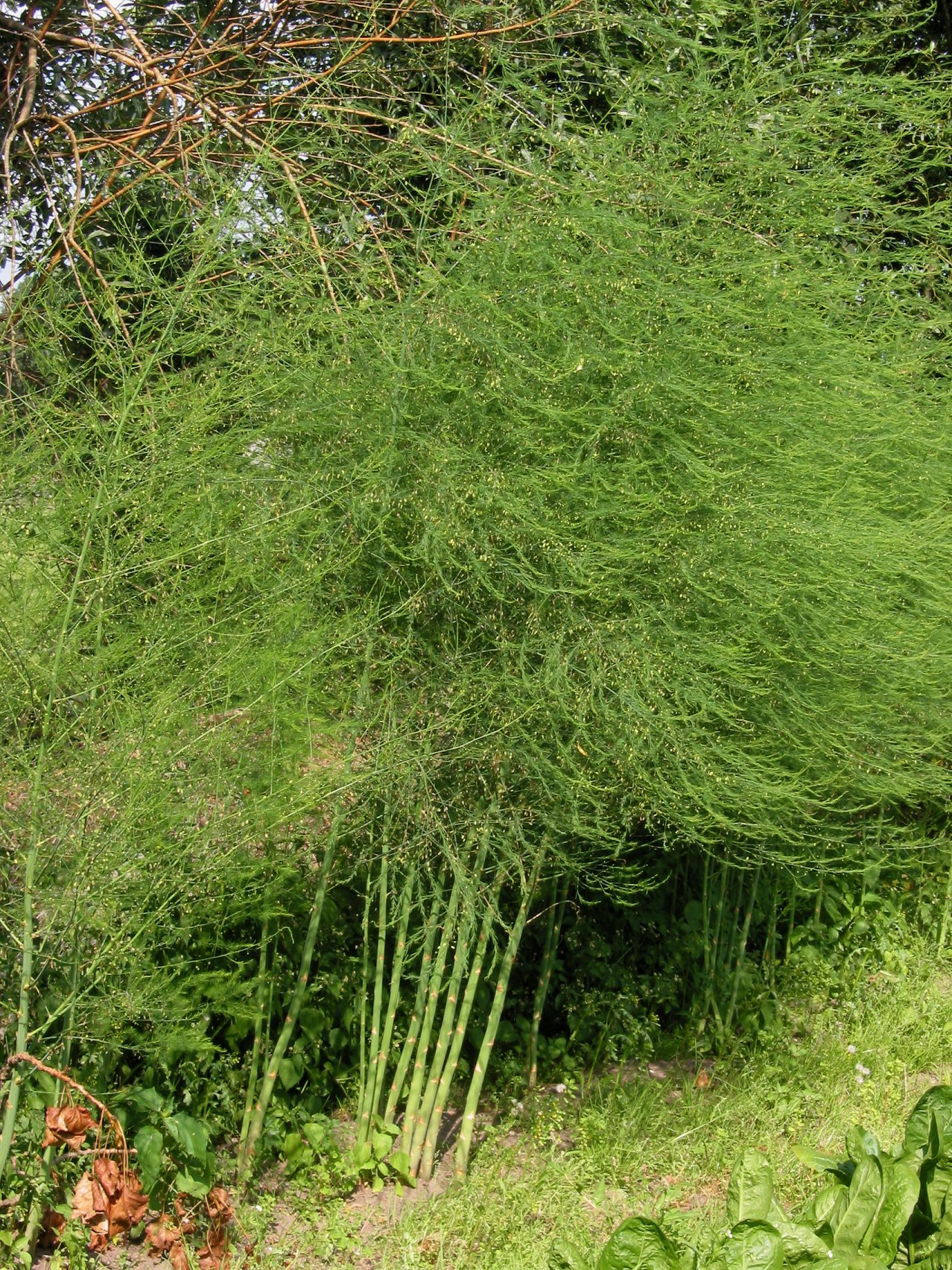
Hábito de Asparagus officinalis. Nótense los cladodios fotosintéticos que le dan un aspecto plumoso y las hojas escamosas en el eje ortótropo.
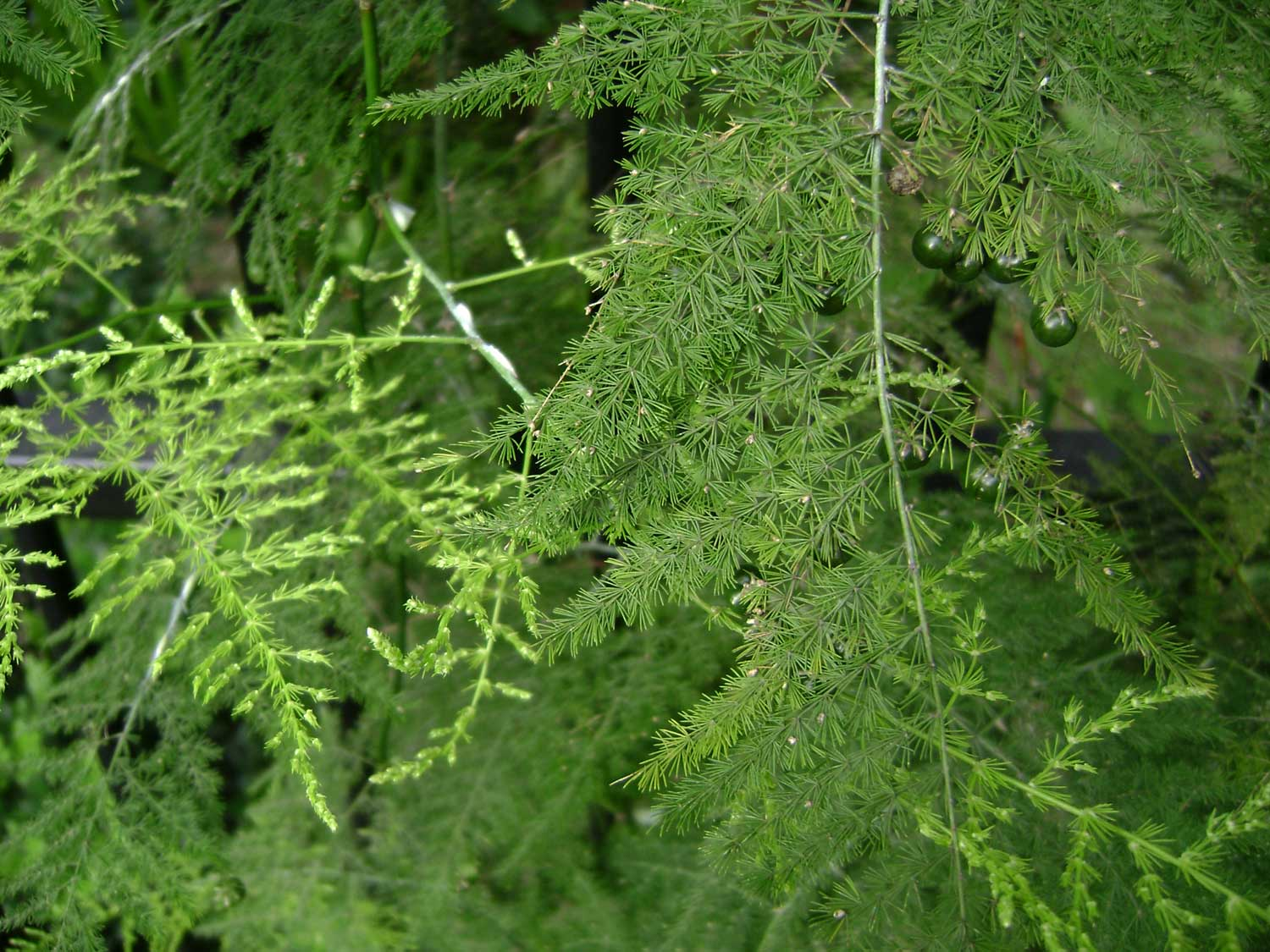
Cladodios finamente ramificados de Asparagus setaceus, el «helecho plumoso».

#### Ágave, Yuca y afines
Las agavóideas de las asparagáceas sensu lato
Los ágaves (Agave) y las yucas (Yucca) pertenecen en el APG III a las agavóideas. Muchos miembros de este grupo poseen crecimiento secundario anómalo y muchos son arborescentes. A diferencia de las asfodelóideas, son nativas del Nuevo Mundo y son especialmente diversas en México. Las hojas son muchas veces grandes, xeromórficas, fibrosas o raramente suculentas, en rosetas en la base o el final de las ramas. La subfamilia, o al menos los géneros bien anidados en ella como Agave y Yucca, produce saponinas esteroideas utilizadas en contraconceptivos y jabón. De inflorescencias de crecimiento determinado, tradicionalmente se las ubicaba en las liliáceas, debido a sus flores muchas veces lilioides.
En México del ágave se produce el mezcal y de Agave tequilana el tequila, las hojas de algunas especies son fuente de fibra sisal. El árbol de Josué norteamericano es la especie Yucca brevifolia.
—Seguir leyendo en: S Verhoek en Kubitzki (1998a) Agavaceae.

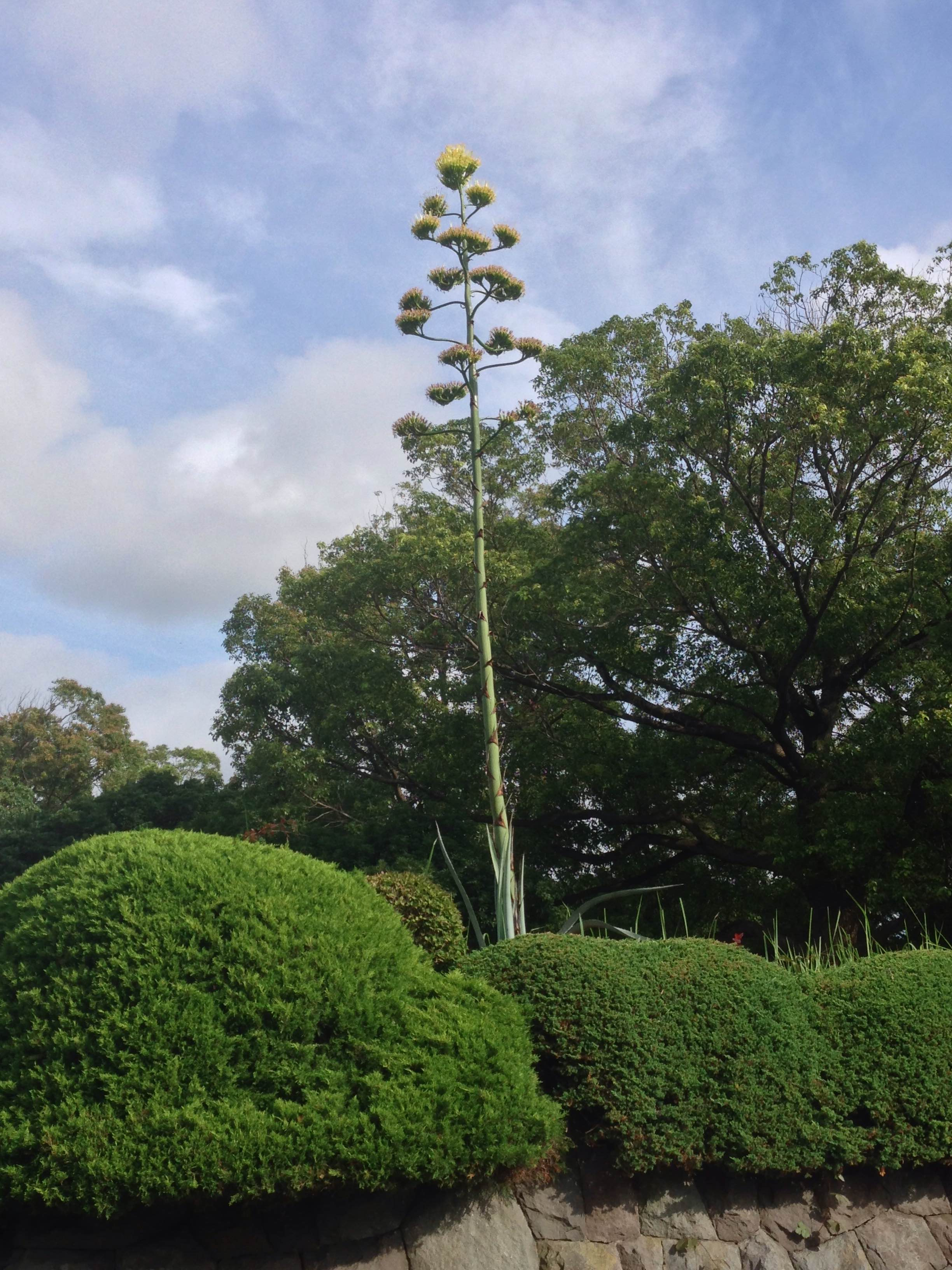
Agave americana en flor.
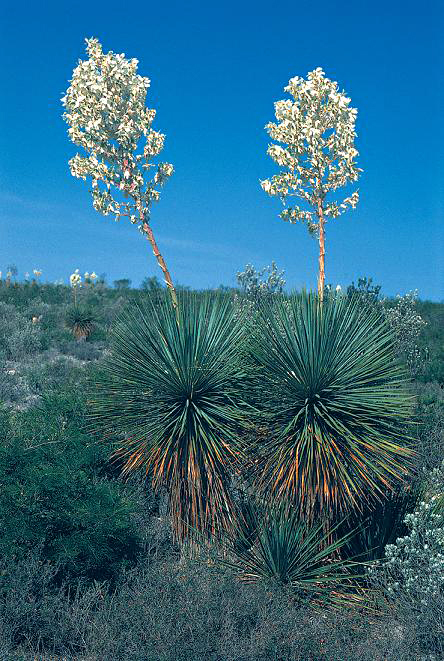
Disposición de las hojas en la extremidad del tallo leñoso e inflorescencia en Yucca thompsoniana.

### Orden Arecales

#### Palmeras
Las arecáceas
Las palmeras (Arecaceae) son una familia reconocida desde antiguo y fácil de distinguir. El tallo es siempre leñoso —endurecido al final del crecimiento primario—, y las hojas son robustas y morfológicamente distintivas.
A pesar de que no excede mucho en número de géneros (unos 200), ésta es una familia de las de mayor importancia para el humano, quizás la más importante económicamente en climas tropicales, son palmeras la palmera datilera, el cocotero, las que proveen palmitos comestibles (p. ej. Euterpe edulis en el Cono Sur), aceite de palmera (p. ej Elaeis oleifera), mieles y vinos de palmera, almidón de palmera, cera de carnaúba, material de construcción, varas leñosas y fibras para cestería como el ratán, fibras como la rafia, el endosperma de algunas especies es el marfil vegetal con el que se confeccionan botones y adornos, y hay muchas ornamentales, utilizadas cuando el paisaje requiere que no se obture la visión del fondo (p. ej. pindó, palmera canaria, etc.).
Desde antiguo que se las ubica en su propio orden, Príncipes («las primeras», probablemente porque por un tiempo sus fósiles fueron los más antiguos entre las monocotiledóneas encontrados) o Arecales (a partir del género Areca), el último es el mantenido por el APG III.
— Seguir leyendo en: J Dransfield y NW Uhl en Kubitzi (1998b) Palmae

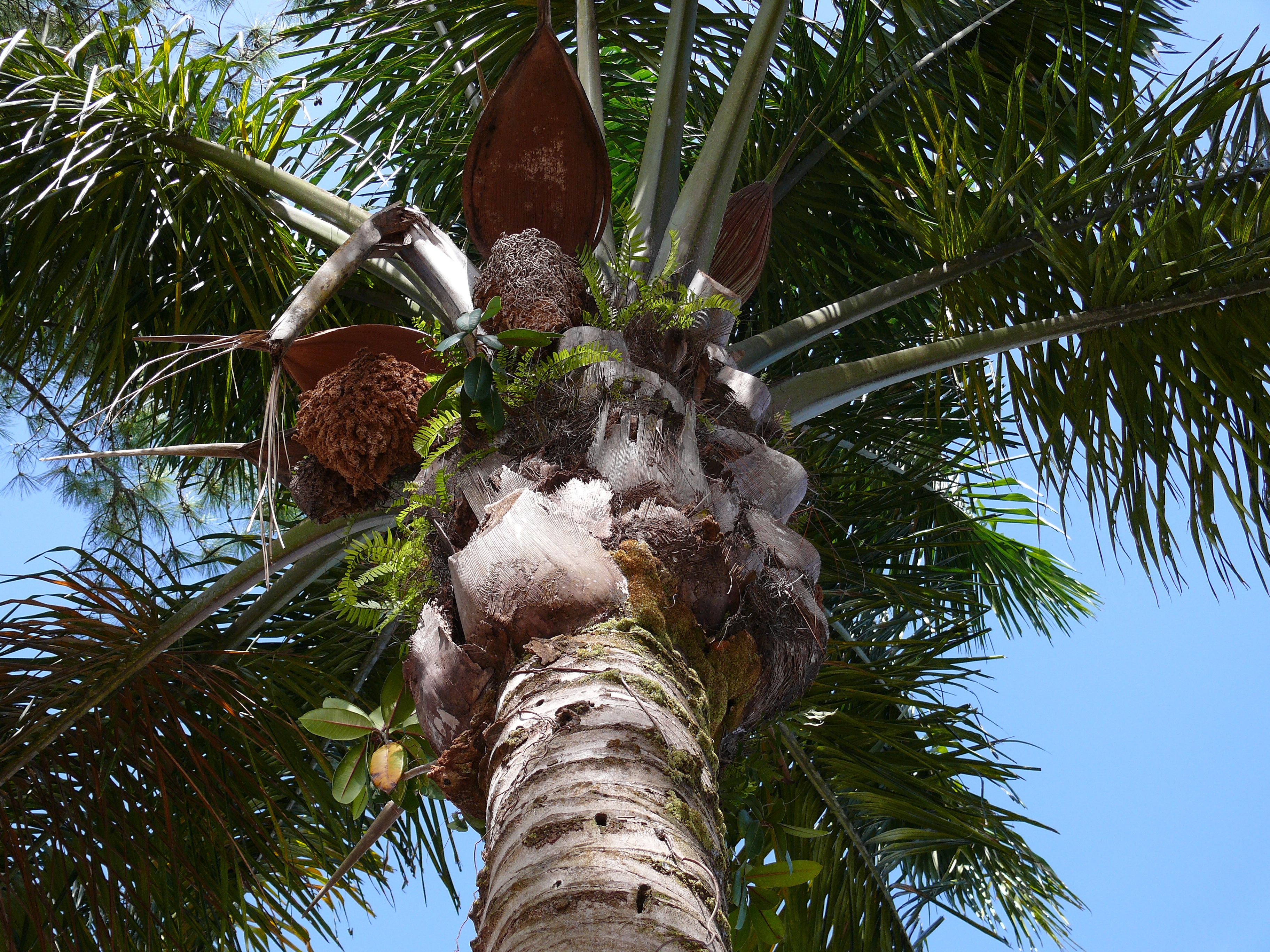
Inflorescencias y corona de hojas de una palmera arborescente.
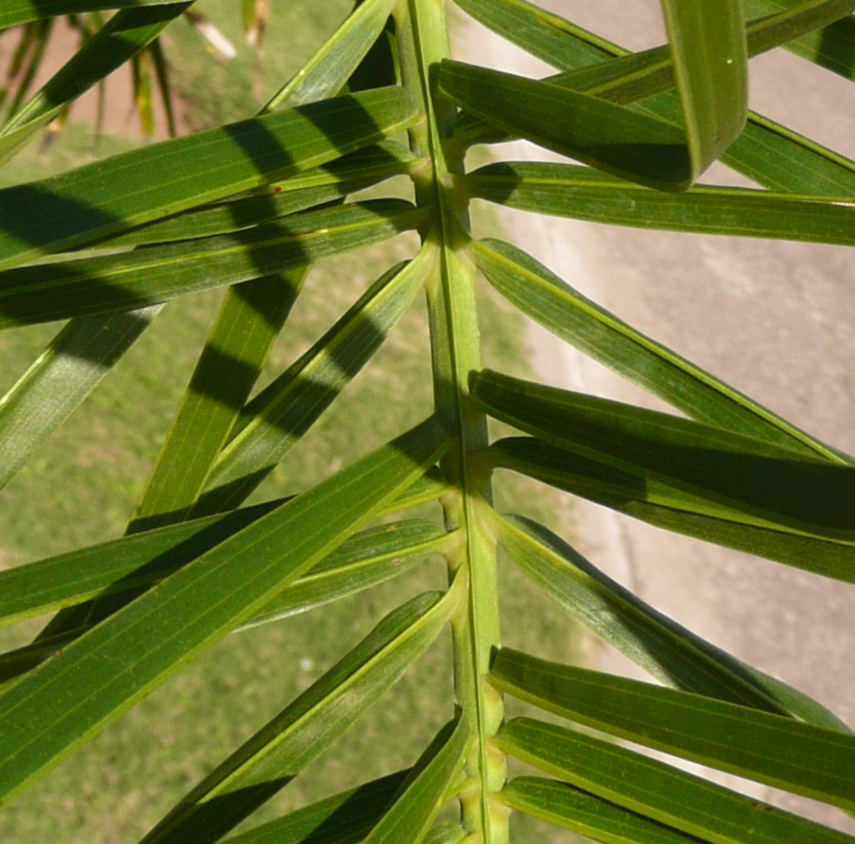
La hoja de palmera es de vena media prominente, de joven con lámina entera y plicada (como en abanico), al madurar se parte en folíolos induplicados o reduplicados (forma de V o de V invertida) y se separan al elongarse el raquis. (En la foto con folíolos reduplicados).

### Orden Poales

#### Las poáceas y otras familias graminiformes
Las poáceas o gramíneas, por excepción con dos nombres aceptados, le dan el nombre a un grupo ecológico con muchos miembros dentro del orden Poales.

Las poáceas o gramíneas en general son hierbas graminiformes, pero pueden volverse grandes y semileñosas (cañas) como en los bambúes, las especies semileñosas de la subfamilia Bambusoideae.
Rizomatosas, se reproducen vegetativamente a través de «hijuelos» llamados macollos. Las hojas crecen gracias a un meristema en su sector basal, que permite a la hoja terminar su desarrollo aun cuando es pastoreada en su sector distal, ayudada por las reservas en su rizoma subterráneo. En buenas condiciones los ejes aéreos se agotan en una inflorescencia. Las hojas poseen entre la vaina y la lámina lígula y aurículas, importantes para diferenciación taxonómica.
Adaptadas a condiciones de sol, las hojas delgadas no permiten que el viento y el paso de los animales desgarren la lámina. La inflorescencia primaria y fruto son característicos: la espiguilla para polinización por viento (y, quizás, por el paso de los animales) y el grano (cariópside), que puede estar asociado a partes accesorias provenientes de la espiguilla que lo ayuden a adherirse a los animales que lo dispersan. Las flores y espiguillas están rodeadas por brácteas de función sepaloide, lo suficientemente robustas como para que el paso de los animales no destruya las flores; la única parte visible de la flor son los estambres y estigmas cuando se exertan.
Es una familia exitosa que radió a prácticamente todos los ambientes: cosmopolitas, presentes en desiertos a ambientes acuáticos, son miembros dominantes de las grasslands (praderas, sabanas, estepas herbáceas), regiones en las que pueden superar el período crítico de su establecimiento en el que necesitan sol y riego abundantes y pueden sobrellevar una moderada presión de herbivoría, luego de lo cual sus rizomas reservantes y su propagación vegetativa por macollos les permiten superar sequías y pastoreo. Están muy diversificadas y poseen +700 géneros.
Gramíneas de importancia económica son la caña de azúcar (una panicóidea de tamaño grande), y los cereales, domesticados para el consumo de su grano, como el trigo, el maíz, el arroz, la cebada, el centeno, el sorgo, la avena, el mijo. Entre las gramíneas utilizadas como forrajeras (para consumo de las hojas por el ganado) se encuentran plantas de los géneros Bromus, Festuca y Lolium.
A partir de Poa se nombró el orden Poales, que posee una interesante diversidad de familias polinizadas por viento y familias graminiformes.

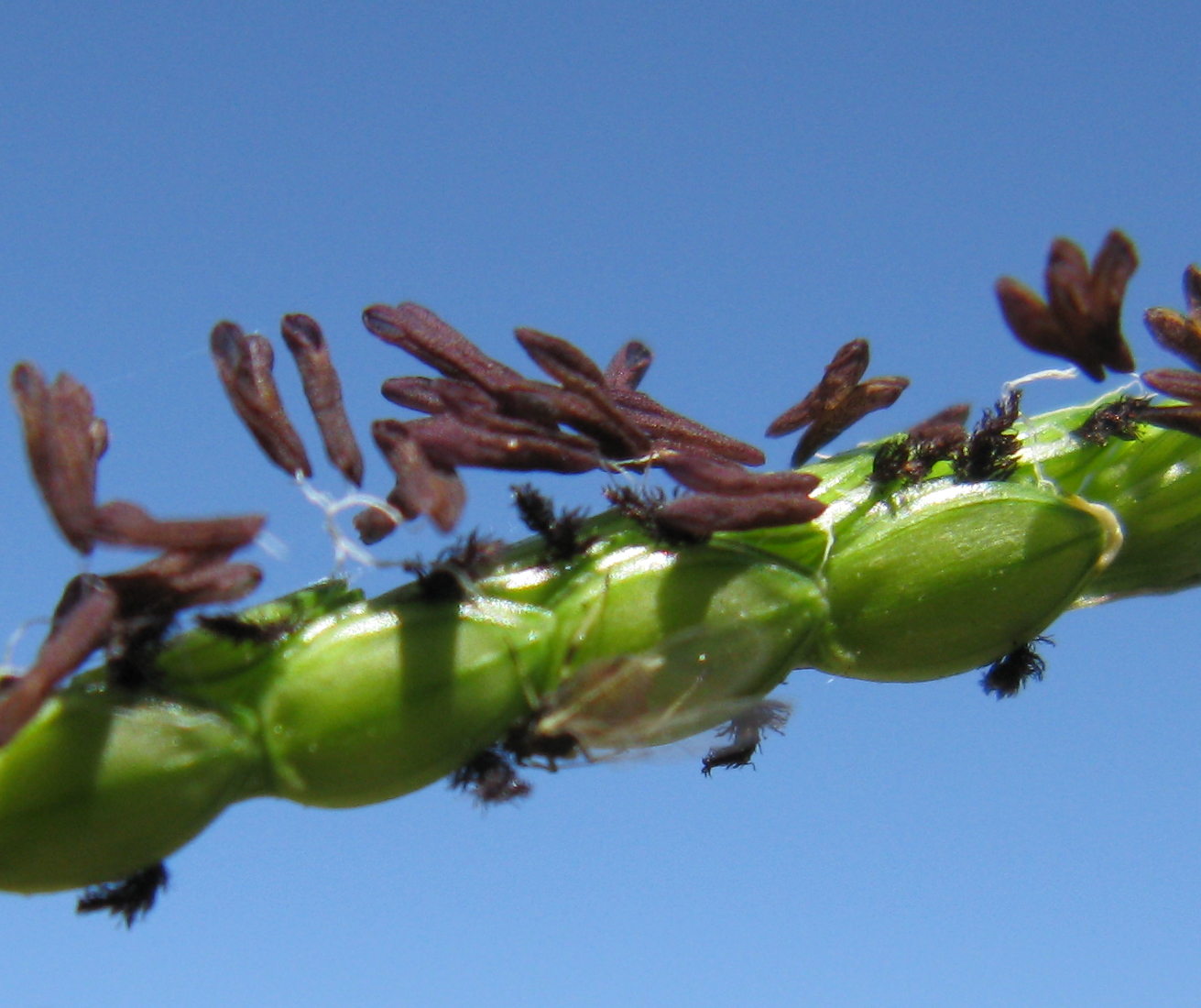
Estambres y estigmas exertos de cada espiguilla en Paspalum notatum (el pasto horqueta) para polinización por viento.
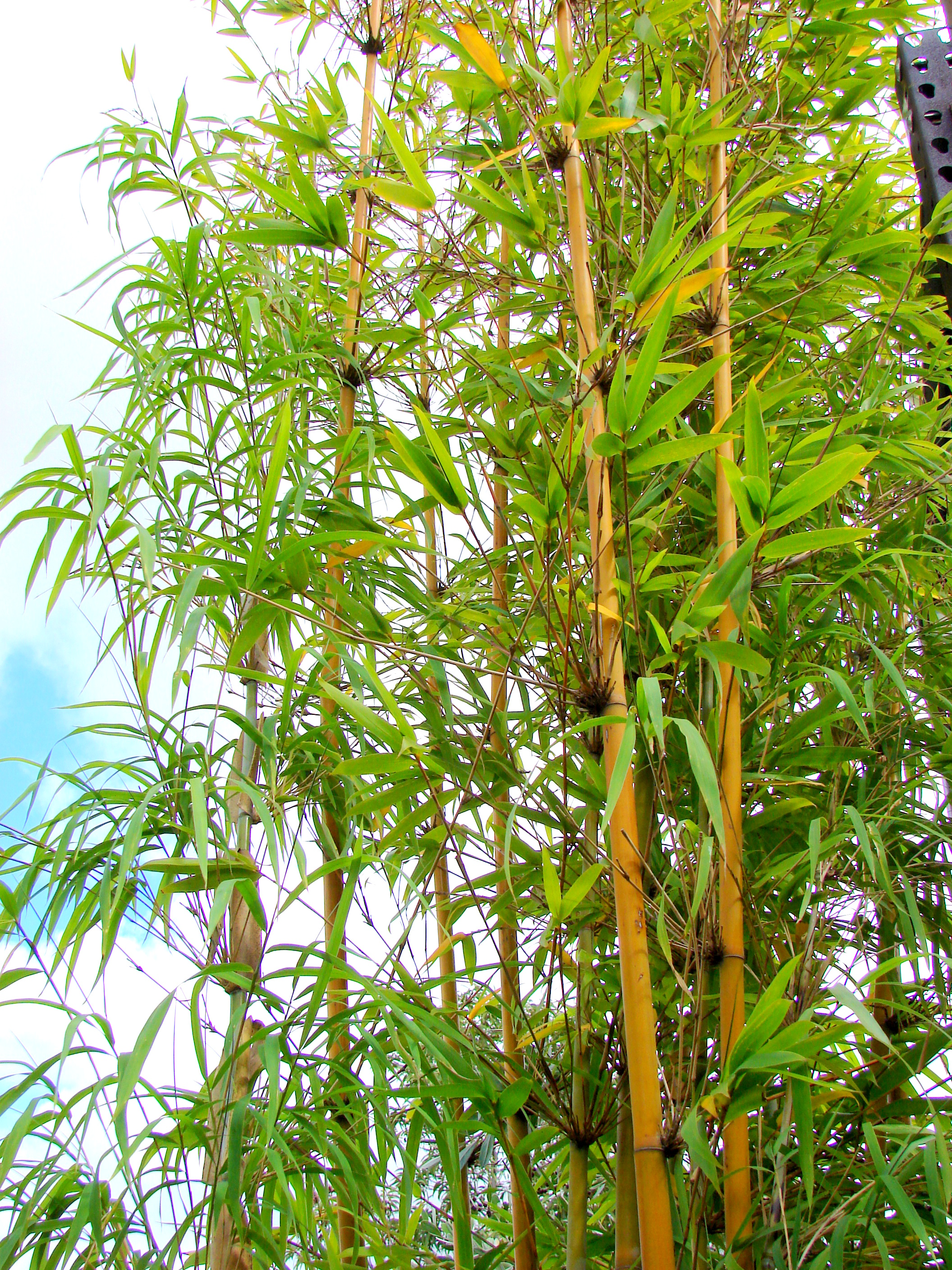
Bambúes, cañas de la subfamilia Bambusoideae.
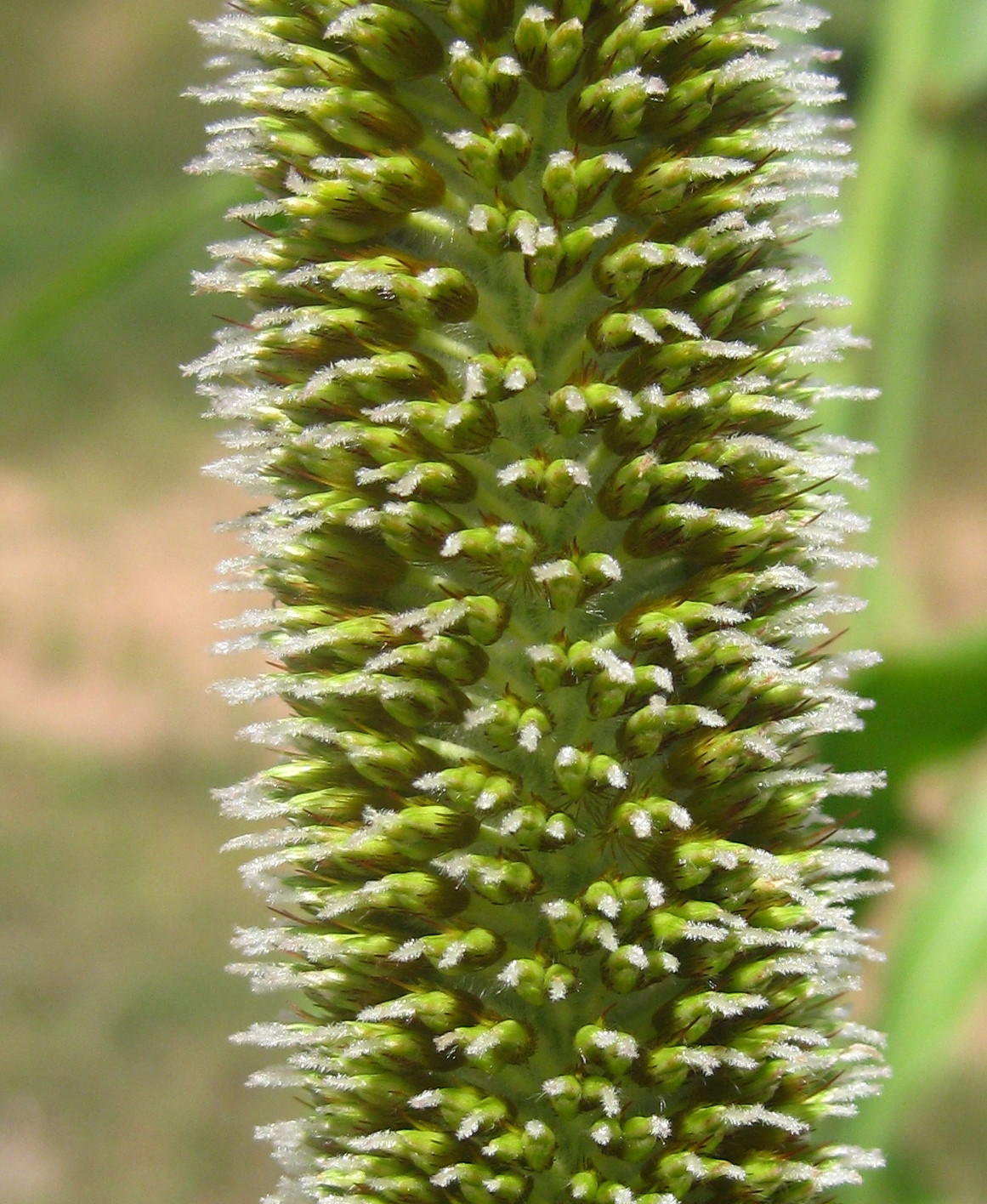
Estigmas plumosos exertos de su espiguilla en Cenchrus americanus (el mijo perla) para polinización por viento.
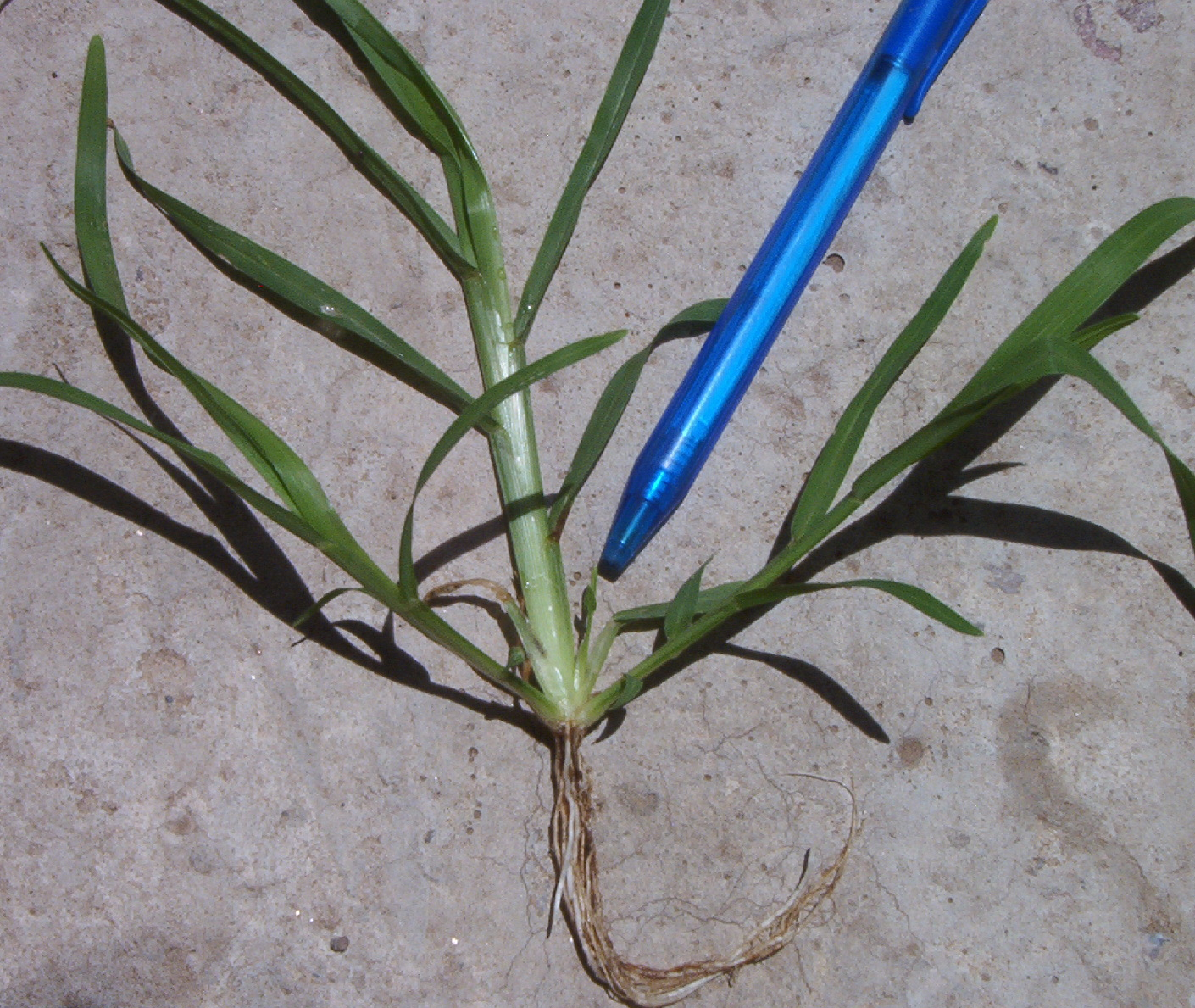
Dos macollos a los lados del eje primario en un pasto juvenil. Una yema joven en la axila de una hoja señalada con birome. Se observa la disposición dística de las hojas.
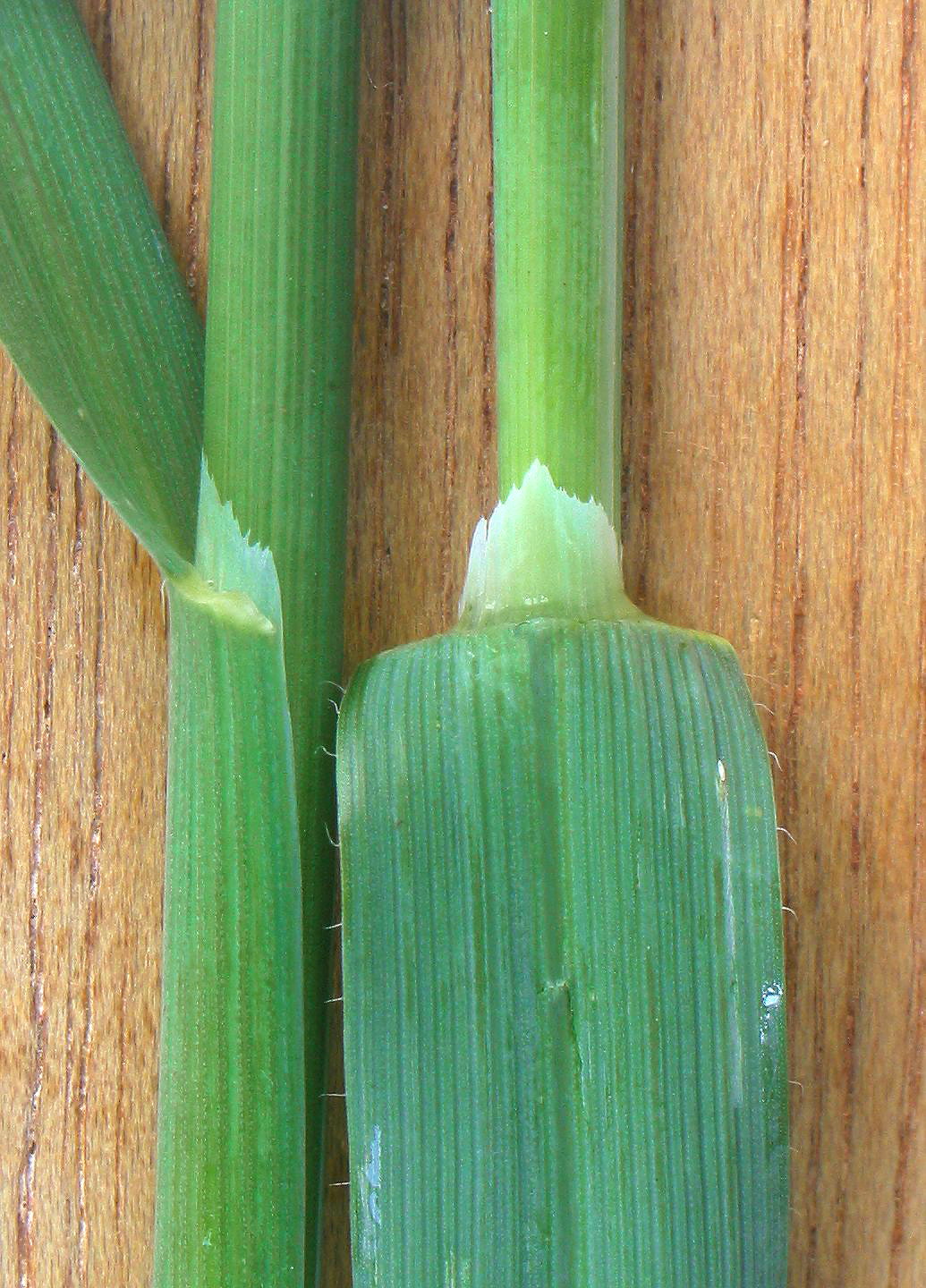
Lígula membranosa en avena (Avena sativa).
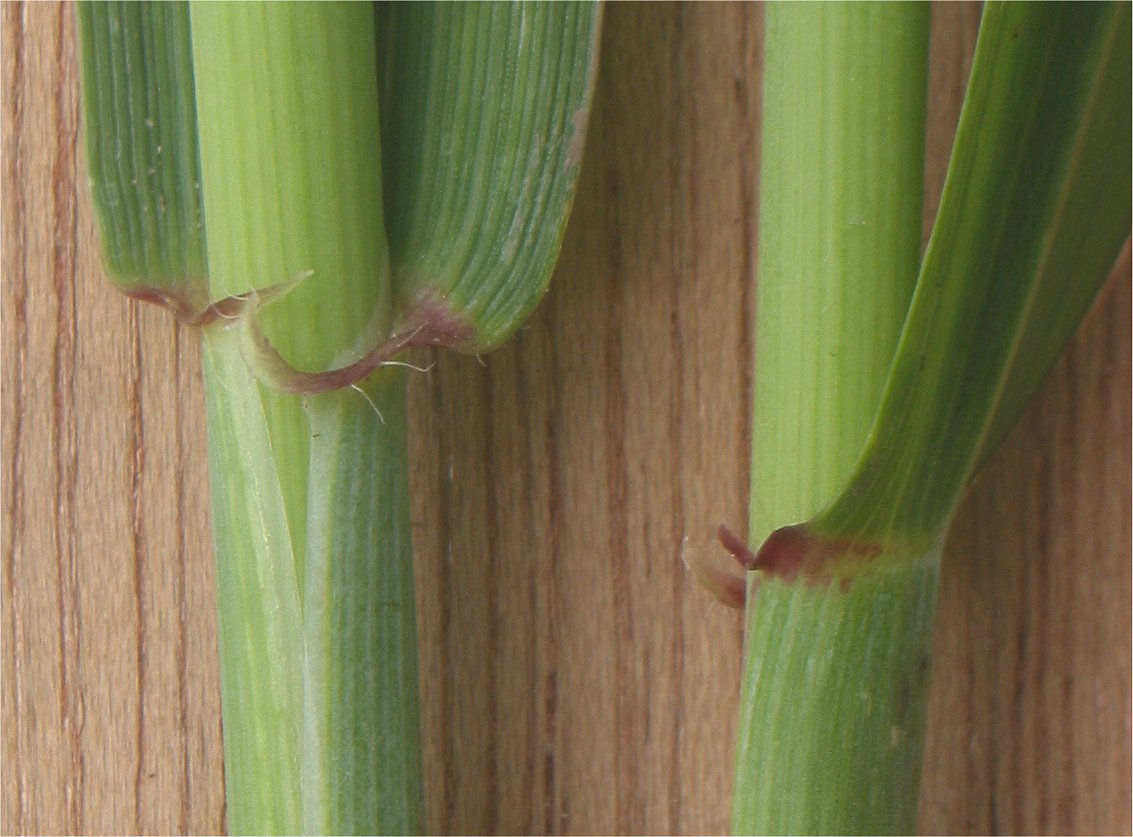
Aurículas en trigo (Triticum aestivum).
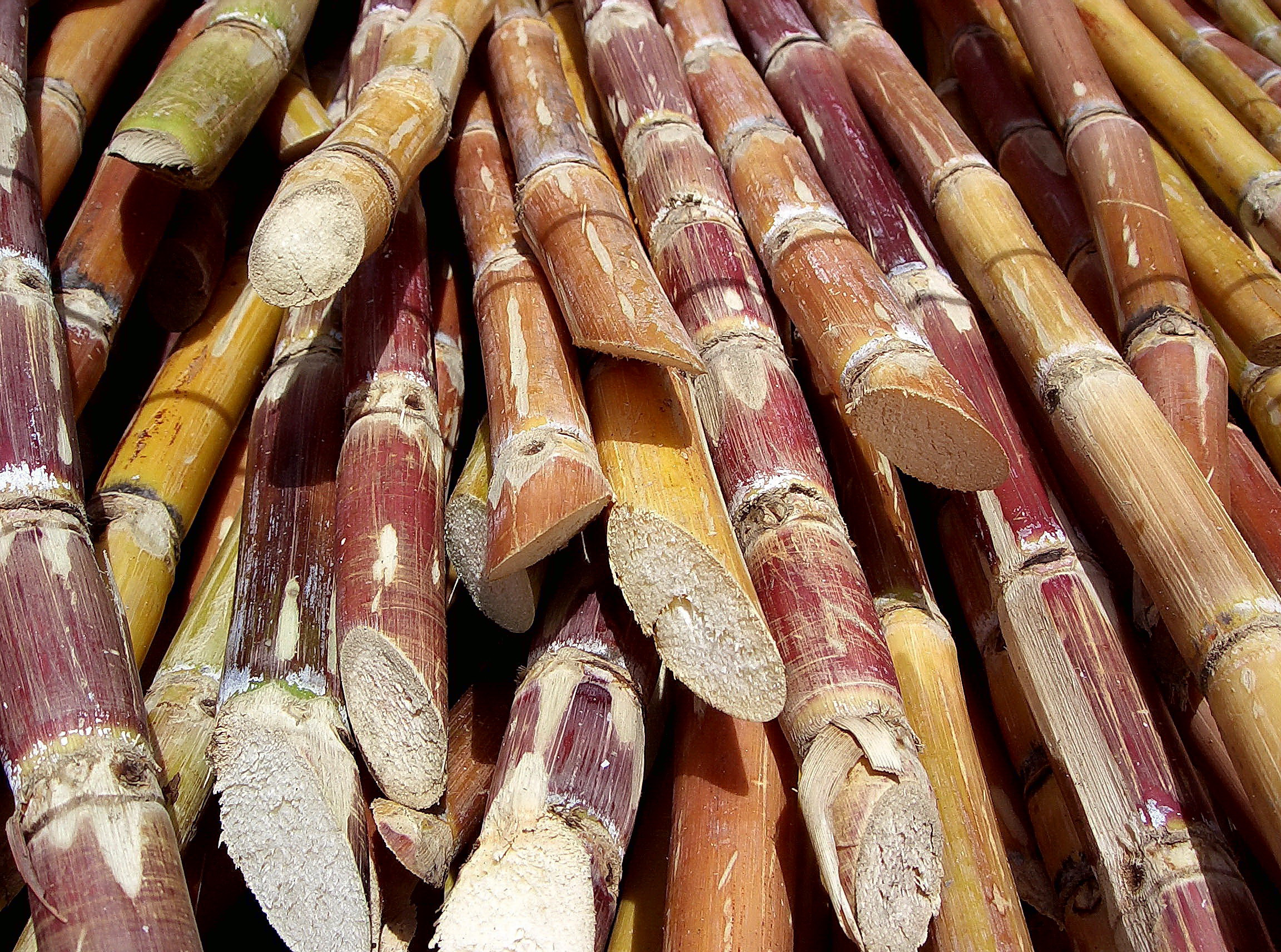
Caña de azúcar (Saccharum officinarum), una panicóidea grande y leñosa de tallo macizo.

Otras familias de plantas graminiformes en el orden
Las ciperáceas (Cyperaceae) durante mucho tiempo fueron ubicadas como el grupo hermano de las poáceas, hoy en día se saben un poco alejadas pero en el mismo orden. Son graminiformes, su inflorescencia primaria protegida por brácteas también fue llamada espiguilla y en general son polinizadas por viento (y por el paso de los animales?). Los tallos suelen ser triangulares en el corte transversal, en parte son escapos (desnudos entre la base y la inflorescencia). No tienen lígula, sus hojas son de disposición trística, marcando los ángulos de su tallo de sección triangular.
Relativamente bien diversificadas, con unos ~100 géneros, no tienen la importancia para la alimentación que tienen los pastos. Quizás la ciperácea más utilizada haya sido Cyperus papyrus, con la que se fabricaban los papiros en el antiguo Egipto.
A las juncáceas pertenecen los juncos del género Juncus. Presentes en todos los ambientes en especial de las zonas templadas, también se polinizan por viento (y por el paso de los animales?). Las inflorescencias normalmente están condensadas en glomérulos terminales. Las flores poseen tépalos obvios, los frutos son cápsulas. Las hojas, parecidas a las de los pastos, no tienen lígula. 
—Seguir leyendo en: Poaceae todavía no publicado en la flora de Kubitzki (ed.), P Goetghebeur en Kubitzi (1998b) Cyperaceae, H Balslev en Kubitzi (1998b) Juncaceae, H.P. Linder, B.G. Briggs, y L.A.S. Johnson en Kubitzki (1998b) Restionaceae (otras familias graminiformes en Poales).

Restionaceae, Cyperaceae, Juncaceae
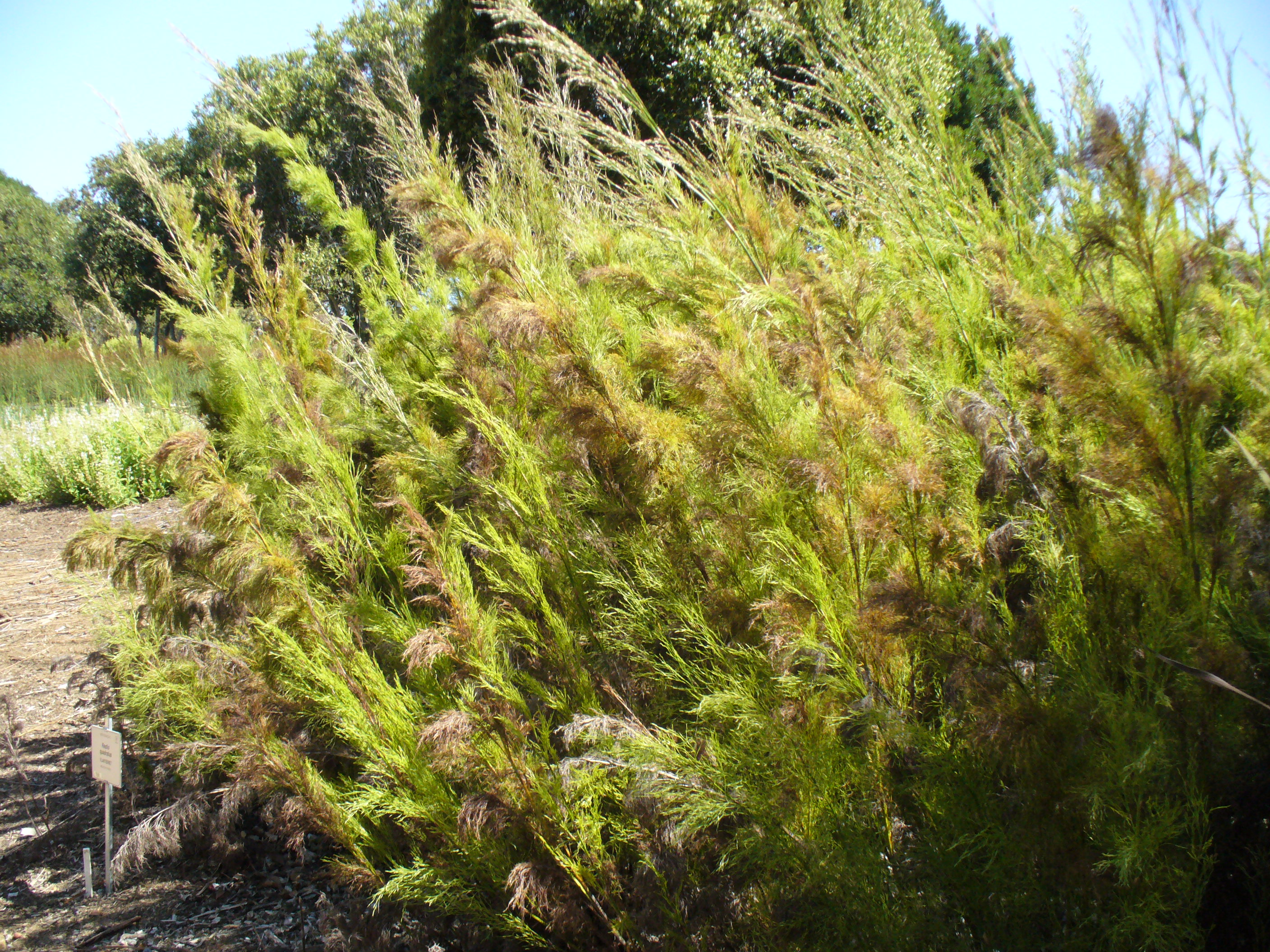
Hábito de una restionácea.
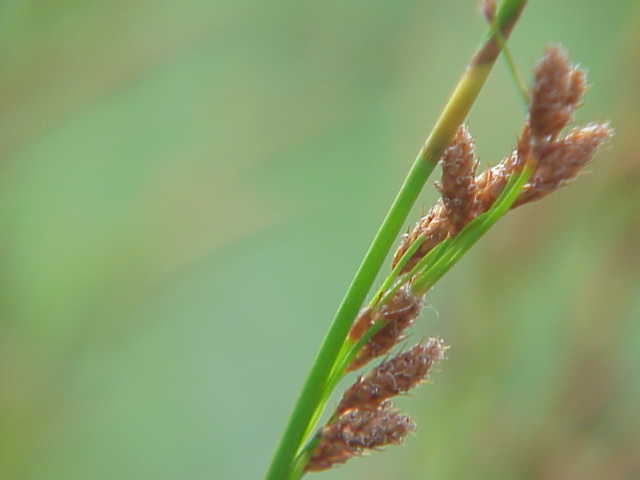
Espiguillas de una restionácea.
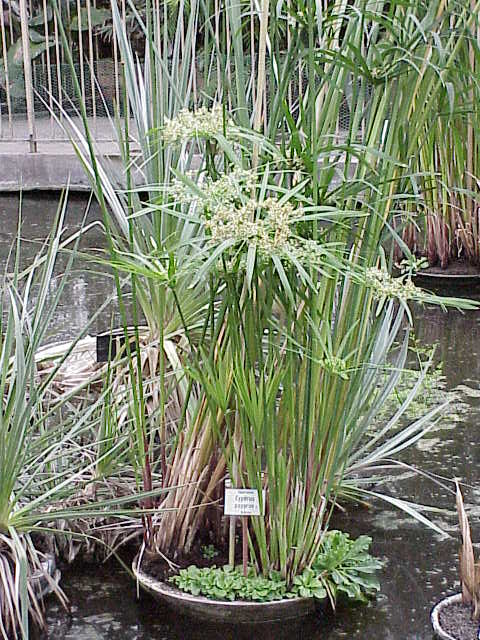
Hábito de Cyperus papyrus.
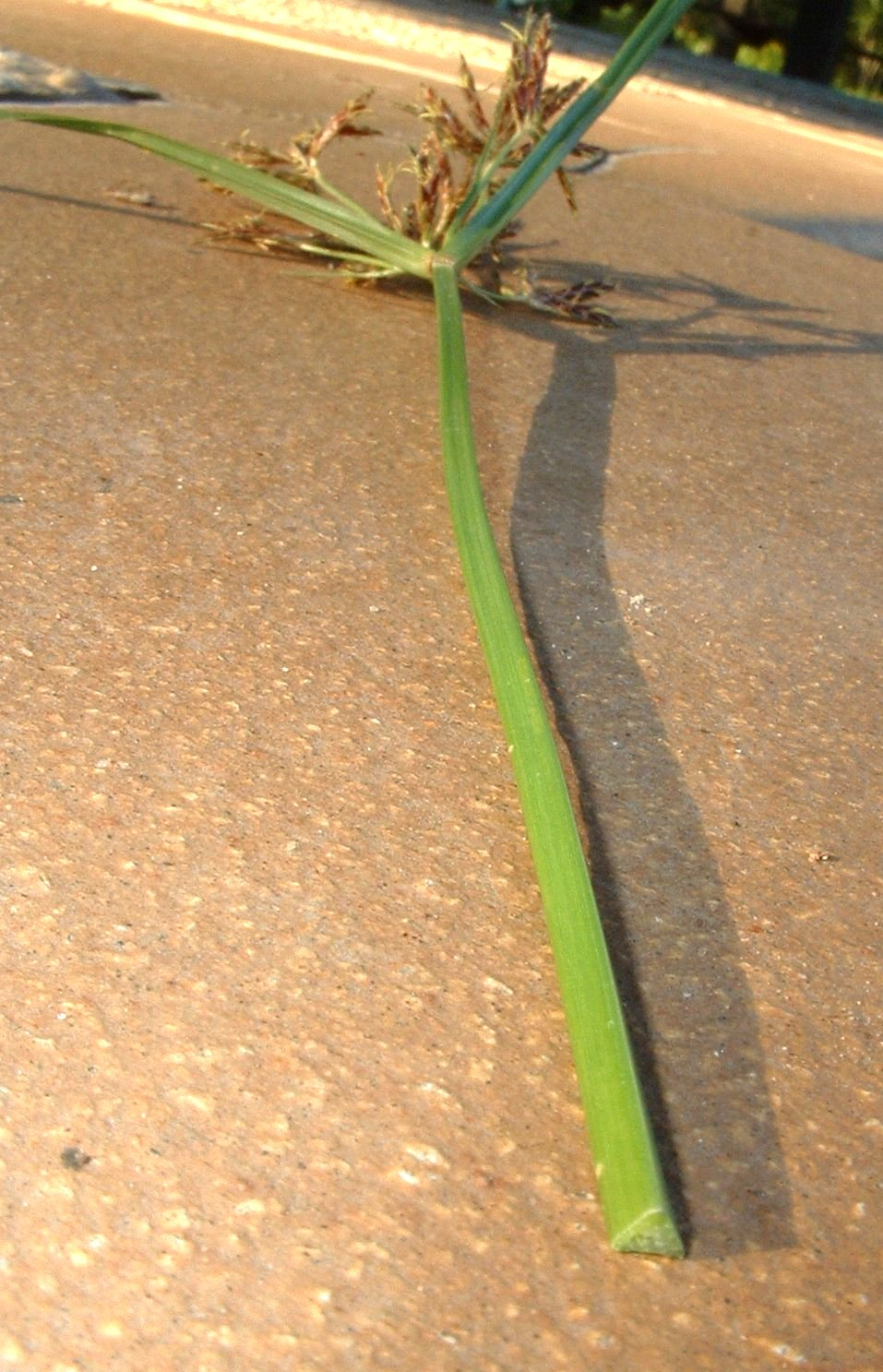
Escapo de sección triangular y brácteas foliosas en la inflorescencia de Cyperus rotundus.
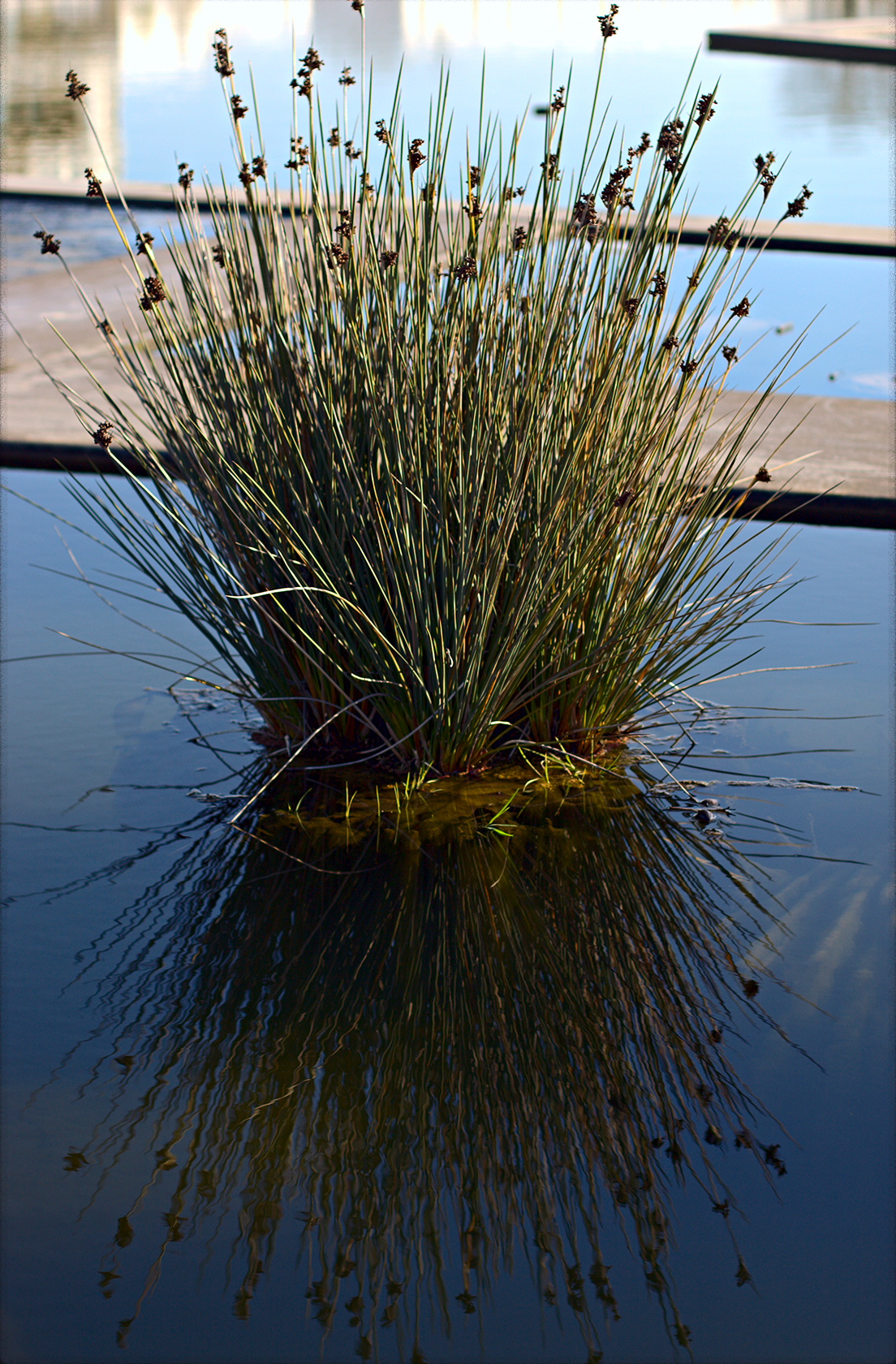
Hábito del junco.

#### Totoras y afines

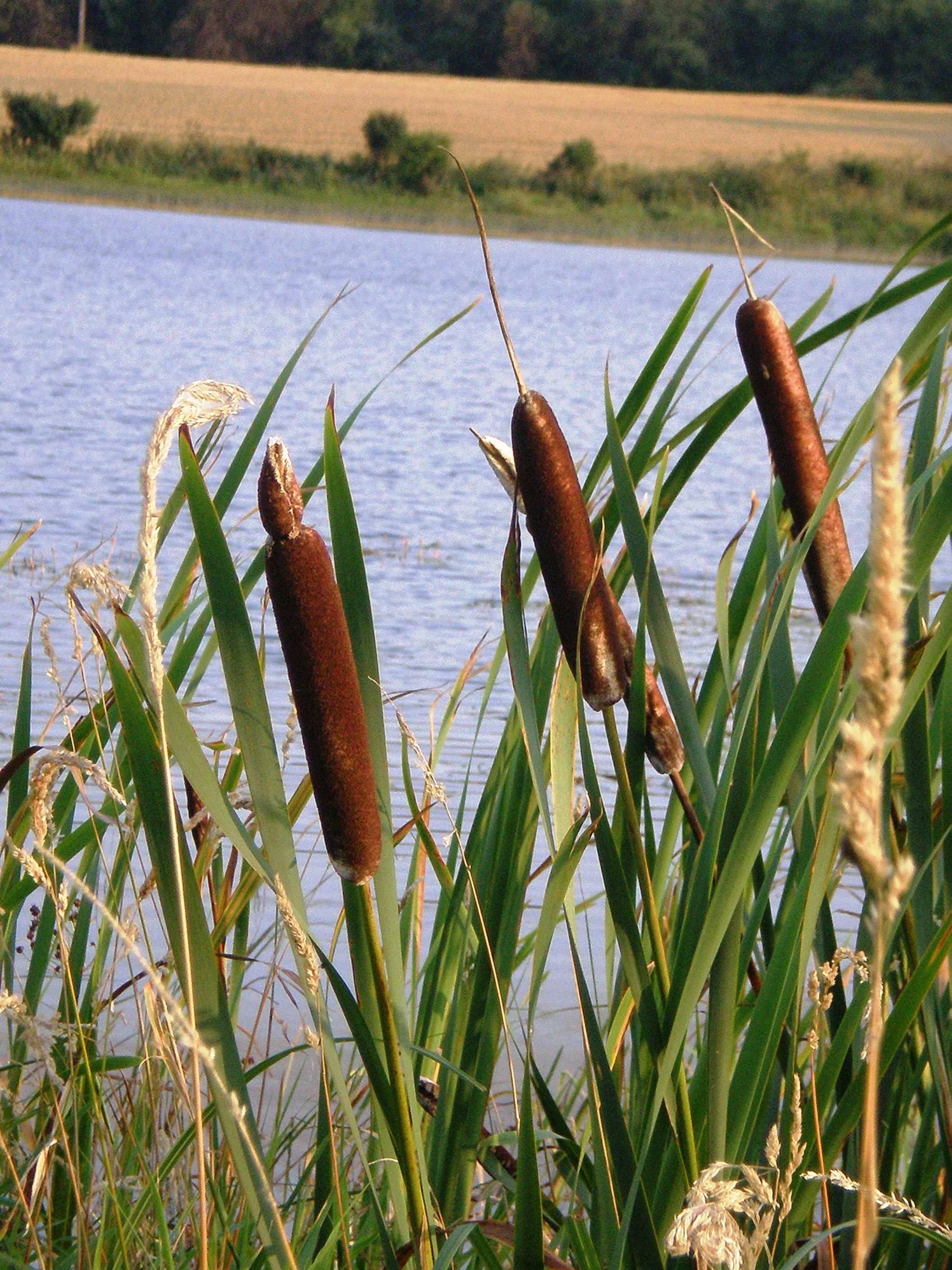
Hábito de Typha, la totora.

Las tifáceas, en el APG III en su concepto taxonómico más amplio.
Las totoras (Typha) son la tradicional familia de las tifáceas, en el APG III un género de Typhaceae sensu lato. Son hierbas de hábitats acuáticos y humedales, las hojas son muchas veces aerenquimatosas (esponjosas). Poseen inflorescencias terminales y determinadas, altamente modificadas, de aspecto de espigas elongadas, con numerosas flores pequeñas densamente agrupadas, las flores masculinas en el sector superior. Son polinizadas por viento.
—Seguir leyendo en: Kubitzki en Kubitzi (1998b) Typhaceae.

#### Piña, clavel del aire y afines
Las bromeliáceas
El ananá o piña (Ananas comosus), las bromelias tanque y el clavel del aire (Tillandsia aeranthos) pertenecen a la familia de las bromeliáceas. Las bromeliáceas poseen hojas carnosas que forman una roseta basal que almacena agua. Sus flores son vistosas y coloridas, y cada una después de una bráctea que también es colorida y conspicua. El perianto está dividido en 3 sépalos y 3 pétalos. Las bromeliáceas se encuentran en las zonas cálidas de América, salvo una sola especie presente en África. Su hábito les permite conquistar zonas terrestres arenosas y ser epífitas.
El que en inglés llaman «musgo español» (Tillandsia usneoides, que no crece en España, sino en América) es una epífita utilizada para empacar.
—Seguir leyendo en: LB Smith y W Till en Kubitzi (1998b) Bromeliaceae.

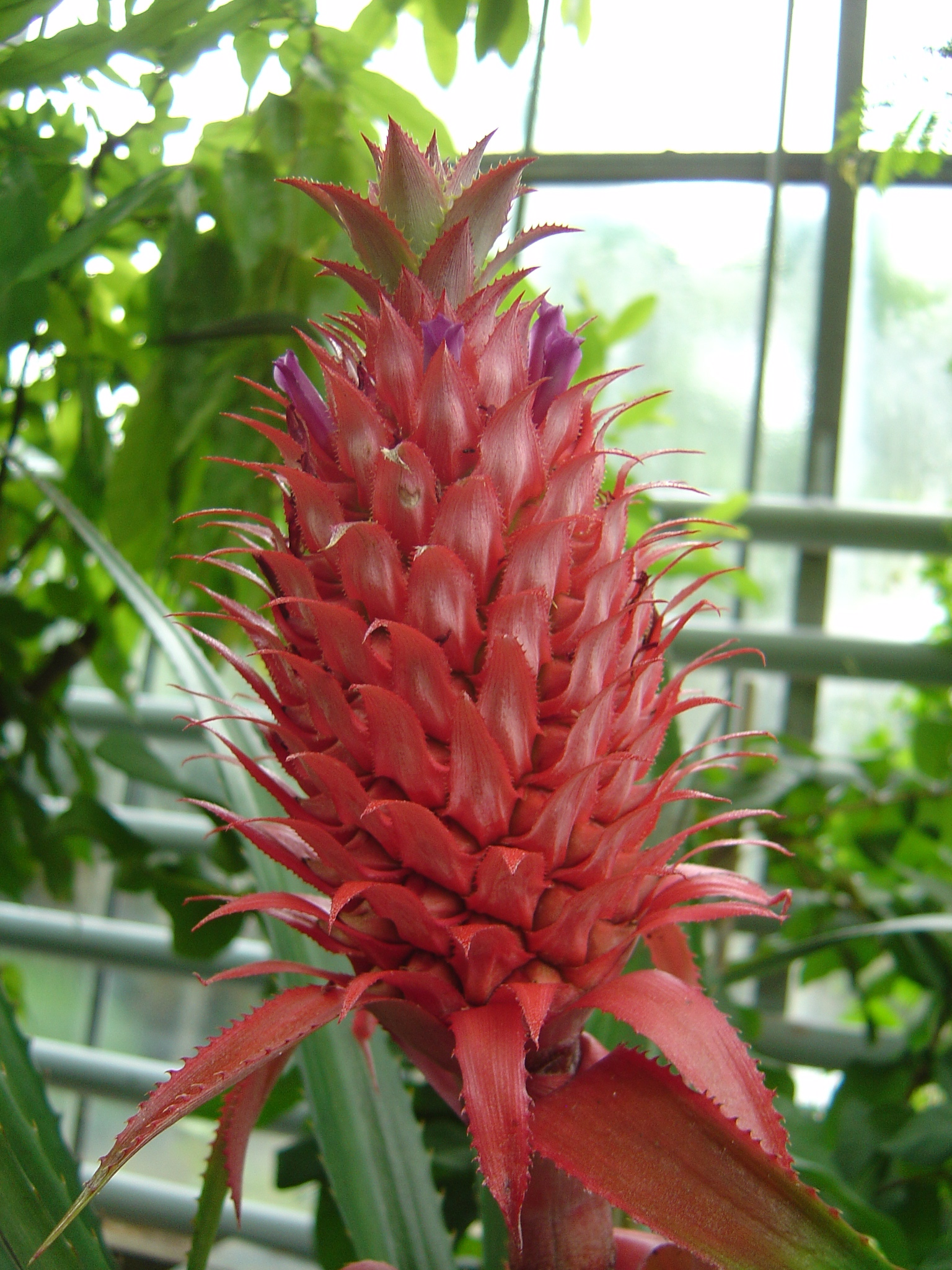
Flores (violetas) y brácteas (rosadas) de una inflorescencia de ananá.
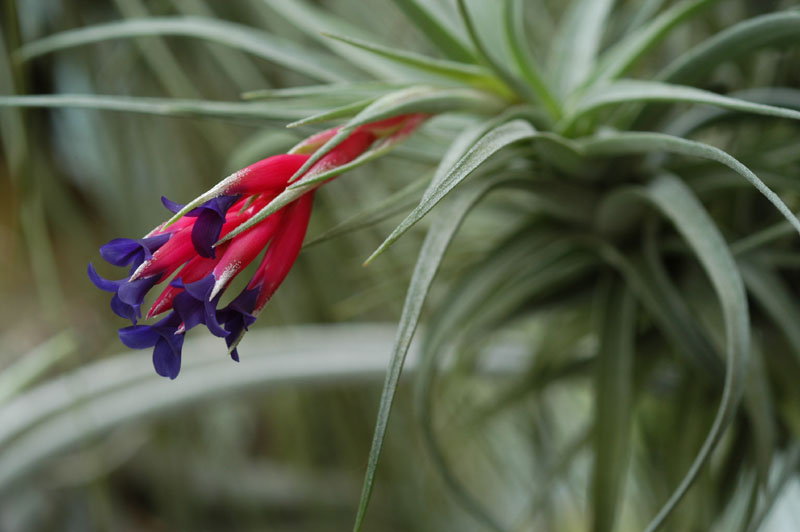
Hábito del clavel del aire, flores violetas y brácteas rosadas.

#### Pasto de ojos amarillos
Las xiridáceas
El que en inglés es el «pasto de ojos amarillos» (yellow-eyed grass, Xyris) junto con otros géneros pertenece a la familia de las xiridáceas. Poseen una inflorescencia muy característica, que nace de uno a muchos escapos, al final del mismo formando una cabeza, cono o espiga con brácteas persistentes imbricadas dispuestas en espiral. Las flores poseen 3 sépalos, 3 pétalos, 3 estambres y usualmente 3 estaminodios, y 3 carpelos de ovario súpero. Como las iridáceas, poseen un solo verticilo de estambres funcionales, pero como ellas, otro verticilo de órganos se adaptó a una función que mejora la eficiencia del uso de cada estambre.
Son plantas características de regiones húmedas tropicales a subtropicales. Las vistosas flores de Xyris son efímeras, y las corolas se abren usualmente por solo unas pocas horas. Usualmente solo una o dos flores por cabeza se abren al mismo tiempo.
—Seguir leyendo en: R Kral en Kubitzi (1998b) Xyridaceae.

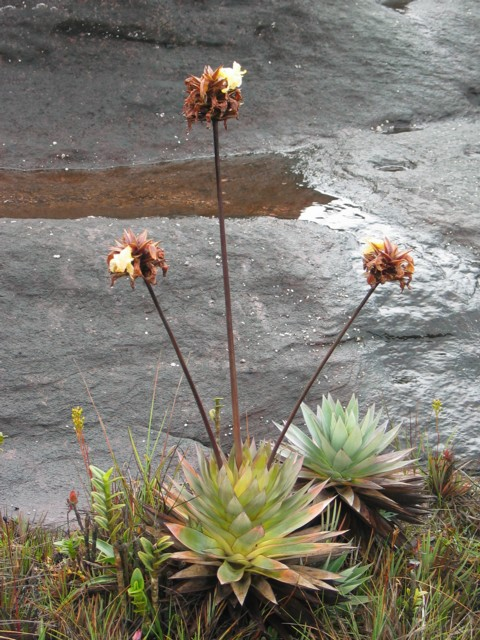
Hábito de Orectanthe sceptrum, una xiridácea.
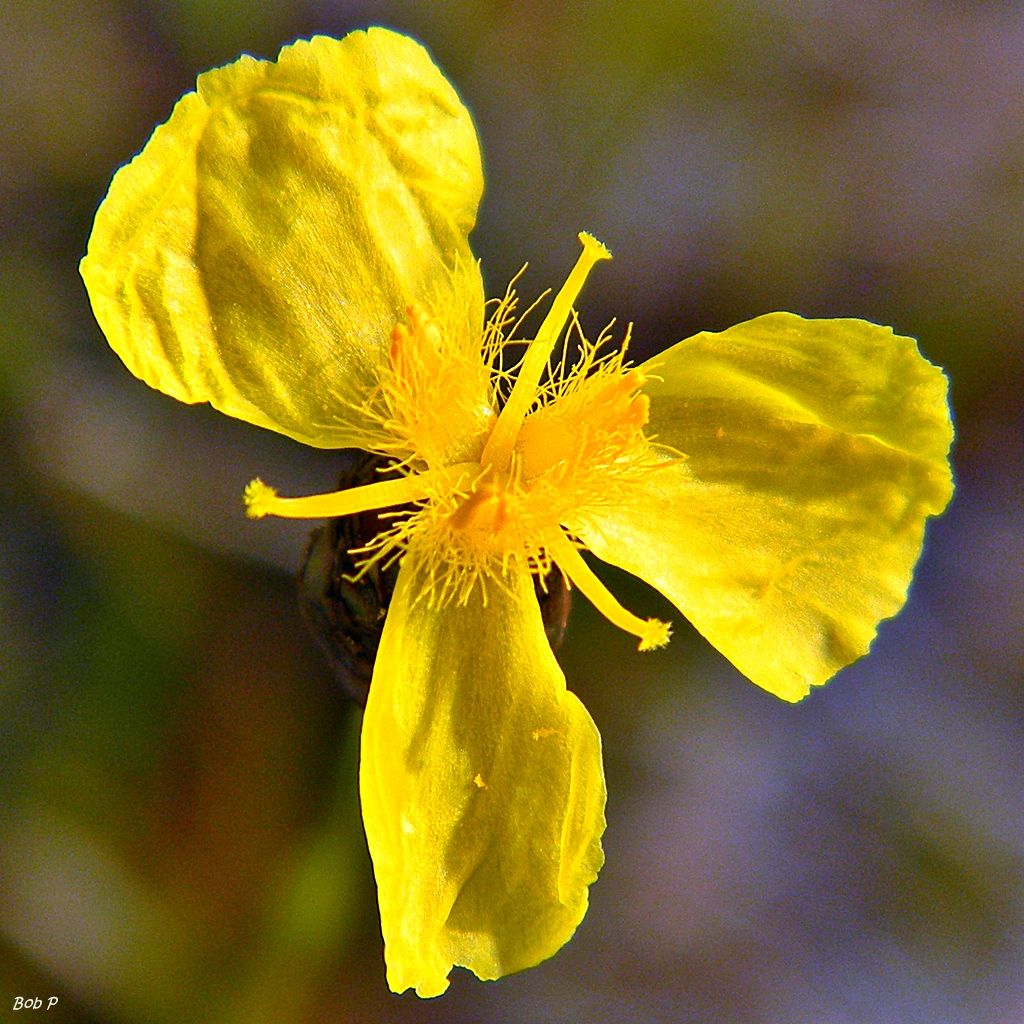
Vista distal de una flor de Xyris (Ver nota debajo).
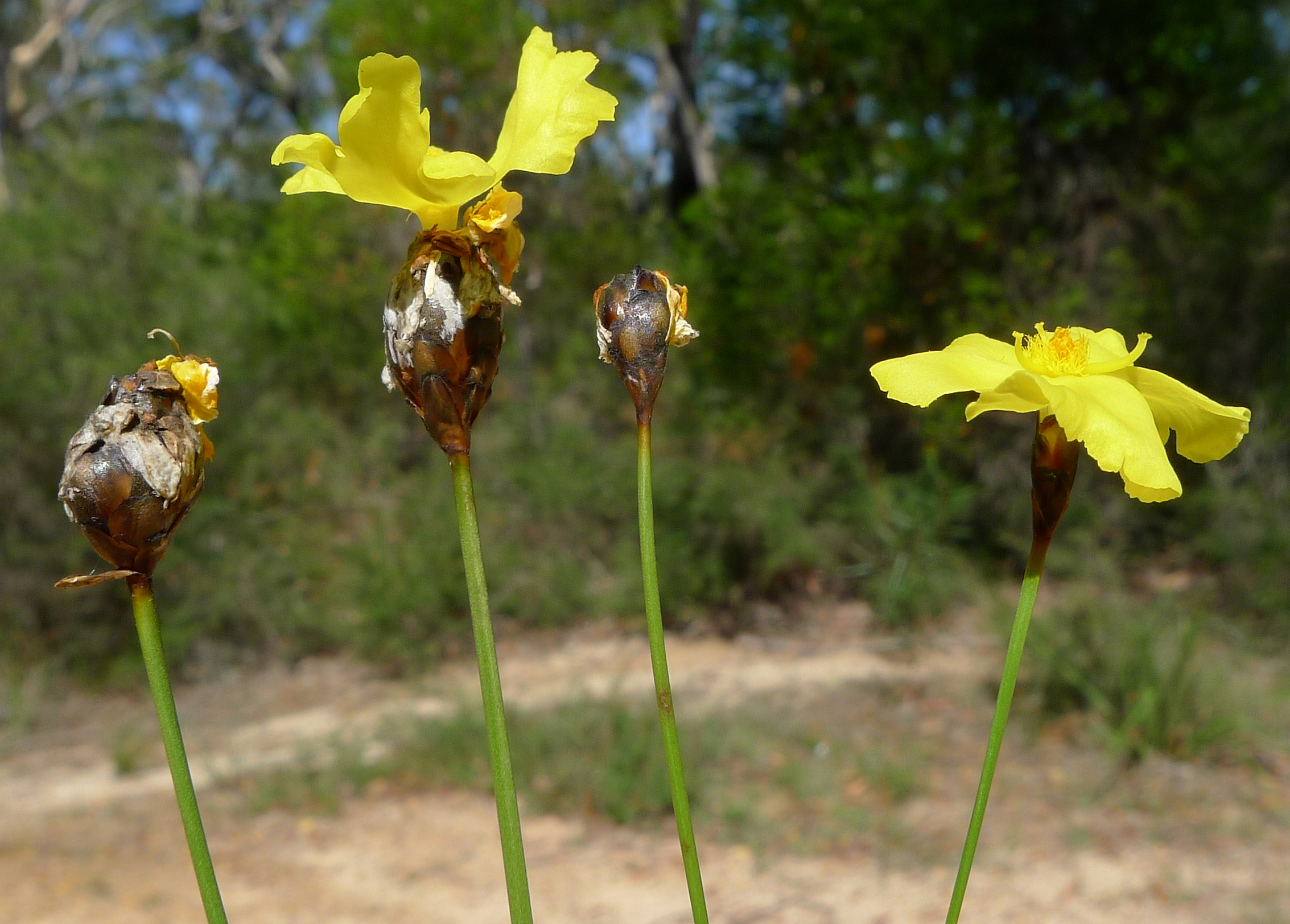
Brácteas en la inflorescencia.

Nota imagen: los estaminodios se presentan como pelos antesépalos (en el radio de los sépalos). Los estambres, a diferencia de las iridáceas, se ubican en el radio de los pétalos (antepétalos) mientras que los estaminodios alternados a ellos, con sus pelos, pueden facilitar la polinización juntando el polen y presentándoselo a las abejas (entonces la dehiscencia es introrsa o lateral), o pueden engañar a las abejas atrayéndolas con la creencia de que hay polen.

#### Las Compuestas
Las eriocauláceas
Las eriocauláceas han sido llamadas las «compuestas de las monocotiledóneas» (por Compositae, antiguo nombre de Asteraceae, la familia a la que pertenecen las dicotiledóneas girasol y margarita). Al igual que en las asteráceas, lo que parece la flor es en realidad una inflorescencia con función de flor (un pseudanto), al final de uno o muchos escapos. La inflorescencia está rodeada por un involucro de brácteas de consistencia de papel (papirácea). Las flores son pequeñitas y muchas veces poseen pelos, poseen sépalos (2-3), pétalos (2-3), estambres (2-6) y carpelos (2-3), y los estambres y carpelos están claramente expuestos, lo que sugiere que son polinizadas por viento. No obstante, los nectarios presentes en Eriocaulon sugieren que la polinización por insectos también ocurre pero, de ser así, los visitantes parecen ser infrecuentes.
Están presentes en regiones tropicales y subtropicales, con unas pocas extendiéndose a hábitats templados, usualmente húmedos.
—Seguir leyendo en: T Stützel en Kubitzi (1998b) Eriocaulaceae.

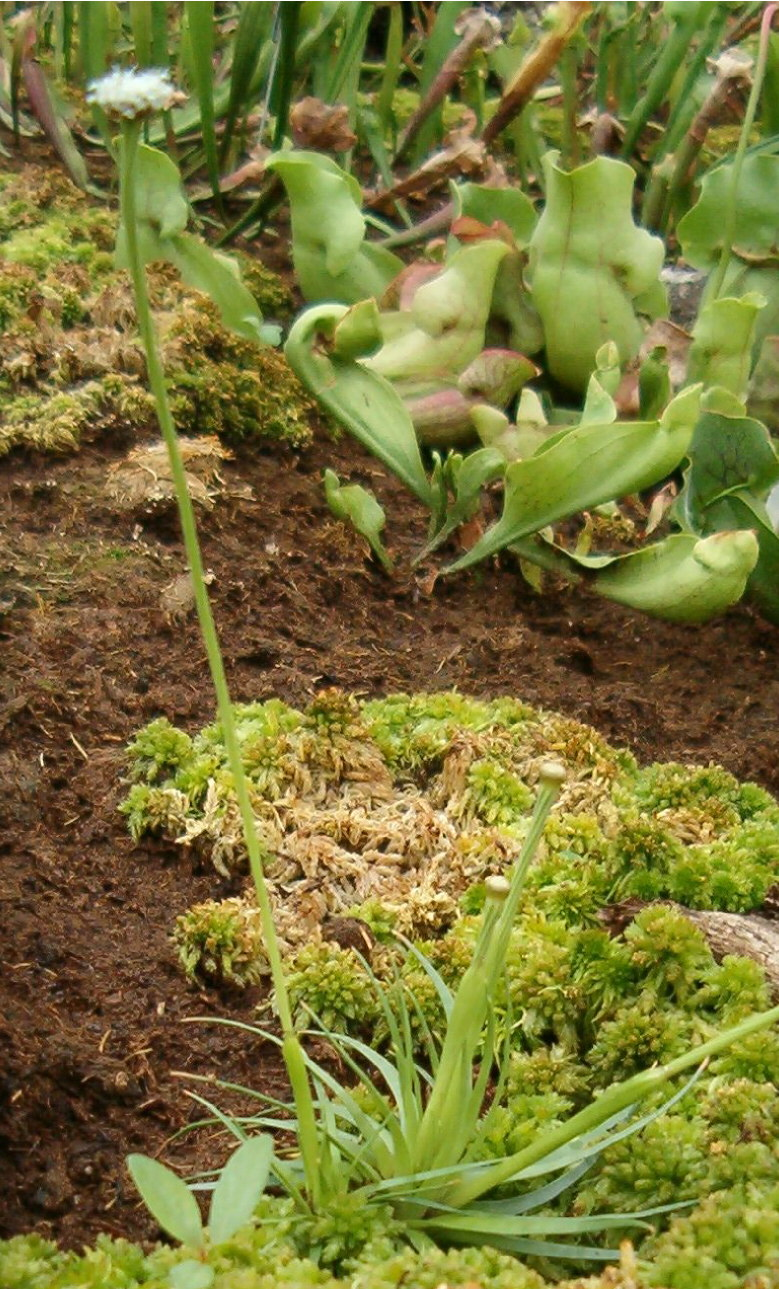
Hábito de Eriocaulon compressum. Notar la inflorescencia.
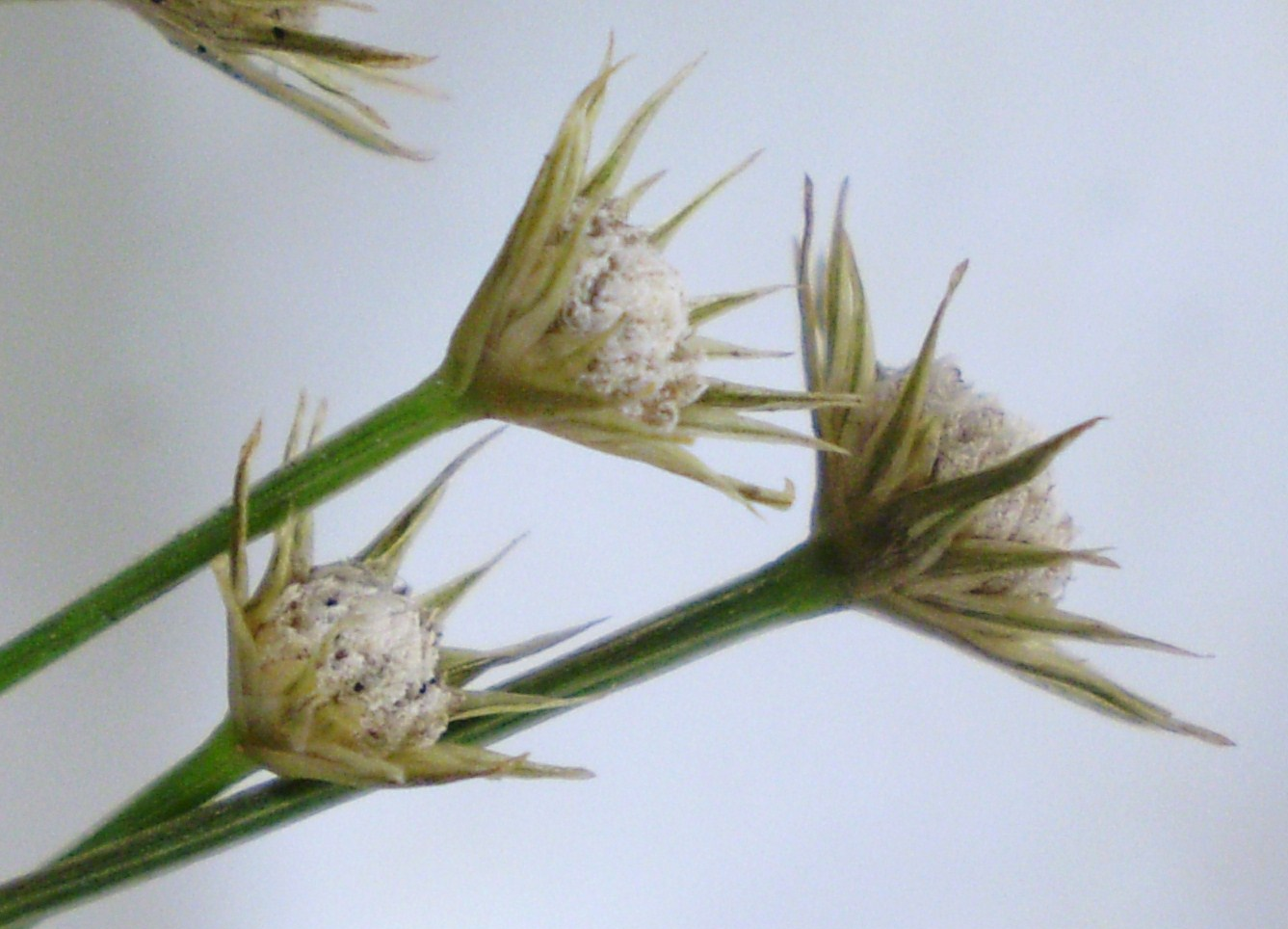
Brácteas en la inflorescencia de Eriocaulon miquelianum.

### Orden Commelinales

#### Comelináceas
Las comelináceas
Las comelináceas son bien conocidas como ornamentales. Son hierbas, a veces suculentas, con hojas planas o con forma de V en el corte transversal, en la base de las hojas con una vaina cerrada. La flor posee un perianto dividido en 3 sépalos y 3 pétalos (aunque a veces el tercer pétalo es pequeño e inconspicuo, pareciendo que hay solo dos pétalos). Las flores de las comelináceas están abiertas por un solo día.
—Seguir leyendo en: RB Faden en Kubitzi (1998b) Commelinaceae.

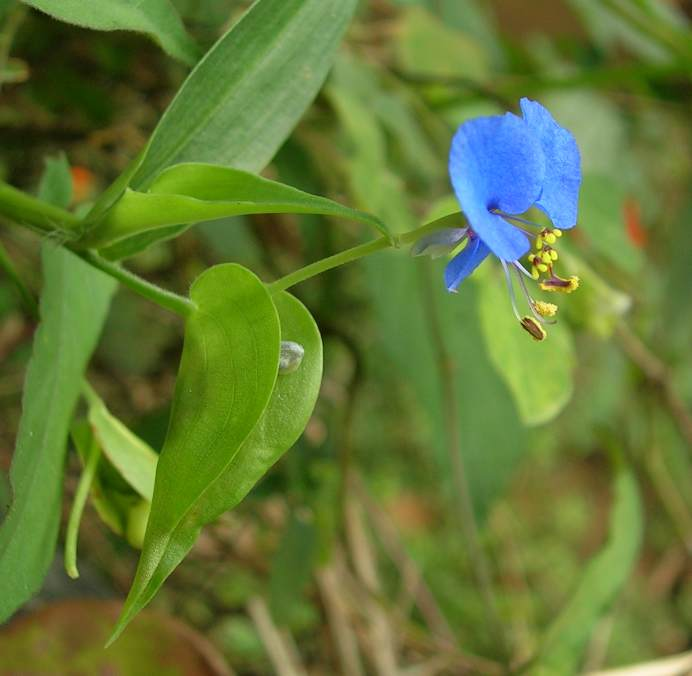
Hojas y flor de Commelina. El tercer pétalo es pequeño e inconspicuo.
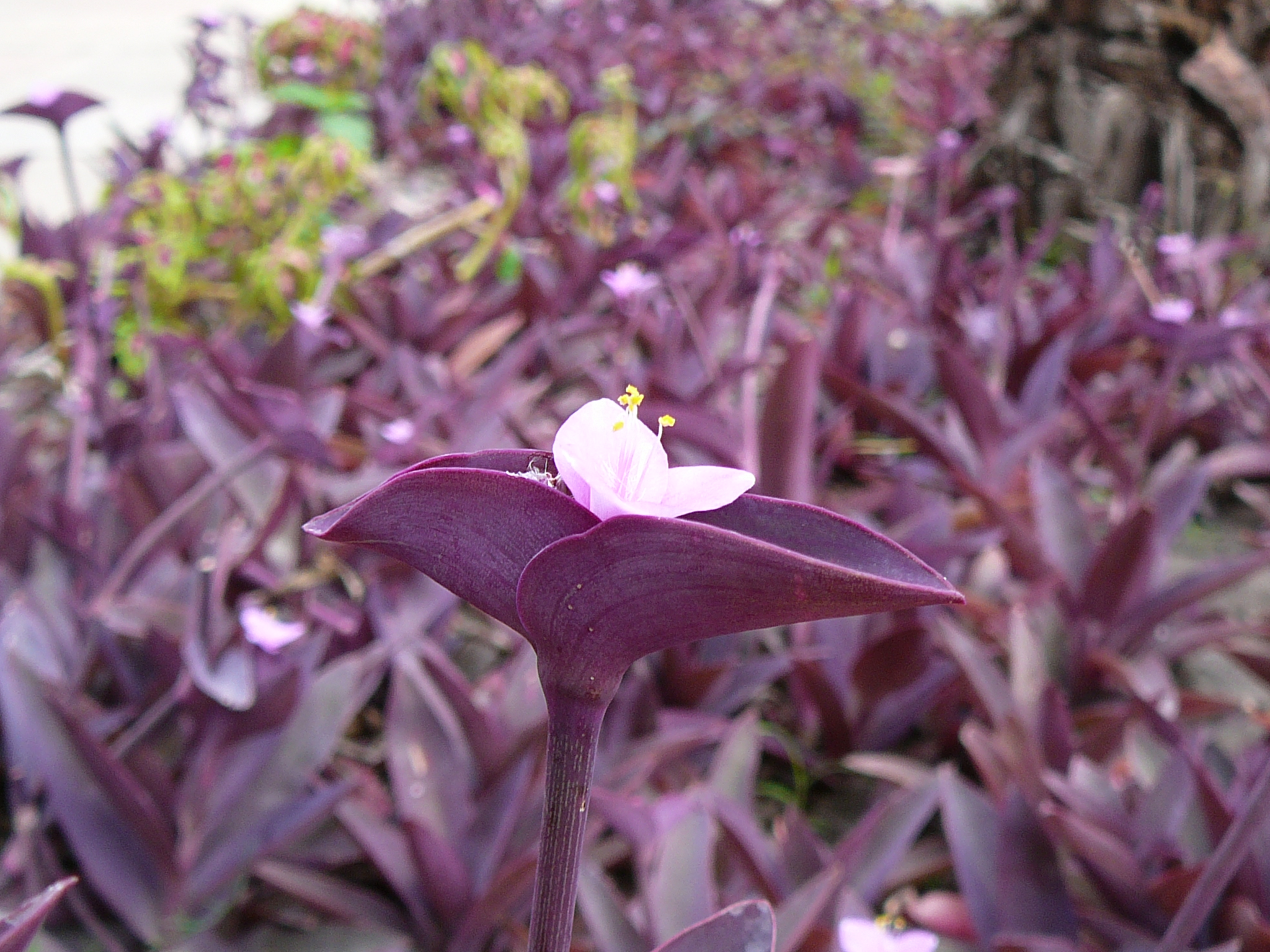
Flor encerrada por sus brácteas de Tradescantia pallida

#### Camalotes y afines
Las pontederiáceas
Los camalotes del género Eichhornia pertenecen a la familia de las pontederiáceas, que consta de plantas acuáticas de tallos suculentos aerenquimatosos (esponjosos) y flores vistosas, grandes y tepaloides. Las inflorescencias, a veces reducidas a una única flor, parecieran racimos o espigas.
Pontederia y Eichhornia (el «camalote» o «jacinto de agua») son utilizadas como ornamentales acuáticas. El camalote es una conocida maleza flotante que invade lagos, ríos de aguas tranquilas, diques y embalses, y se ha aplicado exitosamente el control biológico de plagas sobre él. El género es considerado agente de fitorremediación, al ser un veloz secuestrador de contaminantes disueltos en el agua y de nutrientes derivados de la eutrofización.
—Seguir leyendo en: CDK Cook en Kubitzi (1998b) Pontederiaceae.

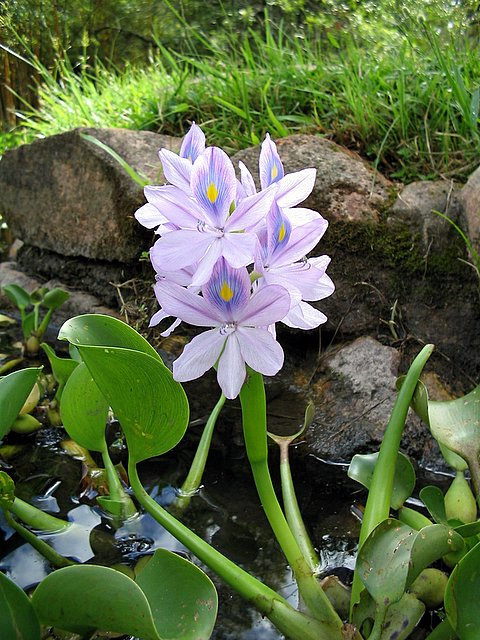
Hábito del camalote.
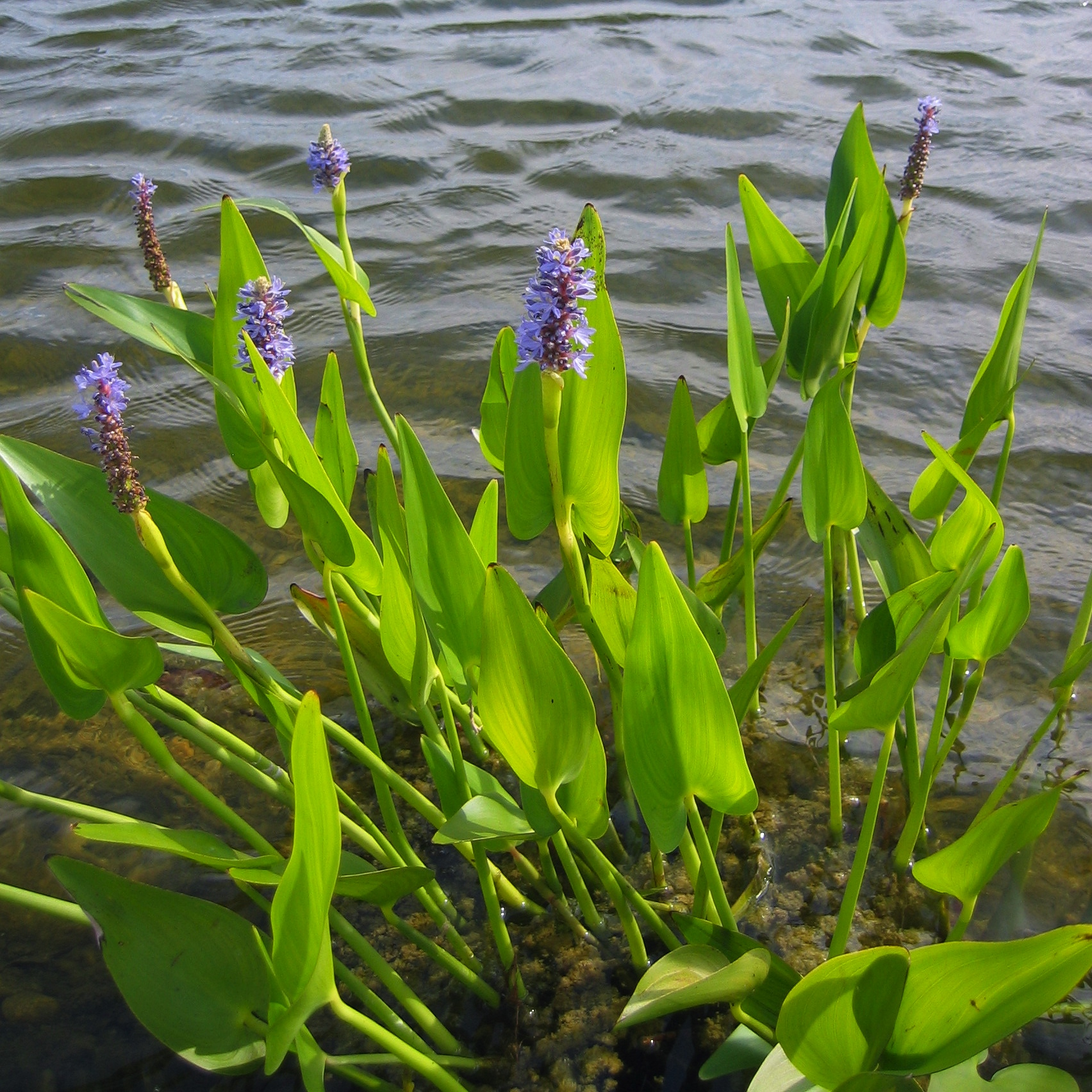
Hábito de Pontederia.

### Orden Zingiberales
Los Zingiberales son un clado muy distintivo dentro de las monocotiledóneas comelínidas: sus hojas usualmente enormes y pecioladas, con una vena media central y venación transversa (peniparalela), y las inflorescencias coloridas, bracteadas (si bien no únicas entre las monocotiledóneas) sirven para identificar miembros del orden. Sería difícil encontrar una selva tropical húmeda de baja altitud o un bosque tropical húmedo de elevación media en los que miembros del orden no sean componentes prominentes de la flora del sotobosque. Únicamente el árbol del viajero, con su tronco grueso similar al de las palmeras, empuja su corona de hojas en abanico adentrándola en los estratos arbóreos más altos. Otros ocupan los claros y márgenes de selvas y cuerpos de agua, y algunos otros se han adaptado a climas estacionales monzónicos, sobreviviendo los 4 o 6 meses que dura el período sin lluvias bajo tierra como un rizoma grueso, carnoso. Sus 8 familias pueden ser separadas en dos grupos morfológicos diferenciados por el número de estambres fértiles.

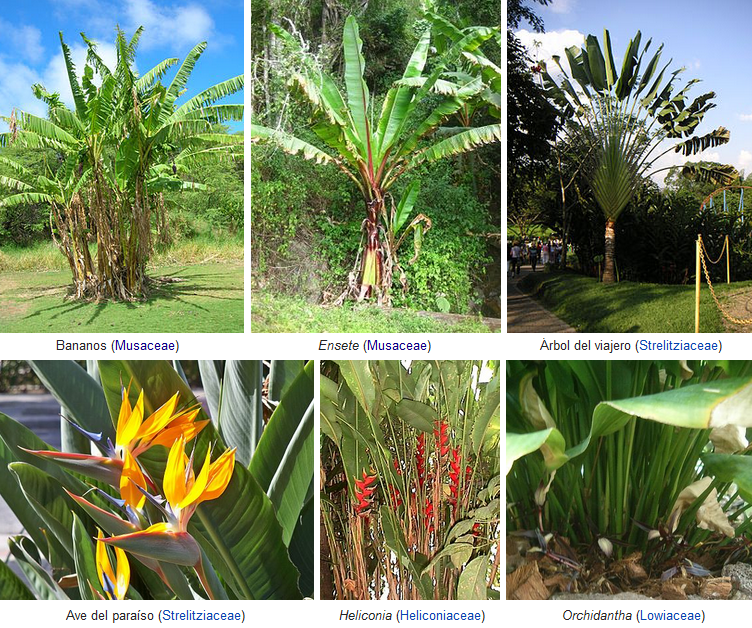
Hábito y hojas «de tipo banano» en el grupo musoide.
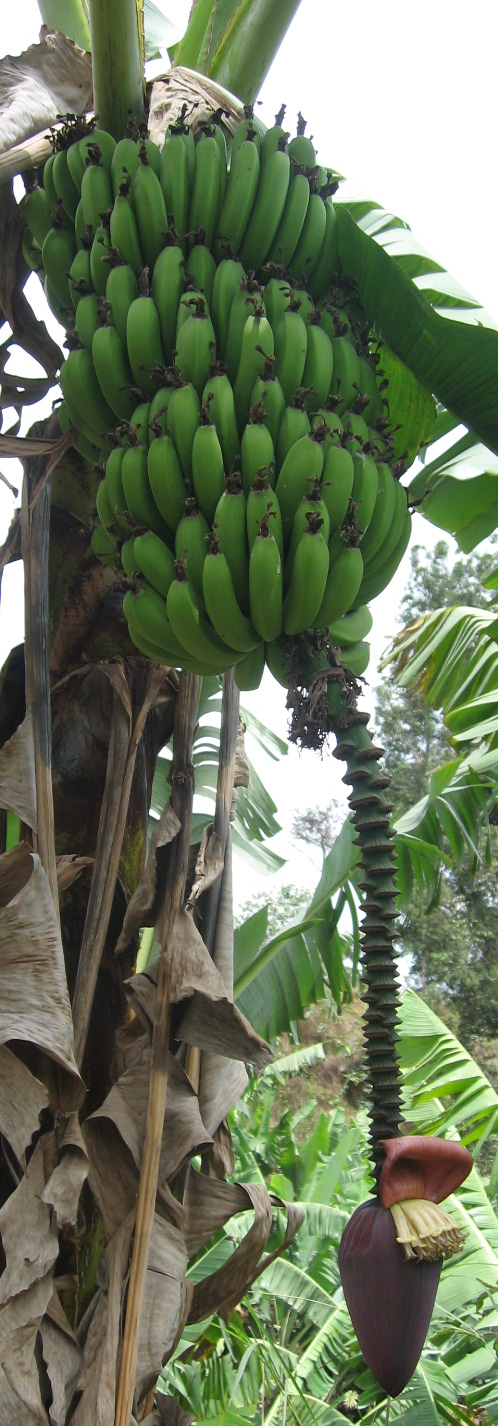
Bananas (frutos de Musaceae) madurando en Musa.
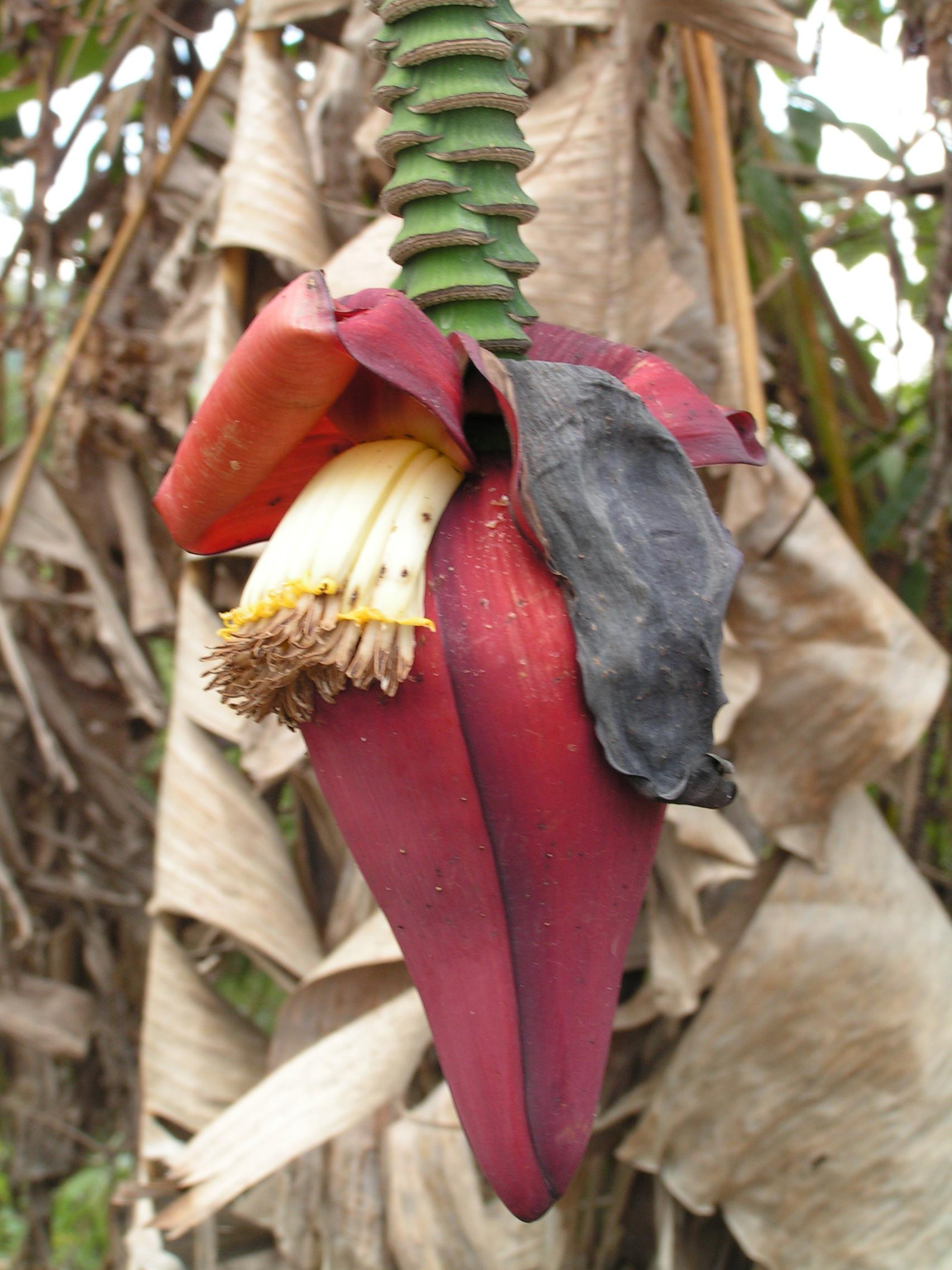
Flores masculinas y brácteas (coloradas) de Musa.

Las familias musoides. La agrupación basal parafilética.
El grupo basal musoide, en el pasado variadamente combinado en una única Musaceae, se reconoce por sus 5 estambres fértiles, en dos géneros 6, y hojas grandes «de tipo banano» que muchas veces se desgarran fácilmente entre las venas secundarias. Su diversificación y dispersión biogeográfica fue llevada a cabo en parte por la radiación evolutiva y diversificación de sus polinizadores animales asociados, que incluyen murciélagos, pájaros, mamíferos no voladores, y de forma derivada (Orchidanta), los insectos.
Las familias musoides o familia de la banana comprenden las 4 familias basales del orden Zingiberales: Musaceae (los bananos), Strelitziaceae, Heliconiaceae y Lowiaceae. La banana comercializada es Musa paradisiaca. Lowiaceae es Orchidantha, la «flor-orquídea» polinizada por insectos.
—Seguir leyendo en: L Andersson en Kubitzi (ed. 1998b) Musaceae, Strelitziaceae, Heliconiaceae, K Larsen en Kubitzi (ed. 1998b) Lowiaceae.

#### Las familias zinguiberoides
El núcleo de los Zingiberales o clado zinguiberoide.
Las plantas del grupo de familias zinguiberoides perdieron la mayor parte de sus estambres. Probablemente se inició el grupo en esa mutación que derivó en una polinización por insectos. Se nota en Orchidantha queen el grupo ocurre polinización de por vertebrados e insectos. Los grupos más derivados contienen cada vez menos anteras fértiles.
Las familias zinguiberoides o «familia del jengibre» son un clado derivado que comprende 4 familias: Zingiberaceae (la familia del jengibre, que le da el nombre al grupo), Costaceae, Marantaceae y Cannaceae.
Varias especias pertenecen a la familia Zingiberaceae, que consta de hierbas aromáticas picantes con aceites esenciales: el jengibre, la cúrcuma, el cardamomo, y muchas especias de importancia local. En general son plantas del sotobosque de climas tropicales húmedos, relativamente pequeñas para el orden Zingiberales, con la mayor diversidad en el sudeste asiático.
Las flores de simetría marcadamente bilateral poseen un solo estambre aferrado al estilo que deja solo el estigma a la vista, y usualmente varios estaminodios petaloideos. En Hedychium (la «mariposa», y polinizada por ellas también), los insectos se detienen en el labelo y la única antera y el estigma tocan su lado dorsal cuando introducen la probóscide en el tubo de la corola. Las hojas son alternas y dísticas, dispuestas todo a lo largo del tallo.
La flor mariposa es la flor nacional de Cuba donde se encuentra naturalizada dado que el género es de origen asiático.

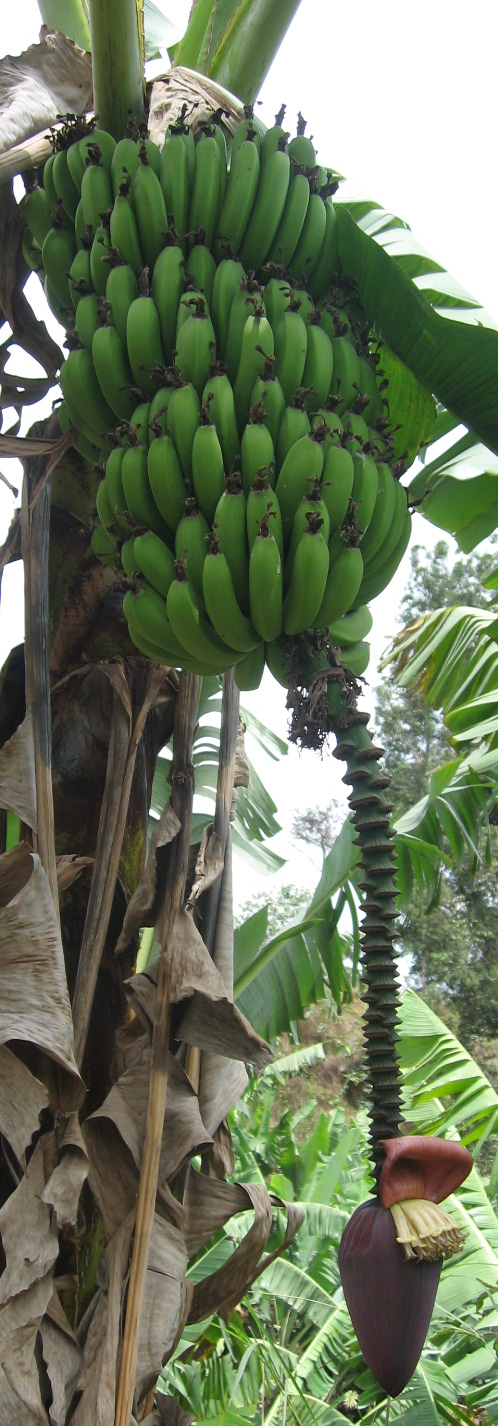
Bananas (frutos de Musaceae) madurando en Musa.
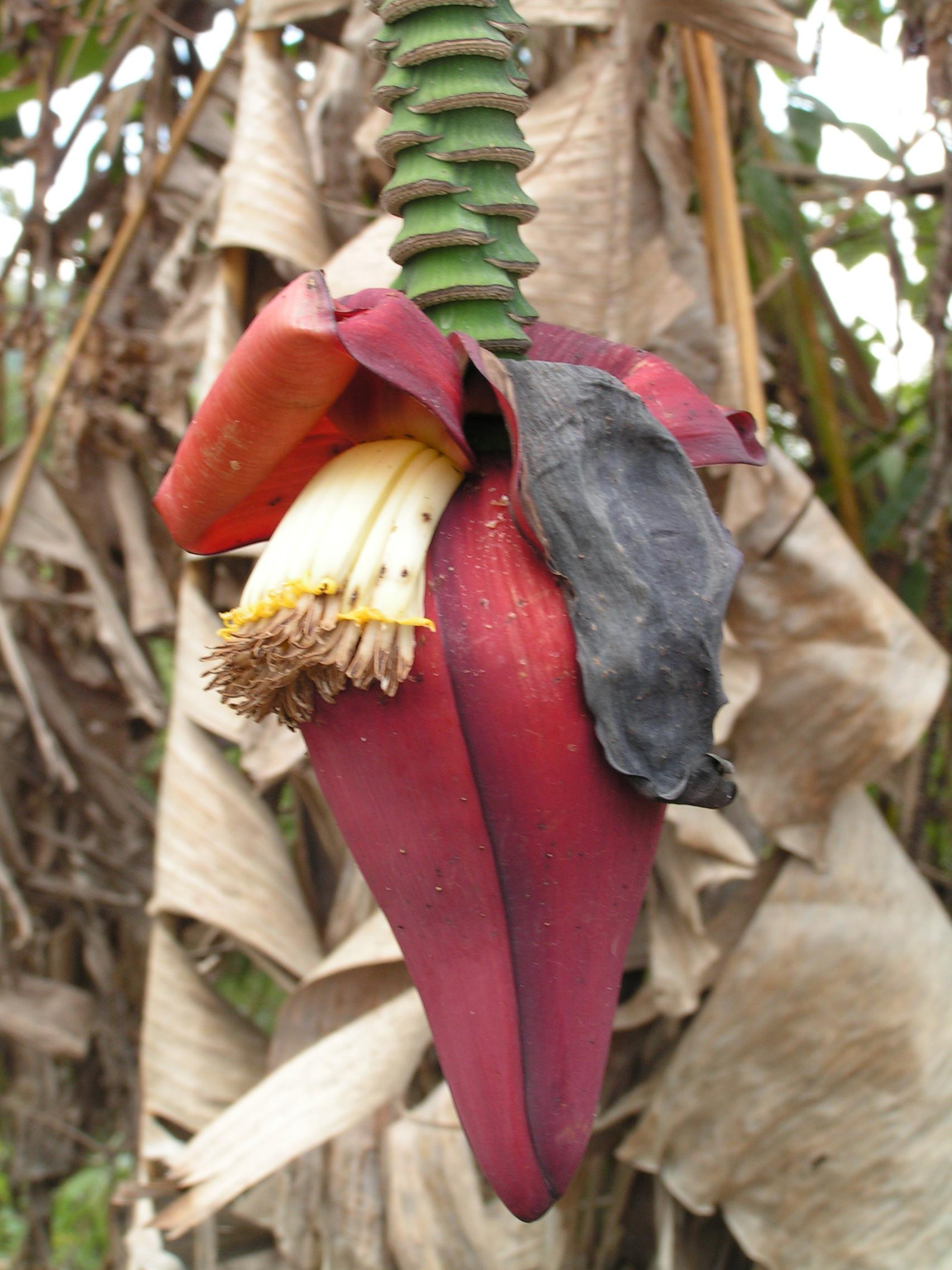
Flores masculinas y brácteas (coloradas) de Musa.
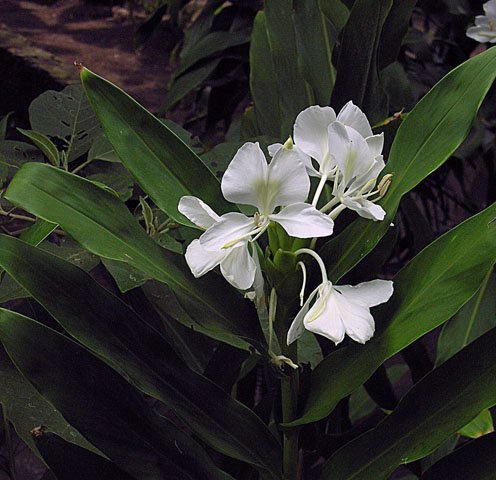
La «mariposa» (Hedychium coronarium). Hojas dísticas, inflorescencia bracteada.
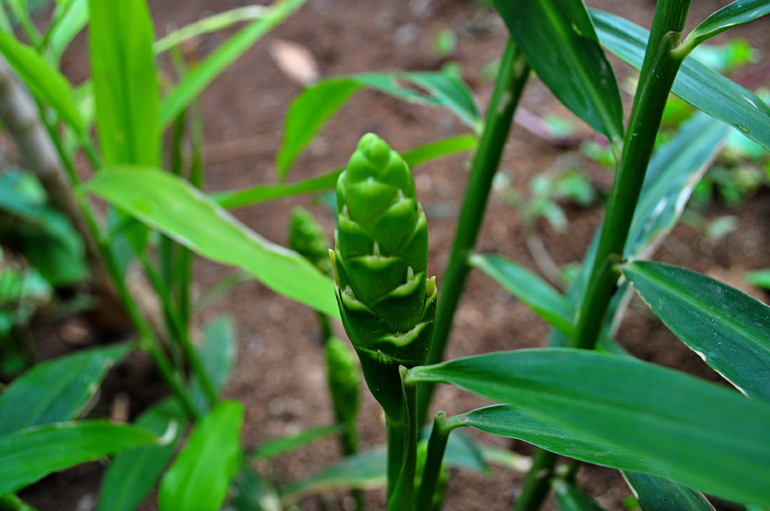
Inflorescencia inmadura del jengibre (Zingiber officinale). Se observan las brácteas que protegen cada flor.
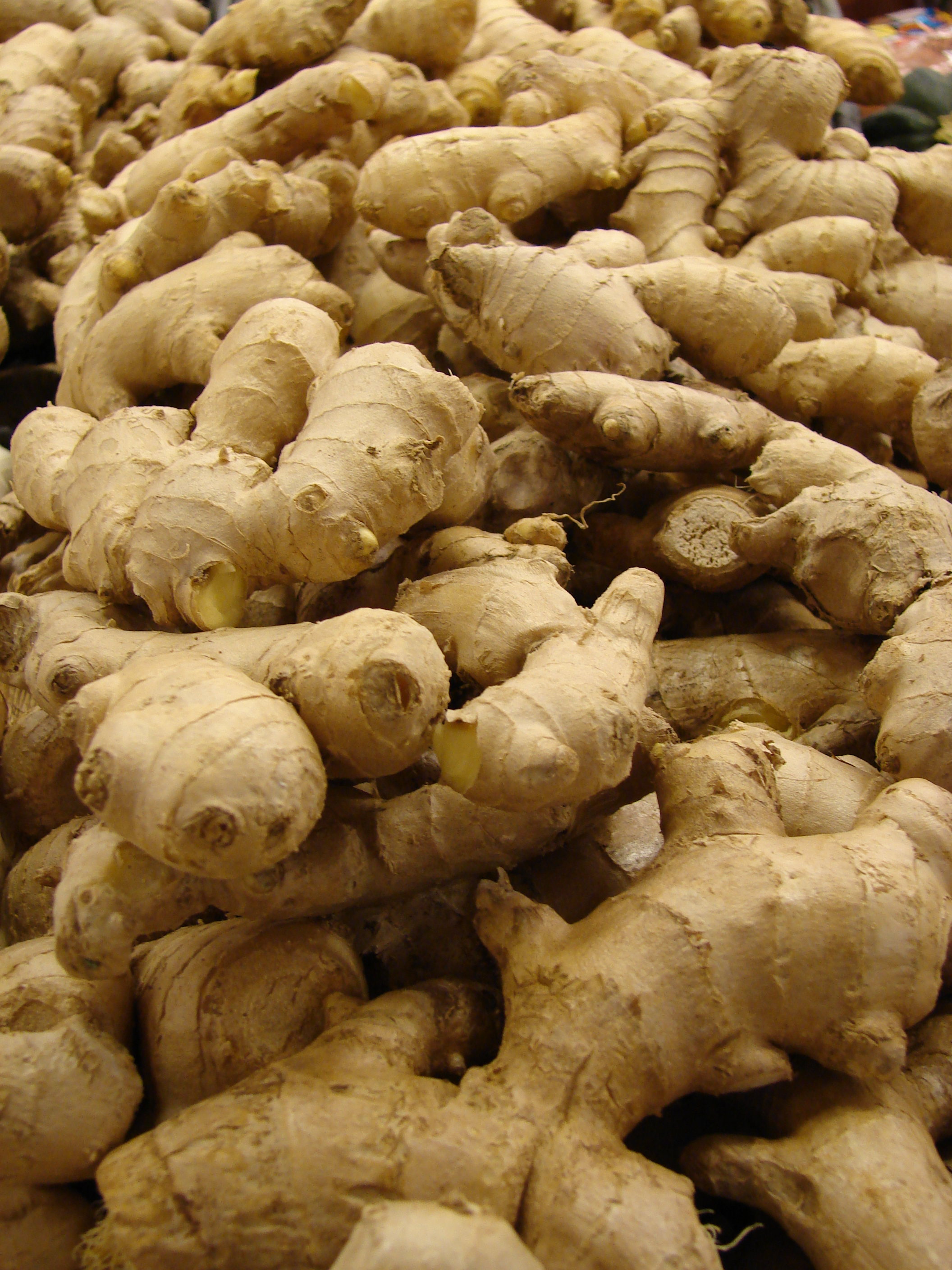
El jengibre (Zingiber officinale) sobrevive como rizoma subterráneo los 4 o 6 meses que dura el período desfavorable de climas monzónicos.
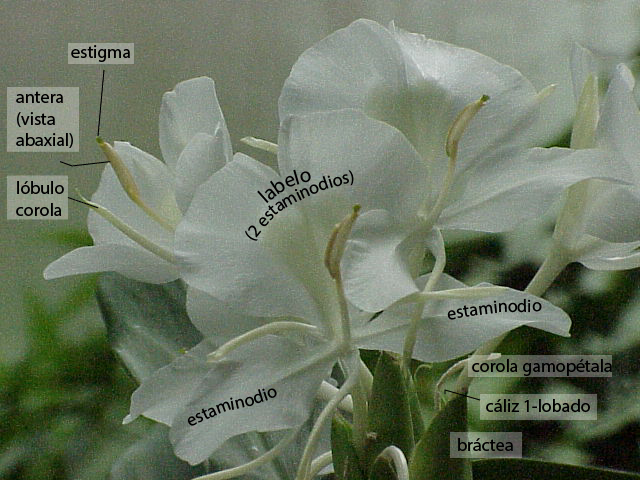
Hedychium coronarium. 4 estaminodios petaloideos y un único estambre, acanalado en la vista adaxial, abrazando al estilo, se observa el estigma al finalizar la antera. Normalmente el labelo cae hacia el lado ventral (el más cercano al suelo).

Las especies de achiras (género Canna, único de la familia de las canáceas) son originarias de las regiones tropicales y subtropicales de América.
Lo que parecen ser pétalos son en realidad 3 o 4 estaminodios petaloideos y 1 solo estambre funcional con una media antera, la otra mitad expandida y petaloidea. Otra opción es que sea 1 estambre fusionado a 1 estaminodio. El estilo también es aplanado y colorido.
Son conocidas tanto como ornamentales como por su valor alimenticio. Los rizomas (p. ej. de Canna edulis) son una fuente de almidón.
—Seguir leyendo en: K Larsen, JM Locke, H Maas, PJM Maas en Kubitzi (1998b) Zingiberaceae, K. Larsen en Kubitzki (1998b) Costaceae, L. Andersson en Kubitzki (1998b) Marantaceae, Kubitzki en Kubitzi (1998b) Cannaceae.

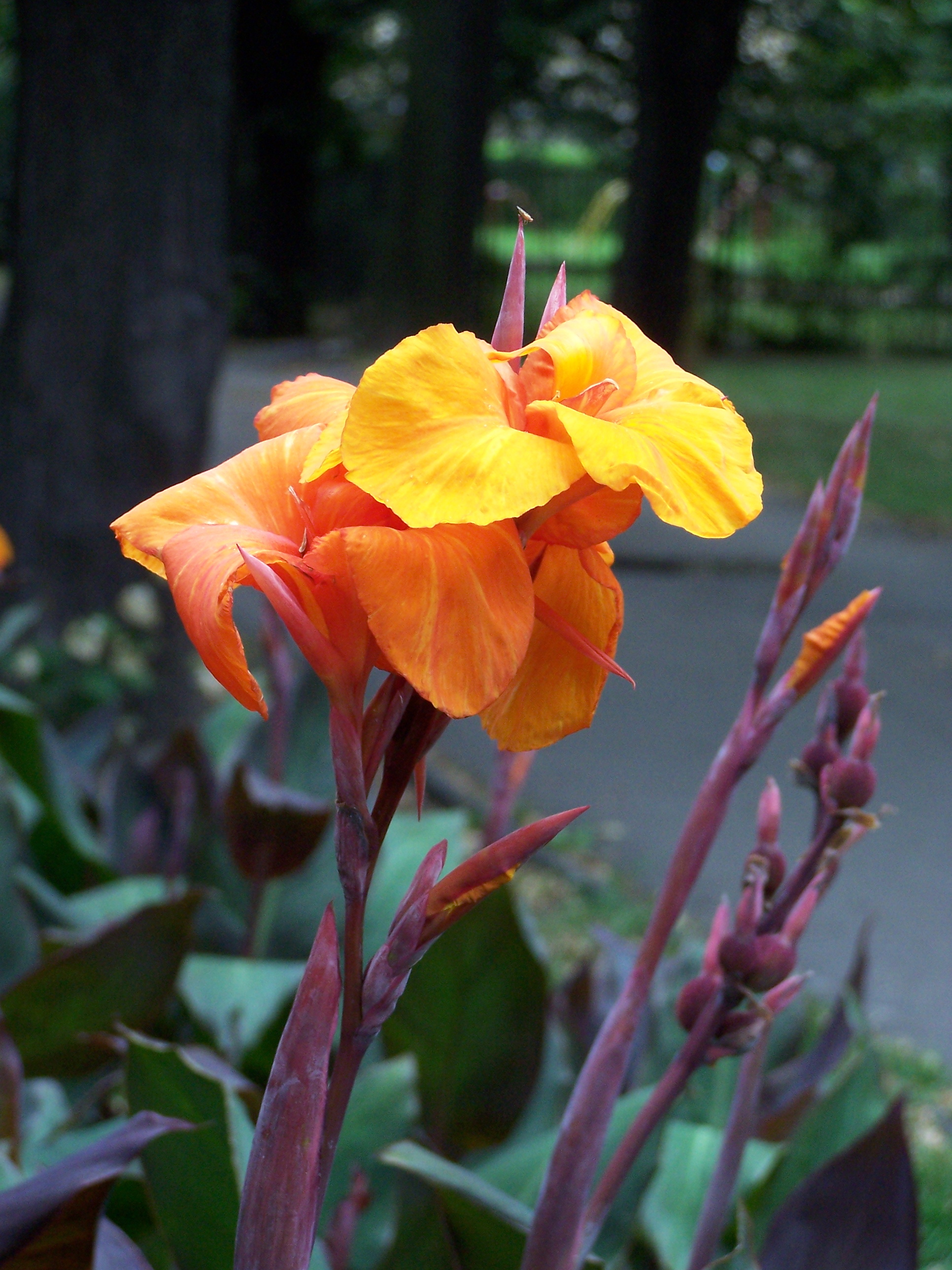
Flor de Canna. Notar los estaminodios petaloideos.
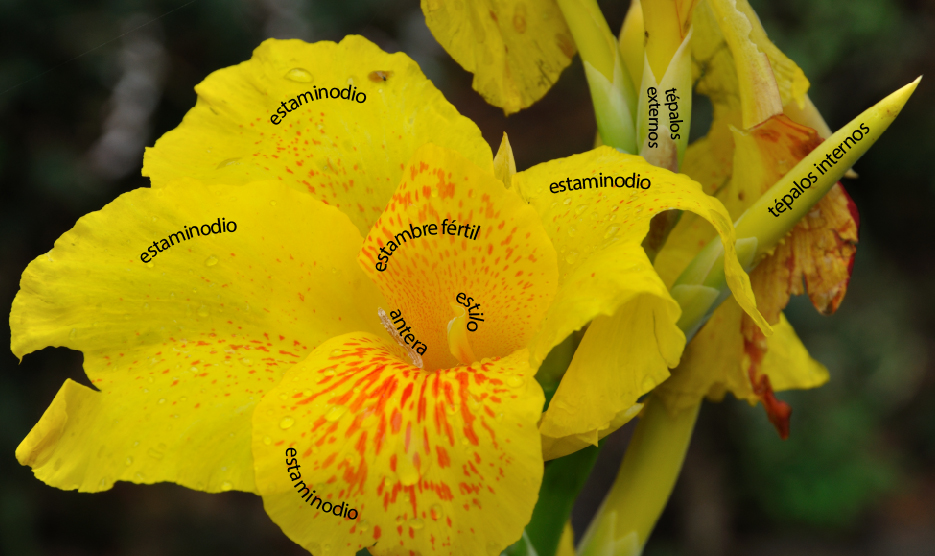
Canna: tépalos, estaminodios, estambre fértil petaloideo, estilo petaloideo.

### Otras familias lilioides
Algunos grupos con fórmula floral lilioide (de 6 tépalos libres, 6 estambres libres, gineceo 3-gamocarpelar de ovario súpero) que recientemente fueron escindidos de las liliáceas:

#### Jacintos y afines

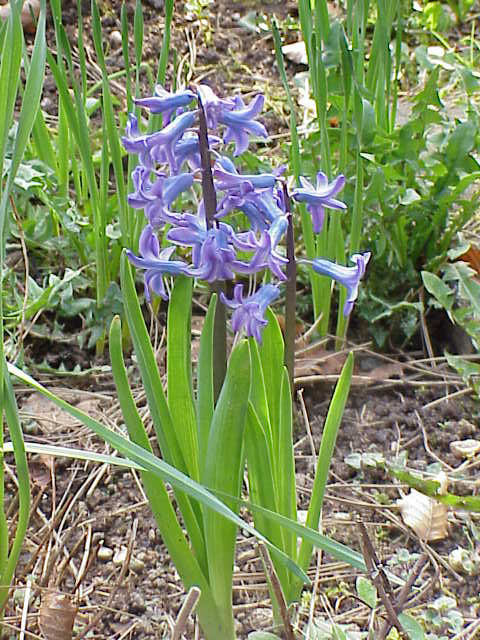
Hábito del jacinto.

La subfamilia de las scilóideas, o familia de las hiacintáceas
Los jacintos pertenecen al género Hyacinthus, con sus afines en Hyacinthaceae, o en el APG III en la subfamilia Scilloideae de las asparagáceas sensu lato. El nombre de la subfamilia proviene del género Scilla. Son más diversas en áreas de clima mediterráneo en las que están adaptadas a sobrevivirlo con un hábito algo xerófito, con hojas bastante carnosas y mucilaginosas dispuestas en una roseta basal. No son comestibles debido a que presentan compuestos venenosos (son asparagáceas). Típicamente la inflorescencia es alargada al final de un escapo y las flores muchas veces son azules. A diferencia de las liliáceas, los tépalos nunca son punteados.
—Seguir leyendo en: F Speta en Kubitzi (ed. 1998a) Hyacinthaceae.

### Otras familias asparagales

#### Nolinóideas
Las subfamilias agrupadas en Nolinoideae, familia Asparagaceae sensu lato.
La subfamilia Nolinoideae reúne a varias familias antiguas y comprende un complejo parafilético herbáceo (antiguas Ruscaceae, Convallariaceae) y plantas con crecimiento secundario anómalo muchas veces arborescente (las antiguas Nolinaceae y Dracaenaceae). Algunos miembros de su complejo herbáceo poseen cladodios fotosintéticos (Rusceae, las antiguas ruscáceas) y pueden ser confundidos con asparagóideas, su subfamilia hermana.
—Seguir leyendo en: JG Conran y MN Tamura en Kubitzki (ed. 1998a) Convallariaceae, PF Yeo en Kubitzki (ed. 1998a) Ruscaceae, D Bogler en Kubitzki (ed. 1998a) Nolinaceae, JJ Bos en Kubitzki (ed. 1998a) Dracaenaceae.

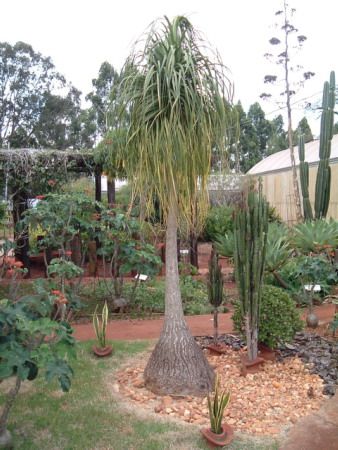
Beaucarnea recurvata, una nolineae de tipo «pata de elefante».
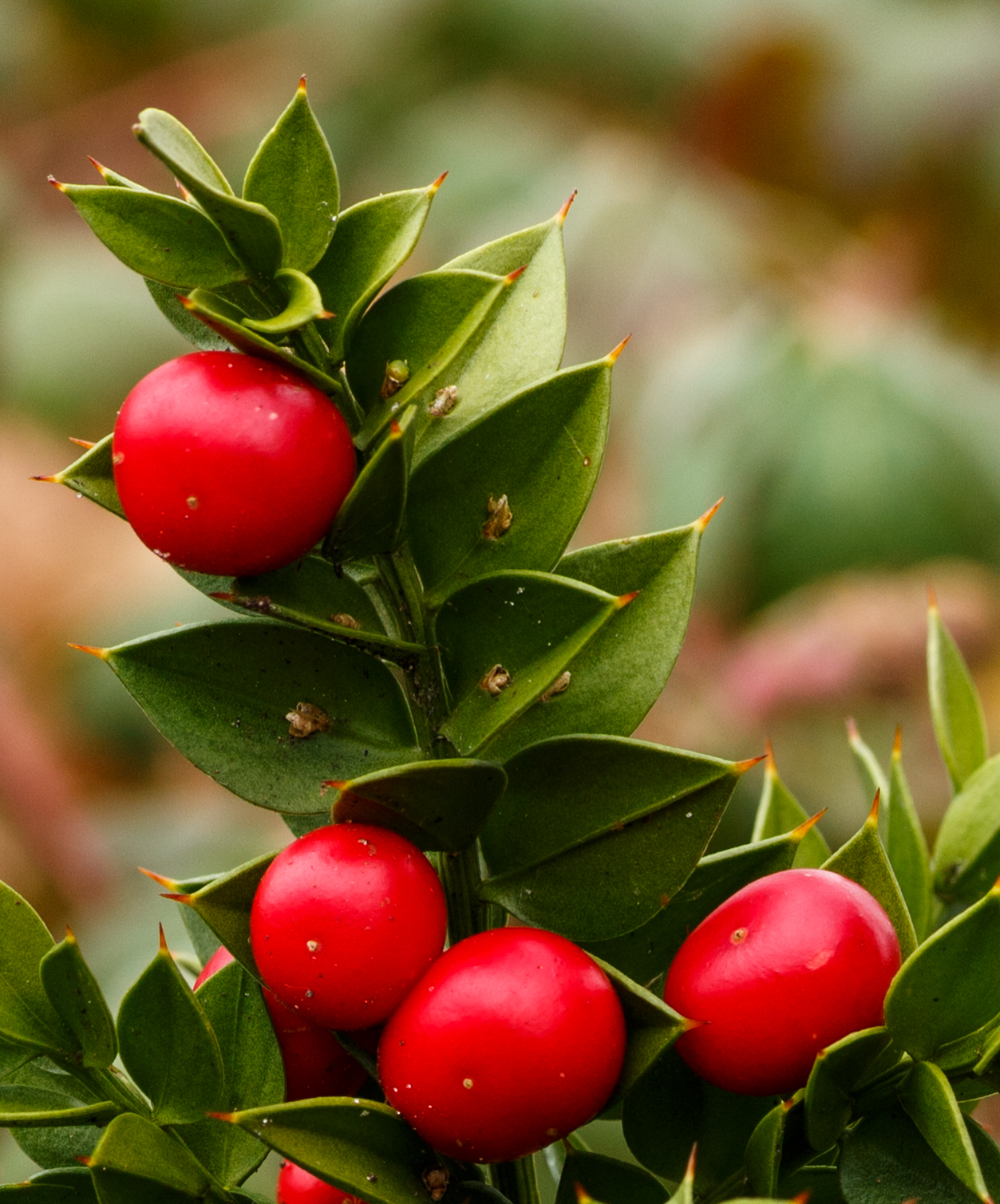
Ruscus aculeatus, cladodios fotosintéticos en los que se insertan flores y frutos.

## Filogenia
Las Commelinidae forman un clado bien resuelto que consiste en la familia Dasypogonaceae no asignada a ningún orden en el APG III, y los órdenes Arecales (con su único miembro Arecaceae), Commelinales, Zingiberales y Poales.
El reconocimiento de las monocotiledóneas como grupo monofilético data de J Ray (1703) y se ha basado tradicionalmente en el carácter de su único cotiledón, en lugar de los dos cotiledones típicos de las dicotiledóneas. Además de lo obtenido en las centurias siguientes con los datos morfológicos y anatómicos, la monofilia de las monocotiledóneas siguió siendo justificada mediante análisis moleculares de ADN (Bharatham y Zimmer 1995, Chase 2004, Chase et al. 1993, 1995a, b, 2000, 2006, Davis et al. 2004, Graham et al. 2006, Hilu et al. 2003, Savolainen et al. 2000a, Stevenson y Loconte 1995, Soltis et al. 1997, 2000, 2005). La ubicación sistemática de las monocotiledóneas en relación con las eudicotiledóneas, Magnoliidae y Chloranthaceae es incierta.
Los análisis cladísticos de caracteres morfológicos para estimar las relaciones filogenéticas dentro de las monocotiledóneas se han limitado a aquellos de Stevenson y Loconte (1995, con 101 caracteres) y Chase et al. (1995b, con 103 caracteres  compilados colectivamente por los participantes del Simposio de Monocotiledóneas de 1993 en el Royal Botanic Gardens, Kew). Los dos análisis llegaron a conclusiones similares acerca de las relaciones basales dentro de las monocotiledóneas, lo cual no es sorprendente porque utilizaron en gran medida la misma información. Tanto Acorus (en esta época todavía un miembro aberrante de Araceae) como Alismatales, altamente derivadas en la mayoría de sus caracteres morfológicos, ocuparon posiciones relativamente derivadas en estos árboles.
Para más referencias sobre análisis recientes de las monocotiledóneas ver Chase et al. 2000a, Stevenson et al. 2000. Para libros compilados de publicaciones de simposios de monocotiledóneas ver Rudall et al. 1995, Wilson y Morrison 2000, y Columbus et al. 2005.
Las relaciones entre las monocotiledóneas ahora están ampliamente caracterizadas a todos los niveles, desde género hasta por arriba de orden, convirtiéndolas en uno de los grupos de angiospermas mejor comprendidos. Excepto por las orquídeas y los pastos, prácticamente cada género ha sido incluido en al menos una publicación científica, casi todas utilizando la secuencia de ADN rbcL.
El cladograma de las monocotiledóneas sería el siguiente (modificado de APG II 2003 con el agregado de Petrosaviales según Soltis et al. 2005, y como actualizado según el APWeb a enero del 2009):
|  | Dioscoreales |
|  |              |
|  | Pandanales   |
|  |              |

|  | Poales                                                        |
|  |                                                               |
|  | \| \| Commelinales \| \| \| \| \| \| Zingiberales \| \| \| \| |
|  |                                                               |
|  | Commelinales                                                  |
|  |                                                               |
|  | Zingiberales                                                  |
|  |                                                               |

|  | Commelinales |
|  |              |
|  | Zingiberales |
|  |              |

|  | Poales                                                        |
|  |                                                               |
|  | \| \| Commelinales \| \| \| \| \| \| Zingiberales \| \| \| \| |
|  |                                                               |
|  | Commelinales                                                  |
|  |                                                               |
|  | Zingiberales                                                  |
|  |                                                               |

|  | Commelinales |
|  |              |
|  | Zingiberales |
|  |              |

|  | Poales                                                        |
|  |                                                               |
|  | \| \| Commelinales \| \| \| \| \| \| Zingiberales \| \| \| \| |
|  |                                                               |
|  | Commelinales                                                  |
|  |                                                               |
|  | Zingiberales                                                  |
|  |                                                               |

|  | Commelinales |
|  |              |
|  | Zingiberales |
|  |              |

|  | Poales                                                        |
|  |                                                               |
|  | \| \| Commelinales \| \| \| \| \| \| Zingiberales \| \| \| \| |
|  |                                                               |
|  | Commelinales                                                  |
|  |                                                               |
|  | Zingiberales                                                  |
|  |                                                               |

|  | Commelinales |
|  |              |
|  | Zingiberales |
|  |              |

|  | Poales                                                        |
|  |                                                               |
|  | \| \| Commelinales \| \| \| \| \| \| Zingiberales \| \| \| \| |
|  |                                                               |
|  | Commelinales                                                  |
|  |                                                               |
|  | Zingiberales                                                  |
|  |                                                               |

|  | Commelinales |
|  |              |
|  | Zingiberales |
|  |              |

|  | Poales                                                        |
|  |                                                               |
|  | \| \| Commelinales \| \| \| \| \| \| Zingiberales \| \| \| \| |
|  |                                                               |
|  | Commelinales                                                  |
|  |                                                               |
|  | Zingiberales                                                  |
|  |                                                               |

|  | Commelinales |
|  |              |
|  | Zingiberales |
|  |              |

|  | Poales                                                        |
|  |                                                               |
|  | \| \| Commelinales \| \| \| \| \| \| Zingiberales \| \| \| \| |
|  |                                                               |
|  | Commelinales                                                  |
|  |                                                               |
|  | Zingiberales                                                  |
|  |                                                               |

|  | Commelinales |
|  |              |
|  | Zingiberales |
|  |              |

|  | Poales                                                        |
|  |                                                               |
|  | \| \| Commelinales \| \| \| \| \| \| Zingiberales \| \| \| \| |
|  |                                                               |
|  | Commelinales                                                  |
|  |                                                               |
|  | Zingiberales                                                  |
|  |                                                               |

|  | Commelinales |
|  |              |
|  | Zingiberales |
|  |              |

|  | Dioscoreales |
|  |              |
|  | Pandanales   |
|  |              |

|  | Poales                                                        |
|  |                                                               |
|  | \| \| Commelinales \| \| \| \| \| \| Zingiberales \| \| \| \| |
|  |                                                               |
|  | Commelinales                                                  |
|  |                                                               |
|  | Zingiberales                                                  |
|  |                                                               |

|  | Commelinales |
|  |              |
|  | Zingiberales |
|  |              |

|  | Poales                                                        |
|  |                                                               |
|  | \| \| Commelinales \| \| \| \| \| \| Zingiberales \| \| \| \| |
|  |                                                               |
|  | Commelinales                                                  |
|  |                                                               |
|  | Zingiberales                                                  |
|  |                                                               |

|  | Commelinales |
|  |              |
|  | Zingiberales |
|  |              |

|  | Poales                                                        |
|  |                                                               |
|  | \| \| Commelinales \| \| \| \| \| \| Zingiberales \| \| \| \| |
|  |                                                               |
|  | Commelinales                                                  |
|  |                                                               |
|  | Zingiberales                                                  |
|  |                                                               |

|  | Commelinales |
|  |              |
|  | Zingiberales |
|  |              |

|  | Poales                                                        |
|  |                                                               |
|  | \| \| Commelinales \| \| \| \| \| \| Zingiberales \| \| \| \| |
|  |                                                               |
|  | Commelinales                                                  |
|  |                                                               |
|  | Zingiberales                                                  |
|  |                                                               |

|  | Commelinales |
|  |              |
|  | Zingiberales |
|  |              |

|  | Poales                                                        |
|  |                                                               |
|  | \| \| Commelinales \| \| \| \| \| \| Zingiberales \| \| \| \| |
|  |                                                               |
|  | Commelinales                                                  |
|  |                                                               |
|  | Zingiberales                                                  |
|  |                                                               |

|  | Commelinales |
|  |              |
|  | Zingiberales |
|  |              |

|  | Poales                                                        |
|  |                                                               |
|  | \| \| Commelinales \| \| \| \| \| \| Zingiberales \| \| \| \| |
|  |                                                               |
|  | Commelinales                                                  |
|  |                                                               |
|  | Zingiberales                                                  |
|  |                                                               |

|  | Commelinales |
|  |              |
|  | Zingiberales |
|  |              |

|  | Poales                                                        |
|  |                                                               |
|  | \| \| Commelinales \| \| \| \| \| \| Zingiberales \| \| \| \| |
|  |                                                               |
|  | Commelinales                                                  |
|  |                                                               |
|  | Zingiberales                                                  |
|  |                                                               |

|  | Commelinales |
|  |              |
|  | Zingiberales |
|  |              |

|  | Poales                                                        |
|  |                                                               |
|  | \| \| Commelinales \| \| \| \| \| \| Zingiberales \| \| \| \| |
|  |                                                               |
|  | Commelinales                                                  |
|  |                                                               |
|  | Zingiberales                                                  |
|  |                                                               |

|  | Commelinales |
|  |              |
|  | Zingiberales |
|  |              |

|  | Dioscoreales |
|  |              |
|  | Pandanales   |
|  |              |

|  | Poales                                                        |
|  |                                                               |
|  | \| \| Commelinales \| \| \| \| \| \| Zingiberales \| \| \| \| |
|  |                                                               |
|  | Commelinales                                                  |
|  |                                                               |
|  | Zingiberales                                                  |
|  |                                                               |

|  | Commelinales |
|  |              |
|  | Zingiberales |
|  |              |

|  | Poales                                                        |
|  |                                                               |
|  | \| \| Commelinales \| \| \| \| \| \| Zingiberales \| \| \| \| |
|  |                                                               |
|  | Commelinales                                                  |
|  |                                                               |
|  | Zingiberales                                                  |
|  |                                                               |

|  | Commelinales |
|  |              |
|  | Zingiberales |
|  |              |

|  | Poales                                                        |
|  |                                                               |
|  | \| \| Commelinales \| \| \| \| \| \| Zingiberales \| \| \| \| |
|  |                                                               |
|  | Commelinales                                                  |
|  |                                                               |
|  | Zingiberales                                                  |
|  |                                                               |

|  | Commelinales |
|  |              |
|  | Zingiberales |
|  |              |

|  | Poales                                                        |
|  |                                                               |
|  | \| \| Commelinales \| \| \| \| \| \| Zingiberales \| \| \| \| |
|  |                                                               |
|  | Commelinales                                                  |
|  |                                                               |
|  | Zingiberales                                                  |
|  |                                                               |

|  | Commelinales |
|  |              |
|  | Zingiberales |
|  |              |

|  | Poales                                                        |
|  |                                                               |
|  | \| \| Commelinales \| \| \| \| \| \| Zingiberales \| \| \| \| |
|  |                                                               |
|  | Commelinales                                                  |
|  |                                                               |
|  | Zingiberales                                                  |
|  |                                                               |

|  | Commelinales |
|  |              |
|  | Zingiberales |
|  |              |

|  | Poales                                                        |
|  |                                                               |
|  | \| \| Commelinales \| \| \| \| \| \| Zingiberales \| \| \| \| |
|  |                                                               |
|  | Commelinales                                                  |
|  |                                                               |
|  | Zingiberales                                                  |
|  |                                                               |

|  | Commelinales |
|  |              |
|  | Zingiberales |
|  |              |

|  | Poales                                                        |
|  |                                                               |
|  | \| \| Commelinales \| \| \| \| \| \| Zingiberales \| \| \| \| |
|  |                                                               |
|  | Commelinales                                                  |
|  |                                                               |
|  | Zingiberales                                                  |
|  |                                                               |

|  | Commelinales |
|  |              |
|  | Zingiberales |
|  |              |

|  | Poales                                                        |
|  |                                                               |
|  | \| \| Commelinales \| \| \| \| \| \| Zingiberales \| \| \| \| |
|  |                                                               |
|  | Commelinales                                                  |
|  |                                                               |
|  | Zingiberales                                                  |
|  |                                                               |

|  | Commelinales |
|  |              |
|  | Zingiberales |
|  |              |

|  | Dioscoreales |
|  |              |
|  | Pandanales   |
|  |              |

|  | Poales                                                        |
|  |                                                               |
|  | \| \| Commelinales \| \| \| \| \| \| Zingiberales \| \| \| \| |
|  |                                                               |
|  | Commelinales                                                  |
|  |                                                               |
|  | Zingiberales                                                  |
|  |                                                               |

|  | Commelinales |
|  |              |
|  | Zingiberales |
|  |              |

|  | Poales                                                        |
|  |                                                               |
|  | \| \| Commelinales \| \| \| \| \| \| Zingiberales \| \| \| \| |
|  |                                                               |
|  | Commelinales                                                  |
|  |                                                               |
|  | Zingiberales                                                  |
|  |                                                               |

|  | Commelinales |
|  |              |
|  | Zingiberales |
|  |              |

|  | Poales                                                        |
|  |                                                               |
|  | \| \| Commelinales \| \| \| \| \| \| Zingiberales \| \| \| \| |
|  |                                                               |
|  | Commelinales                                                  |
|  |                                                               |
|  | Zingiberales                                                  |
|  |                                                               |

|  | Commelinales |
|  |              |
|  | Zingiberales |
|  |              |

|  | Poales                                                        |
|  |                                                               |
|  | \| \| Commelinales \| \| \| \| \| \| Zingiberales \| \| \| \| |
|  |                                                               |
|  | Commelinales                                                  |
|  |                                                               |
|  | Zingiberales                                                  |
|  |                                                               |

|  | Commelinales |
|  |              |
|  | Zingiberales |
|  |              |

|  | Poales                                                        |
|  |                                                               |
|  | \| \| Commelinales \| \| \| \| \| \| Zingiberales \| \| \| \| |
|  |                                                               |
|  | Commelinales                                                  |
|  |                                                               |
|  | Zingiberales                                                  |
|  |                                                               |

|  | Commelinales |
|  |              |
|  | Zingiberales |
|  |              |

|  | Poales                                                        |
|  |                                                               |
|  | \| \| Commelinales \| \| \| \| \| \| Zingiberales \| \| \| \| |
|  |                                                               |
|  | Commelinales                                                  |
|  |                                                               |
|  | Zingiberales                                                  |
|  |                                                               |

|  | Commelinales |
|  |              |
|  | Zingiberales |
|  |              |

|  | Poales                                                        |
|  |                                                               |
|  | \| \| Commelinales \| \| \| \| \| \| Zingiberales \| \| \| \| |
|  |                                                               |
|  | Commelinales                                                  |
|  |                                                               |
|  | Zingiberales                                                  |
|  |                                                               |

|  | Commelinales |
|  |              |
|  | Zingiberales |
|  |              |

|  | Poales                                                        |
|  |                                                               |
|  | \| \| Commelinales \| \| \| \| \| \| Zingiberales \| \| \| \| |
|  |                                                               |
|  | Commelinales                                                  |
|  |                                                               |
|  | Zingiberales                                                  |
|  |                                                               |

|  | Commelinales |
|  |              |
|  | Zingiberales |
|  |              |

|  | Dioscoreales |
|  |              |
|  | Pandanales   |
|  |              |

|  | Poales                                                        |
|  |                                                               |
|  | \| \| Commelinales \| \| \| \| \| \| Zingiberales \| \| \| \| |
|  |                                                               |
|  | Commelinales                                                  |
|  |                                                               |
|  | Zingiberales                                                  |
|  |                                                               |

|  | Commelinales |
|  |              |
|  | Zingiberales |
|  |              |

|  | Poales                                                        |
|  |                                                               |
|  | \| \| Commelinales \| \| \| \| \| \| Zingiberales \| \| \| \| |
|  |                                                               |
|  | Commelinales                                                  |
|  |                                                               |
|  | Zingiberales                                                  |
|  |                                                               |

|  | Commelinales |
|  |              |
|  | Zingiberales |
|  |              |

|  | Poales                                                        |
|  |                                                               |
|  | \| \| Commelinales \| \| \| \| \| \| Zingiberales \| \| \| \| |
|  |                                                               |
|  | Commelinales                                                  |
|  |                                                               |
|  | Zingiberales                                                  |
|  |                                                               |

|  | Commelinales |
|  |              |
|  | Zingiberales |
|  |              |

|  | Poales                                                        |
|  |                                                               |
|  | \| \| Commelinales \| \| \| \| \| \| Zingiberales \| \| \| \| |
|  |                                                               |
|  | Commelinales                                                  |
|  |                                                               |
|  | Zingiberales                                                  |
|  |                                                               |

|  | Commelinales |
|  |              |
|  | Zingiberales |
|  |              |

|  | Poales                                                        |
|  |                                                               |
|  | \| \| Commelinales \| \| \| \| \| \| Zingiberales \| \| \| \| |
|  |                                                               |
|  | Commelinales                                                  |
|  |                                                               |
|  | Zingiberales                                                  |
|  |                                                               |

|  | Commelinales |
|  |              |
|  | Zingiberales |
|  |              |

|  | Poales                                                        |
|  |                                                               |
|  | \| \| Commelinales \| \| \| \| \| \| Zingiberales \| \| \| \| |
|  |                                                               |
|  | Commelinales                                                  |
|  |                                                               |
|  | Zingiberales                                                  |
|  |                                                               |

|  | Commelinales |
|  |              |
|  | Zingiberales |
|  |              |

|  | Poales                                                        |
|  |                                                               |
|  | \| \| Commelinales \| \| \| \| \| \| Zingiberales \| \| \| \| |
|  |                                                               |
|  | Commelinales                                                  |
|  |                                                               |
|  | Zingiberales                                                  |
|  |                                                               |

|  | Commelinales |
|  |              |
|  | Zingiberales |
|  |              |

|  | Poales                                                        |
|  |                                                               |
|  | \| \| Commelinales \| \| \| \| \| \| Zingiberales \| \| \| \| |
|  |                                                               |
|  | Commelinales                                                  |
|  |                                                               |
|  | Zingiberales                                                  |
|  |                                                               |

|  | Commelinales |
|  |              |
|  | Zingiberales |
|  |              |

|  | Dioscoreales |
|  |              |
|  | Pandanales   |
|  |              |

|  | Poales                                                        |
|  |                                                               |
|  | \| \| Commelinales \| \| \| \| \| \| Zingiberales \| \| \| \| |
|  |                                                               |
|  | Commelinales                                                  |
|  |                                                               |
|  | Zingiberales                                                  |
|  |                                                               |

|  | Commelinales |
|  |              |
|  | Zingiberales |
|  |              |

|  | Poales                                                        |
|  |                                                               |
|  | \| \| Commelinales \| \| \| \| \| \| Zingiberales \| \| \| \| |
|  |                                                               |
|  | Commelinales                                                  |
|  |                                                               |
|  | Zingiberales                                                  |
|  |                                                               |

|  | Commelinales |
|  |              |
|  | Zingiberales |
|  |              |

|  | Poales                                                        |
|  |                                                               |
|  | \| \| Commelinales \| \| \| \| \| \| Zingiberales \| \| \| \| |
|  |                                                               |
|  | Commelinales                                                  |
|  |                                                               |
|  | Zingiberales                                                  |
|  |                                                               |

|  | Commelinales |
|  |              |
|  | Zingiberales |
|  |              |

|  | Poales                                                        |
|  |                                                               |
|  | \| \| Commelinales \| \| \| \| \| \| Zingiberales \| \| \| \| |
|  |                                                               |
|  | Commelinales                                                  |
|  |                                                               |
|  | Zingiberales                                                  |
|  |                                                               |

|  | Commelinales |
|  |              |
|  | Zingiberales |
|  |              |

|  | Poales                                                        |
|  |                                                               |
|  | \| \| Commelinales \| \| \| \| \| \| Zingiberales \| \| \| \| |
|  |                                                               |
|  | Commelinales                                                  |
|  |                                                               |
|  | Zingiberales                                                  |
|  |                                                               |

|  | Commelinales |
|  |              |
|  | Zingiberales |
|  |              |

|  | Poales                                                        |
|  |                                                               |
|  | \| \| Commelinales \| \| \| \| \| \| Zingiberales \| \| \| \| |
|  |                                                               |
|  | Commelinales                                                  |
|  |                                                               |
|  | Zingiberales                                                  |
|  |                                                               |

|  | Commelinales |
|  |              |
|  | Zingiberales |
|  |              |

|  | Poales                                                        |
|  |                                                               |
|  | \| \| Commelinales \| \| \| \| \| \| Zingiberales \| \| \| \| |
|  |                                                               |
|  | Commelinales                                                  |
|  |                                                               |
|  | Zingiberales                                                  |
|  |                                                               |

|  | Commelinales |
|  |              |
|  | Zingiberales |
|  |              |

|  | Poales                                                        |
|  |                                                               |
|  | \| \| Commelinales \| \| \| \| \| \| Zingiberales \| \| \| \| |
|  |                                                               |
|  | Commelinales                                                  |
|  |                                                               |
|  | Zingiberales                                                  |
|  |                                                               |

|  | Commelinales |
|  |              |
|  | Zingiberales |
|  |              |

|  | Dioscoreales |
|  |              |
|  | Pandanales   |
|  |              |

|  | Poales                                                        |
|  |                                                               |
|  | \| \| Commelinales \| \| \| \| \| \| Zingiberales \| \| \| \| |
|  |                                                               |
|  | Commelinales                                                  |
|  |                                                               |
|  | Zingiberales                                                  |
|  |                                                               |

|  | Commelinales |
|  |              |
|  | Zingiberales |
|  |              |

|  | Poales                                                        |
|  |                                                               |
|  | \| \| Commelinales \| \| \| \| \| \| Zingiberales \| \| \| \| |
|  |                                                               |
|  | Commelinales                                                  |
|  |                                                               |
|  | Zingiberales                                                  |
|  |                                                               |

|  | Commelinales |
|  |              |
|  | Zingiberales |
|  |              |

|  | Poales                                                        |
|  |                                                               |
|  | \| \| Commelinales \| \| \| \| \| \| Zingiberales \| \| \| \| |
|  |                                                               |
|  | Commelinales                                                  |
|  |                                                               |
|  | Zingiberales                                                  |
|  |                                                               |

|  | Commelinales |
|  |              |
|  | Zingiberales |
|  |              |

|  | Poales                                                        |
|  |                                                               |
|  | \| \| Commelinales \| \| \| \| \| \| Zingiberales \| \| \| \| |
|  |                                                               |
|  | Commelinales                                                  |
|  |                                                               |
|  | Zingiberales                                                  |
|  |                                                               |

|  | Commelinales |
|  |              |
|  | Zingiberales |
|  |              |

|  | Poales                                                        |
|  |                                                               |
|  | \| \| Commelinales \| \| \| \| \| \| Zingiberales \| \| \| \| |
|  |                                                               |
|  | Commelinales                                                  |
|  |                                                               |
|  | Zingiberales                                                  |
|  |                                                               |

|  | Commelinales |
|  |              |
|  | Zingiberales |
|  |              |

|  | Poales                                                        |
|  |                                                               |
|  | \| \| Commelinales \| \| \| \| \| \| Zingiberales \| \| \| \| |
|  |                                                               |
|  | Commelinales                                                  |
|  |                                                               |
|  | Zingiberales                                                  |
|  |                                                               |

|  | Commelinales |
|  |              |
|  | Zingiberales |
|  |              |

|  | Poales                                                        |
|  |                                                               |
|  | \| \| Commelinales \| \| \| \| \| \| Zingiberales \| \| \| \| |
|  |                                                               |
|  | Commelinales                                                  |
|  |                                                               |
|  | Zingiberales                                                  |
|  |                                                               |

|  | Commelinales |
|  |              |
|  | Zingiberales |
|  |              |

|  | Poales                                                        |
|  |                                                               |
|  | \| \| Commelinales \| \| \| \| \| \| Zingiberales \| \| \| \| |
|  |                                                               |
|  | Commelinales                                                  |
|  |                                                               |
|  | Zingiberales                                                  |
|  |                                                               |

|  | Commelinales |
|  |              |
|  | Zingiberales |
|  |              |

|  | Dioscoreales |
|  |              |
|  | Pandanales   |
|  |              |

|  | Poales                                                        |
|  |                                                               |
|  | \| \| Commelinales \| \| \| \| \| \| Zingiberales \| \| \| \| |
|  |                                                               |
|  | Commelinales                                                  |
|  |                                                               |
|  | Zingiberales                                                  |
|  |                                                               |

|  | Commelinales |
|  |              |
|  | Zingiberales |
|  |              |

|  | Poales                                                        |
|  |                                                               |
|  | \| \| Commelinales \| \| \| \| \| \| Zingiberales \| \| \| \| |
|  |                                                               |
|  | Commelinales                                                  |
|  |                                                               |
|  | Zingiberales                                                  |
|  |                                                               |

|  | Commelinales |
|  |              |
|  | Zingiberales |
|  |              |

|  | Poales                                                        |
|  |                                                               |
|  | \| \| Commelinales \| \| \| \| \| \| Zingiberales \| \| \| \| |
|  |                                                               |
|  | Commelinales                                                  |
|  |                                                               |
|  | Zingiberales                                                  |
|  |                                                               |

|  | Commelinales |
|  |              |
|  | Zingiberales |
|  |              |

|  | Poales                                                        |
|  |                                                               |
|  | \| \| Commelinales \| \| \| \| \| \| Zingiberales \| \| \| \| |
|  |                                                               |
|  | Commelinales                                                  |
|  |                                                               |
|  | Zingiberales                                                  |
|  |                                                               |

|  | Commelinales |
|  |              |
|  | Zingiberales |
|  |              |

|  | Poales                                                        |
|  |                                                               |
|  | \| \| Commelinales \| \| \| \| \| \| Zingiberales \| \| \| \| |
|  |                                                               |
|  | Commelinales                                                  |
|  |                                                               |
|  | Zingiberales                                                  |
|  |                                                               |

|  | Commelinales |
|  |              |
|  | Zingiberales |
|  |              |

|  | Poales                                                        |
|  |                                                               |
|  | \| \| Commelinales \| \| \| \| \| \| Zingiberales \| \| \| \| |
|  |                                                               |
|  | Commelinales                                                  |
|  |                                                               |
|  | Zingiberales                                                  |
|  |                                                               |

|  | Commelinales |
|  |              |
|  | Zingiberales |
|  |              |

|  | Poales                                                        |
|  |                                                               |
|  | \| \| Commelinales \| \| \| \| \| \| Zingiberales \| \| \| \| |
|  |                                                               |
|  | Commelinales                                                  |
|  |                                                               |
|  | Zingiberales                                                  |
|  |                                                               |

|  | Commelinales |
|  |              |
|  | Zingiberales |
|  |              |

|  | Poales                                                        |
|  |                                                               |
|  | \| \| Commelinales \| \| \| \| \| \| Zingiberales \| \| \| \| |
|  |                                                               |
|  | Commelinales                                                  |
|  |                                                               |
|  | Zingiberales                                                  |
|  |                                                               |

|  | Commelinales |
|  |              |
|  | Zingiberales |
|  |              |

|  | Dioscoreales |
|  |              |
|  | Pandanales   |
|  |              |

|  | Poales                                                        |
|  |                                                               |
|  | \| \| Commelinales \| \| \| \| \| \| Zingiberales \| \| \| \| |
|  |                                                               |
|  | Commelinales                                                  |
|  |                                                               |
|  | Zingiberales                                                  |
|  |                                                               |

|  | Commelinales |
|  |              |
|  | Zingiberales |
|  |              |

|  | Poales                                                        |
|  |                                                               |
|  | \| \| Commelinales \| \| \| \| \| \| Zingiberales \| \| \| \| |
|  |                                                               |
|  | Commelinales                                                  |
|  |                                                               |
|  | Zingiberales                                                  |
|  |                                                               |

|  | Commelinales |
|  |              |
|  | Zingiberales |
|  |              |

|  | Poales                                                        |
|  |                                                               |
|  | \| \| Commelinales \| \| \| \| \| \| Zingiberales \| \| \| \| |
|  |                                                               |
|  | Commelinales                                                  |
|  |                                                               |
|  | Zingiberales                                                  |
|  |                                                               |

|  | Commelinales |
|  |              |
|  | Zingiberales |
|  |              |

|  | Poales                                                        |
|  |                                                               |
|  | \| \| Commelinales \| \| \| \| \| \| Zingiberales \| \| \| \| |
|  |                                                               |
|  | Commelinales                                                  |
|  |                                                               |
|  | Zingiberales                                                  |
|  |                                                               |

|  | Commelinales |
|  |              |
|  | Zingiberales |
|  |              |

|  | Poales                                                        |
|  |                                                               |
|  | \| \| Commelinales \| \| \| \| \| \| Zingiberales \| \| \| \| |
|  |                                                               |
|  | Commelinales                                                  |
|  |                                                               |
|  | Zingiberales                                                  |
|  |                                                               |

|  | Commelinales |
|  |              |
|  | Zingiberales |
|  |              |

|  | Poales                                                        |
|  |                                                               |
|  | \| \| Commelinales \| \| \| \| \| \| Zingiberales \| \| \| \| |
|  |                                                               |
|  | Commelinales                                                  |
|  |                                                               |
|  | Zingiberales                                                  |
|  |                                                               |

|  | Commelinales |
|  |              |
|  | Zingiberales |
|  |              |

|  | Poales                                                        |
|  |                                                               |
|  | \| \| Commelinales \| \| \| \| \| \| Zingiberales \| \| \| \| |
|  |                                                               |
|  | Commelinales                                                  |
|  |                                                               |
|  | Zingiberales                                                  |
|  |                                                               |

|  | Commelinales |
|  |              |
|  | Zingiberales |
|  |              |

|  | Poales                                                        |
|  |                                                               |
|  | \| \| Commelinales \| \| \| \| \| \| Zingiberales \| \| \| \| |
|  |                                                               |
|  | Commelinales                                                  |
|  |                                                               |
|  | Zingiberales                                                  |
|  |                                                               |

|  | Commelinales |
|  |              |
|  | Zingiberales |
|  |              |

|  | Dioscoreales |
|  |              |
|  | Pandanales   |
|  |              |

|  | Poales                                                        |
|  |                                                               |
|  | \| \| Commelinales \| \| \| \| \| \| Zingiberales \| \| \| \| |
|  |                                                               |
|  | Commelinales                                                  |
|  |                                                               |
|  | Zingiberales                                                  |
|  |                                                               |

|  | Commelinales |
|  |              |
|  | Zingiberales |
|  |              |

|  | Poales                                                        |
|  |                                                               |
|  | \| \| Commelinales \| \| \| \| \| \| Zingiberales \| \| \| \| |
|  |                                                               |
|  | Commelinales                                                  |
|  |                                                               |
|  | Zingiberales                                                  |
|  |                                                               |

|  | Commelinales |
|  |              |
|  | Zingiberales |
|  |              |

|  | Poales                                                        |
|  |                                                               |
|  | \| \| Commelinales \| \| \| \| \| \| Zingiberales \| \| \| \| |
|  |                                                               |
|  | Commelinales                                                  |
|  |                                                               |
|  | Zingiberales                                                  |
|  |                                                               |

|  | Commelinales |
|  |              |
|  | Zingiberales |
|  |              |

|  | Poales                                                        |
|  |                                                               |
|  | \| \| Commelinales \| \| \| \| \| \| Zingiberales \| \| \| \| |
|  |                                                               |
|  | Commelinales                                                  |
|  |                                                               |
|  | Zingiberales                                                  |
|  |                                                               |

|  | Commelinales |
|  |              |
|  | Zingiberales |
|  |              |

|  | Poales                                                        |
|  |                                                               |
|  | \| \| Commelinales \| \| \| \| \| \| Zingiberales \| \| \| \| |
|  |                                                               |
|  | Commelinales                                                  |
|  |                                                               |
|  | Zingiberales                                                  |
|  |                                                               |

|  | Commelinales |
|  |              |
|  | Zingiberales |
|  |              |

|  | Poales                                                        |
|  |                                                               |
|  | \| \| Commelinales \| \| \| \| \| \| Zingiberales \| \| \| \| |
|  |                                                               |
|  | Commelinales                                                  |
|  |                                                               |
|  | Zingiberales                                                  |
|  |                                                               |

|  | Commelinales |
|  |              |
|  | Zingiberales |
|  |              |

|  | Poales                                                        |
|  |                                                               |
|  | \| \| Commelinales \| \| \| \| \| \| Zingiberales \| \| \| \| |
|  |                                                               |
|  | Commelinales                                                  |
|  |                                                               |
|  | Zingiberales                                                  |
|  |                                                               |

|  | Commelinales |
|  |              |
|  | Zingiberales |
|  |              |

|  | Poales                                                        |
|  |                                                               |
|  | \| \| Commelinales \| \| \| \| \| \| Zingiberales \| \| \| \| |
|  |                                                               |
|  | Commelinales                                                  |
|  |                                                               |
|  | Zingiberales                                                  |
|  |                                                               |

|  | Commelinales |
|  |              |
|  | Zingiberales |
|  |              |

|  | Dioscoreales |
|  |              |
|  | Pandanales   |
|  |              |

|  | Poales                                                        |
|  |                                                               |
|  | \| \| Commelinales \| \| \| \| \| \| Zingiberales \| \| \| \| |
|  |                                                               |
|  | Commelinales                                                  |
|  |                                                               |
|  | Zingiberales                                                  |
|  |                                                               |

|  | Commelinales |
|  |              |
|  | Zingiberales |
|  |              |

|  | Poales                                                        |
|  |                                                               |
|  | \| \| Commelinales \| \| \| \| \| \| Zingiberales \| \| \| \| |
|  |                                                               |
|  | Commelinales                                                  |
|  |                                                               |
|  | Zingiberales                                                  |
|  |                                                               |

|  | Commelinales |
|  |              |
|  | Zingiberales |
|  |              |

|  | Poales                                                        |
|  |                                                               |
|  | \| \| Commelinales \| \| \| \| \| \| Zingiberales \| \| \| \| |
|  |                                                               |
|  | Commelinales                                                  |
|  |                                                               |
|  | Zingiberales                                                  |
|  |                                                               |

|  | Commelinales |
|  |              |
|  | Zingiberales |
|  |              |

|  | Poales                                                        |
|  |                                                               |
|  | \| \| Commelinales \| \| \| \| \| \| Zingiberales \| \| \| \| |
|  |                                                               |
|  | Commelinales                                                  |
|  |                                                               |
|  | Zingiberales                                                  |
|  |                                                               |

|  | Commelinales |
|  |              |
|  | Zingiberales |
|  |              |

|  | Poales                                                        |
|  |                                                               |
|  | \| \| Commelinales \| \| \| \| \| \| Zingiberales \| \| \| \| |
|  |                                                               |
|  | Commelinales                                                  |
|  |                                                               |
|  | Zingiberales                                                  |
|  |                                                               |

|  | Commelinales |
|  |              |
|  | Zingiberales |
|  |              |

|  | Poales                                                        |
|  |                                                               |
|  | \| \| Commelinales \| \| \| \| \| \| Zingiberales \| \| \| \| |
|  |                                                               |
|  | Commelinales                                                  |
|  |                                                               |
|  | Zingiberales                                                  |
|  |                                                               |

|  | Commelinales |
|  |              |
|  | Zingiberales |
|  |              |

|  | Poales                                                        |
|  |                                                               |
|  | \| \| Commelinales \| \| \| \| \| \| Zingiberales \| \| \| \| |
|  |                                                               |
|  | Commelinales                                                  |
|  |                                                               |
|  | Zingiberales                                                  |
|  |                                                               |

|  | Commelinales |
|  |              |
|  | Zingiberales |
|  |              |

|  | Poales                                                        |
|  |                                                               |
|  | \| \| Commelinales \| \| \| \| \| \| Zingiberales \| \| \| \| |
|  |                                                               |
|  | Commelinales                                                  |
|  |                                                               |
|  | Zingiberales                                                  |
|  |                                                               |

|  | Commelinales |
|  |              |
|  | Zingiberales |
|  |              |

|  | Dioscoreales |
|  |              |
|  | Pandanales   |
|  |              |

|  | Poales                                                        |
|  |                                                               |
|  | \| \| Commelinales \| \| \| \| \| \| Zingiberales \| \| \| \| |
|  |                                                               |
|  | Commelinales                                                  |
|  |                                                               |
|  | Zingiberales                                                  |
|  |                                                               |

|  | Commelinales |
|  |              |
|  | Zingiberales |
|  |              |

|  | Poales                                                        |
|  |                                                               |
|  | \| \| Commelinales \| \| \| \| \| \| Zingiberales \| \| \| \| |
|  |                                                               |
|  | Commelinales                                                  |
|  |                                                               |
|  | Zingiberales                                                  |
|  |                                                               |

|  | Commelinales |
|  |              |
|  | Zingiberales |
|  |              |

|  | Poales                                                        |
|  |                                                               |
|  | \| \| Commelinales \| \| \| \| \| \| Zingiberales \| \| \| \| |
|  |                                                               |
|  | Commelinales                                                  |
|  |                                                               |
|  | Zingiberales                                                  |
|  |                                                               |

|  | Commelinales |
|  |              |
|  | Zingiberales |
|  |              |

|  | Poales                                                        |
|  |                                                               |
|  | \| \| Commelinales \| \| \| \| \| \| Zingiberales \| \| \| \| |
|  |                                                               |
|  | Commelinales                                                  |
|  |                                                               |
|  | Zingiberales                                                  |
|  |                                                               |

|  | Commelinales |
|  |              |
|  | Zingiberales |
|  |              |

|  | Poales                                                        |
|  |                                                               |
|  | \| \| Commelinales \| \| \| \| \| \| Zingiberales \| \| \| \| |
|  |                                                               |
|  | Commelinales                                                  |
|  |                                                               |
|  | Zingiberales                                                  |
|  |                                                               |

|  | Commelinales |
|  |              |
|  | Zingiberales |
|  |              |

|  | Poales                                                        |
|  |                                                               |
|  | \| \| Commelinales \| \| \| \| \| \| Zingiberales \| \| \| \| |
|  |                                                               |
|  | Commelinales                                                  |
|  |                                                               |
|  | Zingiberales                                                  |
|  |                                                               |

|  | Commelinales |
|  |              |
|  | Zingiberales |
|  |              |

|  | Poales                                                        |
|  |                                                               |
|  | \| \| Commelinales \| \| \| \| \| \| Zingiberales \| \| \| \| |
|  |                                                               |
|  | Commelinales                                                  |
|  |                                                               |
|  | Zingiberales                                                  |
|  |                                                               |

|  | Commelinales |
|  |              |
|  | Zingiberales |
|  |              |

|  | Poales                                                        |
|  |                                                               |
|  | \| \| Commelinales \| \| \| \| \| \| Zingiberales \| \| \| \| |
|  |                                                               |
|  | Commelinales                                                  |
|  |                                                               |
|  | Zingiberales                                                  |
|  |                                                               |

|  | Commelinales |
|  |              |
|  | Zingiberales |
|  |              |

|  | Dioscoreales |
|  |              |
|  | Pandanales   |
|  |              |

|  | Poales                                                        |
|  |                                                               |
|  | \| \| Commelinales \| \| \| \| \| \| Zingiberales \| \| \| \| |
|  |                                                               |
|  | Commelinales                                                  |
|  |                                                               |
|  | Zingiberales                                                  |
|  |                                                               |

|  | Commelinales |
|  |              |
|  | Zingiberales |
|  |              |

|  | Poales                                                        |
|  |                                                               |
|  | \| \| Commelinales \| \| \| \| \| \| Zingiberales \| \| \| \| |
|  |                                                               |
|  | Commelinales                                                  |
|  |                                                               |
|  | Zingiberales                                                  |
|  |                                                               |

|  | Commelinales |
|  |              |
|  | Zingiberales |
|  |              |

|  | Poales                                                        |
|  |                                                               |
|  | \| \| Commelinales \| \| \| \| \| \| Zingiberales \| \| \| \| |
|  |                                                               |
|  | Commelinales                                                  |
|  |                                                               |
|  | Zingiberales                                                  |
|  |                                                               |

|  | Commelinales |
|  |              |
|  | Zingiberales |
|  |              |

|  | Poales                                                        |
|  |                                                               |
|  | \| \| Commelinales \| \| \| \| \| \| Zingiberales \| \| \| \| |
|  |                                                               |
|  | Commelinales                                                  |
|  |                                                               |
|  | Zingiberales                                                  |
|  |                                                               |

|  | Commelinales |
|  |              |
|  | Zingiberales |
|  |              |

|  | Poales                                                        |
|  |                                                               |
|  | \| \| Commelinales \| \| \| \| \| \| Zingiberales \| \| \| \| |
|  |                                                               |
|  | Commelinales                                                  |
|  |                                                               |
|  | Zingiberales                                                  |
|  |                                                               |

|  | Commelinales |
|  |              |
|  | Zingiberales |
|  |              |

|  | Poales                                                        |
|  |                                                               |
|  | \| \| Commelinales \| \| \| \| \| \| Zingiberales \| \| \| \| |
|  |                                                               |
|  | Commelinales                                                  |
|  |                                                               |
|  | Zingiberales                                                  |
|  |                                                               |

|  | Commelinales |
|  |              |
|  | Zingiberales |
|  |              |

|  | Poales                                                        |
|  |                                                               |
|  | \| \| Commelinales \| \| \| \| \| \| Zingiberales \| \| \| \| |
|  |                                                               |
|  | Commelinales                                                  |
|  |                                                               |
|  | Zingiberales                                                  |
|  |                                                               |

|  | Commelinales |
|  |              |
|  | Zingiberales |
|  |              |

|  | Poales                                                        |
|  |                                                               |
|  | \| \| Commelinales \| \| \| \| \| \| Zingiberales \| \| \| \| |
|  |                                                               |
|  | Commelinales                                                  |
|  |                                                               |
|  | Zingiberales                                                  |
|  |                                                               |

|  | Commelinales |
|  |              |
|  | Zingiberales |
|  |              |

|  | Dioscoreales |
|  |              |
|  | Pandanales   |
|  |              |

|  | Poales                                                        |
|  |                                                               |
|  | \| \| Commelinales \| \| \| \| \| \| Zingiberales \| \| \| \| |
|  |                                                               |
|  | Commelinales                                                  |
|  |                                                               |
|  | Zingiberales                                                  |
|  |                                                               |

|  | Commelinales |
|  |              |
|  | Zingiberales |
|  |              |

|  | Poales                                                        |
|  |                                                               |
|  | \| \| Commelinales \| \| \| \| \| \| Zingiberales \| \| \| \| |
|  |                                                               |
|  | Commelinales                                                  |
|  |                                                               |
|  | Zingiberales                                                  |
|  |                                                               |

|  | Commelinales |
|  |              |
|  | Zingiberales |
|  |              |

|  | Poales                                                        |
|  |                                                               |
|  | \| \| Commelinales \| \| \| \| \| \| Zingiberales \| \| \| \| |
|  |                                                               |
|  | Commelinales                                                  |
|  |                                                               |
|  | Zingiberales                                                  |
|  |                                                               |

|  | Commelinales |
|  |              |
|  | Zingiberales |
|  |              |

|  | Poales                                                        |
|  |                                                               |
|  | \| \| Commelinales \| \| \| \| \| \| Zingiberales \| \| \| \| |
|  |                                                               |
|  | Commelinales                                                  |
|  |                                                               |
|  | Zingiberales                                                  |
|  |                                                               |

|  | Commelinales |
|  |              |
|  | Zingiberales |
|  |              |

|  | Poales                                                        |
|  |                                                               |
|  | \| \| Commelinales \| \| \| \| \| \| Zingiberales \| \| \| \| |
|  |                                                               |
|  | Commelinales                                                  |
|  |                                                               |
|  | Zingiberales                                                  |
|  |                                                               |

|  | Commelinales |
|  |              |
|  | Zingiberales |
|  |              |

|  | Poales                                                        |
|  |                                                               |
|  | \| \| Commelinales \| \| \| \| \| \| Zingiberales \| \| \| \| |
|  |                                                               |
|  | Commelinales                                                  |
|  |                                                               |
|  | Zingiberales                                                  |
|  |                                                               |

|  | Commelinales |
|  |              |
|  | Zingiberales |
|  |              |

|  | Poales                                                        |
|  |                                                               |
|  | \| \| Commelinales \| \| \| \| \| \| Zingiberales \| \| \| \| |
|  |                                                               |
|  | Commelinales                                                  |
|  |                                                               |
|  | Zingiberales                                                  |
|  |                                                               |

|  | Commelinales |
|  |              |
|  | Zingiberales |
|  |              |

|  | Poales                                                        |
|  |                                                               |
|  | \| \| Commelinales \| \| \| \| \| \| Zingiberales \| \| \| \| |
|  |                                                               |
|  | Commelinales                                                  |
|  |                                                               |
|  | Zingiberales                                                  |
|  |                                                               |

|  | Commelinales |
|  |              |
|  | Zingiberales |
|  |              |

|  | Dioscoreales |
|  |              |
|  | Pandanales   |
|  |              |

|  | Poales                                                        |
|  |                                                               |
|  | \| \| Commelinales \| \| \| \| \| \| Zingiberales \| \| \| \| |
|  |                                                               |
|  | Commelinales                                                  |
|  |                                                               |
|  | Zingiberales                                                  |
|  |                                                               |

|  | Commelinales |
|  |              |
|  | Zingiberales |
|  |              |

|  | Poales                                                        |
|  |                                                               |
|  | \| \| Commelinales \| \| \| \| \| \| Zingiberales \| \| \| \| |
|  |                                                               |
|  | Commelinales                                                  |
|  |                                                               |
|  | Zingiberales                                                  |
|  |                                                               |

|  | Commelinales |
|  |              |
|  | Zingiberales |
|  |              |

|  | Poales                                                        |
|  |                                                               |
|  | \| \| Commelinales \| \| \| \| \| \| Zingiberales \| \| \| \| |
|  |                                                               |
|  | Commelinales                                                  |
|  |                                                               |
|  | Zingiberales                                                  |
|  |                                                               |

|  | Commelinales |
|  |              |
|  | Zingiberales |
|  |              |

|  | Poales                                                        |
|  |                                                               |
|  | \| \| Commelinales \| \| \| \| \| \| Zingiberales \| \| \| \| |
|  |                                                               |
|  | Commelinales                                                  |
|  |                                                               |
|  | Zingiberales                                                  |
|  |                                                               |

|  | Commelinales |
|  |              |
|  | Zingiberales |
|  |              |

|  | Poales                                                        |
|  |                                                               |
|  | \| \| Commelinales \| \| \| \| \| \| Zingiberales \| \| \| \| |
|  |                                                               |
|  | Commelinales                                                  |
|  |                                                               |
|  | Zingiberales                                                  |
|  |                                                               |

|  | Commelinales |
|  |              |
|  | Zingiberales |
|  |              |

|  | Poales                                                        |
|  |                                                               |
|  | \| \| Commelinales \| \| \| \| \| \| Zingiberales \| \| \| \| |
|  |                                                               |
|  | Commelinales                                                  |
|  |                                                               |
|  | Zingiberales                                                  |
|  |                                                               |

|  | Commelinales |
|  |              |
|  | Zingiberales |
|  |              |

|  | Poales                                                        |
|  |                                                               |
|  | \| \| Commelinales \| \| \| \| \| \| Zingiberales \| \| \| \| |
|  |                                                               |
|  | Commelinales                                                  |
|  |                                                               |
|  | Zingiberales                                                  |
|  |                                                               |

|  | Commelinales |
|  |              |
|  | Zingiberales |
|  |              |

|  | Poales                                                        |
|  |                                                               |
|  | \| \| Commelinales \| \| \| \| \| \| Zingiberales \| \| \| \| |
|  |                                                               |
|  | Commelinales                                                  |
|  |                                                               |
|  | Zingiberales                                                  |
|  |                                                               |

|  | Commelinales |
|  |              |
|  | Zingiberales |
|  |              |

|  | Dioscoreales |
|  |              |
|  | Pandanales   |
|  |              |

|  | Poales                                                        |
|  |                                                               |
|  | \| \| Commelinales \| \| \| \| \| \| Zingiberales \| \| \| \| |
|  |                                                               |
|  | Commelinales                                                  |
|  |                                                               |
|  | Zingiberales                                                  |
|  |                                                               |

|  | Commelinales |
|  |              |
|  | Zingiberales |
|  |              |

|  | Poales                                                        |
|  |                                                               |
|  | \| \| Commelinales \| \| \| \| \| \| Zingiberales \| \| \| \| |
|  |                                                               |
|  | Commelinales                                                  |
|  |                                                               |
|  | Zingiberales                                                  |
|  |                                                               |

|  | Commelinales |
|  |              |
|  | Zingiberales |
|  |              |

|  | Poales                                                        |
|  |                                                               |
|  | \| \| Commelinales \| \| \| \| \| \| Zingiberales \| \| \| \| |
|  |                                                               |
|  | Commelinales                                                  |
|  |                                                               |
|  | Zingiberales                                                  |
|  |                                                               |

|  | Commelinales |
|  |              |
|  | Zingiberales |
|  |              |

|  | Poales                                                        |
|  |                                                               |
|  | \| \| Commelinales \| \| \| \| \| \| Zingiberales \| \| \| \| |
|  |                                                               |
|  | Commelinales                                                  |
|  |                                                               |
|  | Zingiberales                                                  |
|  |                                                               |

|  | Commelinales |
|  |              |
|  | Zingiberales |
|  |              |

|  | Poales                                                        |
|  |                                                               |
|  | \| \| Commelinales \| \| \| \| \| \| Zingiberales \| \| \| \| |
|  |                                                               |
|  | Commelinales                                                  |
|  |                                                               |
|  | Zingiberales                                                  |
|  |                                                               |

|  | Commelinales |
|  |              |
|  | Zingiberales |
|  |              |

|  | Poales                                                        |
|  |                                                               |
|  | \| \| Commelinales \| \| \| \| \| \| Zingiberales \| \| \| \| |
|  |                                                               |
|  | Commelinales                                                  |
|  |                                                               |
|  | Zingiberales                                                  |
|  |                                                               |

|  | Commelinales |
|  |              |
|  | Zingiberales |
|  |              |

|  | Poales                                                        |
|  |                                                               |
|  | \| \| Commelinales \| \| \| \| \| \| Zingiberales \| \| \| \| |
|  |                                                               |
|  | Commelinales                                                  |
|  |                                                               |
|  | Zingiberales                                                  |
|  |                                                               |

|  | Commelinales |
|  |              |
|  | Zingiberales |
|  |              |

|  | Poales                                                        |
|  |                                                               |
|  | \| \| Commelinales \| \| \| \| \| \| Zingiberales \| \| \| \| |
|  |                                                               |
|  | Commelinales                                                  |
|  |                                                               |
|  | Zingiberales                                                  |
|  |                                                               |

|  | Commelinales |
|  |              |
|  | Zingiberales |
|  |              |

Los análisis moleculares han demostrado que Acoraceae (Bogner y Mayo en Kubitzki 1998, Bogner y Nicolson 1991, Grayum 1987, 1990) es hermana de todo el resto (Chase 2004, Chase et al. 1993, 1995a, 1995b, 2000, 2005, 2006, Graham et al. 2006, Duvall et al. 1993a, 1993b, Davis et al. 1998, Fuse y Tamura 2000, Tamura et al. 2004, Givnish et al. 2005a). El APG III ubicó al género en su propia familia Acoraceae y su propio orden Acorales.
Araceae [+Lemnaceae] muchas veces había sido escindida en su propio orden Arales. Alismatales sensu stricto, sin Arales, es equivalente a Alismatidae sensu Cronquist 1981 y Takhtajan 1997, y a Arales le daban una posible relación con Arecales (por ejemplo en Cronquist 1981).
El APG III, Soltis et al. (2005) y también el APWeb subieron de rango a Petrosaviales, que contiene únicamente a la familia Petrosaviaceae, que había sido ubicada como de posición incierta en APG II 2003, y que el APG III supone que es hermana de todas las monocotiledóneas salvo Acorales y Alismatales. Petrosaviaceae contiene solo dos géneros, Japonolirion y Petrosavia, muy distintos morfológicamente, que nunca habían sido ubicados juntos antes.
Posibles apomorfías no moleculares (ver Donoghue y Doyle 1989a, 1989b, Loconte y Stevenson 1991, Doyle y Donoghue 1992, resumidos en la tabla 4.1 de Soltis et al 2005, téngase en cuenta que aproximadamente la mitad de los caracteres especificados en esa tabla no resultaron ser apomorfías, según indica el APWeb al 2009, pero sí las que se especifican aquí):
- Todas las monocotiledóneas tienen un solo cotiledón, de valor adaptativo desconocido. No todas las monocotiledóneas poseen un cotiledón obvio: en Poaceae, por ejemplo, el único cotiledón se piensa que ha sido modificado y se ha vuelto un órgano de absorción dentro de la semilla.
- Típicamente las monocotiledóneas tienen raíces adventicias.
- Tradicionalmente, las monocotiledóneas fueron definidas en parte por la presencia de las partes florales en múltiplos de 3. Sin embargo, actualmente se considera que esta característica es una condición ancestral, común en muchos linajes basales de angiospermas no monocotiledóneas como Nymphaeaceae y magnólidas como Laurales, Magnoliales y Piperales. Por lo tanto si bien es una característica del grupo, no es una apomorfía, sino una condición ancestral retenida, condición que nació temprano entre las angiospermas, puede ser ancestral para todas las angiospermas basales por encima de Amborellaceae (ver Soltis et al. 2005 y literatura citada). Sin embargo, las flores trímeras de las monocotiledóneas son altamente estereotipadas, siendo usualmente pentacíclicas. Las flores trímeras pentacíclicas son extremadamente poco comunes en dicotiledóneas y podrían ser una apomorfía de las monocotiledóneas (ver por ejemplo Soltis et al. 2005, Bateman et al. 2006b[58]).
- Todas las monocotiledóneas tienen en la estela una atactostela, la disposición de los haces vasculares dispersos en el corte transversal del tallo en lugar de dispuestos formando un anillo (eustela) como en las demás espermatofitas. Además, ninguna monocotiledónea tiene un cámbium vascular verdadero que produzca verdadera madera, esta característica parece estar correlacionada con la evolución de la atactostela, ya que ésta no permite un crecimiento ordenado, bifacial del cámbium vascular. Algunas monocotiledóneas engrosan su tallo con parénquima durante el crecimiento primario (llamado «gigantismo primario», como en las palmeras, que luego se van volviendo rígidas con la edad debido a depósitos de lignina en la pared celular, lo cual es un proceso completamente diferente de que ocurre en plantas con cámbium bifacial), o poseen un crecimiento secundario anómalo generado por un cámbium anómalo (por ejemplo, en los árboles dragón como Dracaena draco, algunas Agavaceae y Asphodelaceae). La atactostela también aparece en las Nymphaeaceae y algunas Piperaceae. La inhabilidad de producir un cámbium bifacial bien organizado ha limitado la evolución del crecimiento en altura de las monocotiledóneas, que a pesar de eso presentan una considerable diversidad de hábitos. Comprender cómo esta reorganización radical del tallo de las monocotiledóneas ha ocurrido y de qué tipo de estado ancestral ha evolucionado es una de las grandes preguntas sin resolver en la evolución de las angiospermas.

- La mayoría de las monocotiledóneas tiene venación paralela en las hojas, otra apomorfía del grupo. Las venas son estrictamente paralelas (por ejemplo en pastos), o curvadas y aproximadamente paralelas, o pinadas-paralelas (una vena principal en la que se originan venas secundarias esencialmente paralelas entre sí). Las últimas venas de la venación paralela son transversas y no forman una venación reticulada (tipo red). Algunas monocotiledóneas tienen venación reticulada que apareció en forma secundaria a la paralela (por ejemplo algunas Araceae, las Dioscoreaceae, Smilacaceae). Muchas monocotiledóneas tienen hojas pinadas a palmadas con patrones de venación obviamente reticulados (ver Chase et al. 1995b,[28] Dahlgren et al. 1985[21]), pero éstas son probablemente reversiones asociadas con la vida en los hábitats sombreados de sotobosque (Givnish et al. 2005b[59]). Además, las hojas de la mayoría de las monocotiledóneas, aún esas con una lámina bien desarrollada y un pecíolo, están formadas casi enteramente de la parte basal del primordio foliar, mientras que las hojas de las demás angiospermas son principalmente derivadas de la punta apical del primordio.
- Todas las monocotiledóneas tienen las células cribosas del floema con plástidos de forma triangular y con inclusiones proteínicas cuneadas (con forma de cuña) del tipo P2 (Behnke 1969,[60] 2000[61]). Este tipo de plástido de las células cribosas (que solo puede ser visto con un microscopio de transmisión de electrones) fue encontrado en todas las monocotiledóneas investigadas, con alguna variación en la forma (Behnke 2000[61]). El valor adaptativo de este tipo de plástido es desconocido. Los plástidos de las células cribosas con muchos cristales proteínicos también existen en algunas Aristolochiaceae (Saruma y Asarum, Dahlgren et al. 1985[21]). Ahora se asume que esta similitud entre las monocotiledóneas y las Aristolochiaceae representa una convergencia evolutiva, y no un antecesor común, porque los estudios filogenéticos de secuencias de ADN de los 3 genomas (Qiu et al. 1999,[62] Zanis et al. 2002,[63] Chase et al. 2005[47]) han demostrado una robusta relación filogenética entre Aristolochiaceae y otros Piperales dentro del clado de las Magnoliidae.
- Un carácter muchas veces pasado por alto de las monocotiledóneas es su crecimiento simpodial. Hay otras angiospermas simpodiales, pero las monocotiledóneas son casi exclusivamente simpodiales. Aun los géneros arborescentes ramificados, como Aloe, son simpodiales: los nuevos simpodios crecen cerca del ápice del anterior y desplazan la inflorescencia terminal en una posición lateral, pero estas plantas siguen siendo simpodiales. La ramificación en las monocotiledóneas arborescentes es lograda por la producción de más de un simpodio terminal, pero esta ramificación es limitada por las demandas que hace en el sistema vascular de los simpodios más viejos, que no pueden expandirse para cumplir con los requerimientos cada vez más altos (ver Tomlinson 1995,[64] para el hábito de crecimiento simpodial de muchas monocotiledóneas ver Holttum 1955[65]). La mayoría de las monocotiledóneas forman agrupaciones de hojas en parte de cada ciclo de crecimiento, o son geófitas, la elongación internodal en esos casos es muy pequeña.

En resumen, las monocotiledóneas son consideradas monofiléticas por su hábito herbáceo, sus hojas con venación paralela y una base envainadora, su embrión con un único cotiledón, sus plástidos de las células cribosas del floema con muchos cristales proteínicos cuneados, sus tallos con la estela que es una atactostela, sus numerosas raíces adventicias, su crecimiento simpodial, y sus flores trímeras (con tres piezas por verticilo) pentacíclicas (con cinco verticilos).
Las monocotiledóneas típicamente tienen polen monosulcado, probablemente una retención de un carácter ancestral entre las angiospermas.
Es notable que las monocotiledóneas nunca tienen hojas con dientes con glándulas, si hay dientes son más o menos espinosos (como en Ceratophyllaceae).
Es notable que las flores monosimétricas de las monocotiledóneas se presentan frecuentemente en la misma forma que en muchas eudicotiledóneas nucleares, es decir, con el sépalo medio adaxial, siendo la principal excepción la mayoría de los Zingiberales. Pero no está claro por qué debería ser así. De hecho, la orientación de las flores en las monocotiledóneas es bastante variable, y depende de la presencia y orientación del prófilo (bracteola), y también de la existencia de otras estructuras en el pedicelo (ver por ejemplo Eichler 1875, Engler 1888, Remizowa et al. 2006). Stuetzel y Marx (2005) notaron la variabilidad de la posición de las bracteolas de las monocotiledóneas, ellos sugieren que puede ser porque las flores axilares en realidad representan racimos reducidos.
El desarrollo de las hojas de las monocotiledóneas continúa siendo materia de estudio. Un «Vorläuferspitze», una protrusión abaxial cónica o cilíndrica usualmente pequeña en el ápice de la hoja madura, es muy común en monocotiledóneas. Representa la parte distal (superior) de la hoja, y en dicotiledóneas es lo que desarrolla la lámina. Sin embargo en algunas monocotiledóneas, el pecíolo y la lámina se piensa que se desarrollan de la parte proximal (baja) del primordio foliar, y es el equivalente a la base foliar de las dicotiledóneas. En otras monocotiledóneas (en particular Acorales y Alismatales) la lámina parece desarrollarse de la parte distal del primordio foliar, y por lo tanto su desarrollo es al menos en parte similar al de las dicotiledóneas. Por otro lado dentro de Araceae, las hojas de Scindapsus pueden desarrollarse en una forma típica de monocotiledóneas, pero no las de Arisaema, Orontium, ni Zamioculcas (ver Troll y Meyer 1955; Bharathan 1996; Doyle 1998b). Dado lo poco que aún se conoce, el desarrollo típico de las hojas de las monocotiledóneas puede ser una apomorfía de solo un subgrupo de monocotiledóneas, es decir, de todo el grupo salvo Acorales y Alismatales.
Una lista de los caracteres conocidos de monocotiledóneas y cuáles de ellos son posibles apomorfías se encuentra en el Angiosperm Phylogeny Website (APWeb).

## Evolución
Por algún tiempo, los fósiles de las palmeras se creyeron como las más antiguas monocotiledóneas confiables, aparecieron por primera vez hace unos 90 millones de años, pero esta estimación puede no ser del todo confiable (revisado en Herendeen y Crane 1995). Al menos algunos fósiles putativos de monocotiledóneas han sido encontrados en estratos tan antiguos como los de las eudicotiledóneas (revisado en Herendeen et al. 1995). Los fósiles más antiguos que son inequívocamente de monocotiledóneas son polen del Barremiense Tardío - Aptiense Temprano en el Cretácico, hace unos 120-110 millones de años, y son asignables al clado Araceae-Pothoideae-Monstereae; siendo Araceae hermano del resto de los Alismatales (Friis et al. 2004: para las monocotiledóneas fósiles, véase Gandolfo et al. 2000 y Friis et al. 2006b). También se han encontrado flores fósiles de Triuridaceae (Pandanales) en rocas del Cretácico superior en Nueva Jersey (Gandolfo et al. 2002), convirtiéndose en la aparición más antigua conocida del hábito saprofítico/micotrófico en plantas angiospermas y entre los más antiguos fósiles de monocotiledóneas conocidos.
De la topología del árbol filogenético de las angiospermas se podría deducir que las monocotiledóneas estarían entre los linajes más antiguos de angiospermas, lo cual daría apoyo a la hipótesis de que son tan antiguas como las eudicotiledóneas. El polen de las eudicotiledóneas data de hace 125 millones de años, por lo que el linaje de las monocotiledóneas debe ser así de antiguo también.
Las estimaciones de edad moleculares también sostienen el punto de vista de que las monocotiledóneas son tan antiguas como las eudicotiledóneas. Bremer (2000 2002), utilizando datos de secuencias rbcL y el método del camino medio (mean-path lenghts method) para estimar momento de divergencia, dató el origen del grupo corona de las monocotiledóneas (el momento en que Acorus se divide del resto del grupo) en unos 134 millones de años desde el presente, lo que querría decir que estima al grupo troncal de las monocotiledóneas como aún más antiguo. En cambio Wikström et al. (2001), utilizando una aproximación no paramétrica de Sanderson (1997), produjo para el grupo corona de las monocotiledóneas edades que están entre los 158 y los 141 millones de años hasta el presente (ver Sanderson et al. 2004), edades sensiblementes más antiguas que las de Bremer, por lo que el grupo troncal de las monocotiledóneas sería también más antiguo que en la estimación de Bremer. La discrepancia entre estas dos estimaciones probablemente tiene que ver con el punto de calibración altamente conservativo usado en el estudio de Wikström et al. (2001), la división entre Fagales y Cucurbitales la consideró en el Santoniense tardío).
De hecho la edad de las monocotiledóneas corona ha sido estimada de forma variada, además de las dos mencionadas, también se ha estimado cerca de 200±20 millones de años hasta el presente (Savard et al. 1994), 160±16 millones de años hasta el presente (Goremykin et al. 1997), 135-131 millones (Leebens-Mack et al. 2005), 133,8-124 millones (Moore et al. 2007), etc.
Si se asume que Triuridaceae es un miembro de Pandanales, sus fósiles le darían apoyo a una edad del grupo corona cercana a las estimaciones de Bremer (2000).
Fue la estimación de Bremer (2000) la utilizada en un análisis más reciente que formó la base para datar la edad de las monocotiledóneas en general (Janssen y Bremer 2004).
La edad del grupo troncal de las llamadas monocotiledóneas nucleares por el APWeb (core monocots en inglés), que se corresponden con todos los órdenes salvo Acorales y Alismatales, es de unos 131 millones de años hasta el presente, la edad del grupo corona (el momento en que Petrosaviales divergió del resto) es de unos 126 millones de años hasta el presente. La subsecuente ramificación en esta parte del árbol (es decir, cuando aparecieron los clados de Petrosaviales, Dioscoreales + Pandanales, y Liliales), incluyendo al grupo corona Petrosaviales, puede estar en los 125-120 millones de años hasta el presente (cerca de 111 millones de años hasta el presente en Bremer 2000), y los grupos troncales de todos los demás órdenes, incluyendo los commelínidos, habrían divergido hace unos 115 millones de años o poco después (Janssen y Bremer 2004). Estos y muchos clados dentro de todos estos órdenes pueden haberse originado en el sur de Gondwana, es decir, en la Antártida, Australasia, y el sur de Sudamérica (Bremer y Janssen 2006).
Comúnmente, han sido consideradas como las «primitivas» monocotiledóneas las acuáticas Alismatales (Hallier 1905, Arber 1925, Hutchinson 1934, Cronquist 1968, 1981, Takhtajan 1969, 1991, Stebbins 1974, Thorne 1976). También han sido consideradas como las más primitivas las que tenían hojas reticuladas, como Dioscoreales (Dahlgren et al. 1985 y Melanthiales (Thorne 1992a, 1992b). 
Hay que tener en cuenta que, como recalcan Soltis et al. 2005, la monocotiledónea «más primitiva» no necesariamente es la «hermana de todo el resto». Esto se debe a que los caracteres ancestrales o primitivos se infieren por la vía de la reconstrucción de estados del carácter, con ayuda del árbol filogenético. Por lo tanto caracteres primitivos de las monocotiledóneas podrían estar presentes en algunos grupos derivados. Por otro lado, los taxones basales pueden presentar muchas autapomorfías morfológicas. Por lo tanto si bien dentro de las monocotiledóneas, Acoraceae es la hermana de todo el resto, el resultado no implica que Acoraceae es la «monocotiledónea más primitiva» en términos de sus caracteres. De hecho, Acoraceae es altamente derivada en la mayoría de sus caracteres morfológicos, y es precisamente por esto que tanto Acoraceae como las Alismatales ocuparon posiciones relativamente derivadas en los árboles producidos por Chase et al. (1995b) y por Stevenson y Loconte (1995) (ver en la sección de filogenia).
Algunos autores sostienen la idea de un escenario acuático como el origen de las monocotiledóneas (Henslow 1893, y también los citados en la sección de filogenia para sostener que las Alismatales son las más primitivas). La posición filogenética de Alismatales (muchos de ellos acuáticos) que ocupan una posición de hermanos de todo el resto salvo Acoraceae, no descarta esa idea, ya que podrían ser las monocotiledóneas más primitivas aunque no las más basales. El tallo con atactostela, las hojas largas y lineales, la ausencia de crecimiento secundario (véase la biomecánica de vivir en el agua), las raíces en agrupaciones en lugar de una única raíz ramificada (relacionado con la naturaleza del sustrato), incluso el hábito simpodial, son compatibles con un origen acuático. Sin embargo, aunque las monocotiledóneas fueran hermanas del acuático Ceratophyllales o su origen estuviera relacionado con la adopción de alguna forma de hábito acuático, no ayudaría mucho a la comprensión de cómo evolucionó el desarrollo de sus características anatómicas distintivas: las monocotiledóneas parecen tan diferentes del resto de las angiospermas que relacionar su morfología, anatomía y desarrollo con los de las angiospermas de hojas anchas [dicotiledóneas] parece dificultoso (por ejemplo Zimmermann y Tomlinson 1972; Tomlinson 1995).
En el pasado los taxones que tenían hojas pecioladas con venación reticulada fueron considerados primitivos dentro de las monocotiledóneas, debido a su parecido superficial con las dicotiledóneas. Los trabajos recientes sugieren que estos taxones están esparcidos en el árbol filogenético de las monocotiledóneas, así como los taxones con frutos carnosos (excluyendo a los taxones con semillas ariladas dispersadas por hormigas), los dos caracteres serían adaptaciones a las condiciones de sombra que evolucionaron juntas pero independientemente (Dahlgren y Clifford 1982; Patterson y Givnish 2002; Givnish et al. 2005b, 2006b). Entre los taxones involucrados se encontraban Smilax, Trillium (Liliales), Dioscorea (Dioscoreales), etc. Un número de estas plantas son enredaderas que tienden a vivir en hábitats sombreados por al menos parte de sus vidas, y puede haber también una asociación con sus estomas sin orientación (ver Cameron y Dickison 1998 para referencias sobre este último carácter). La venación reticulada parece haber aparecido al menos 26 veces en las monocotiledóneas, los frutos carnosos 21 veces (a veces fueron perdidos posteriormente), y los dos caracteres, si bien independientes, mostraron signos fuertes de tendencia a ser ganados o perdidos en tándem, un fenómeno que Givnish et al. (2005b, 2006b) describen como convergencia coordinada.

## Ecología

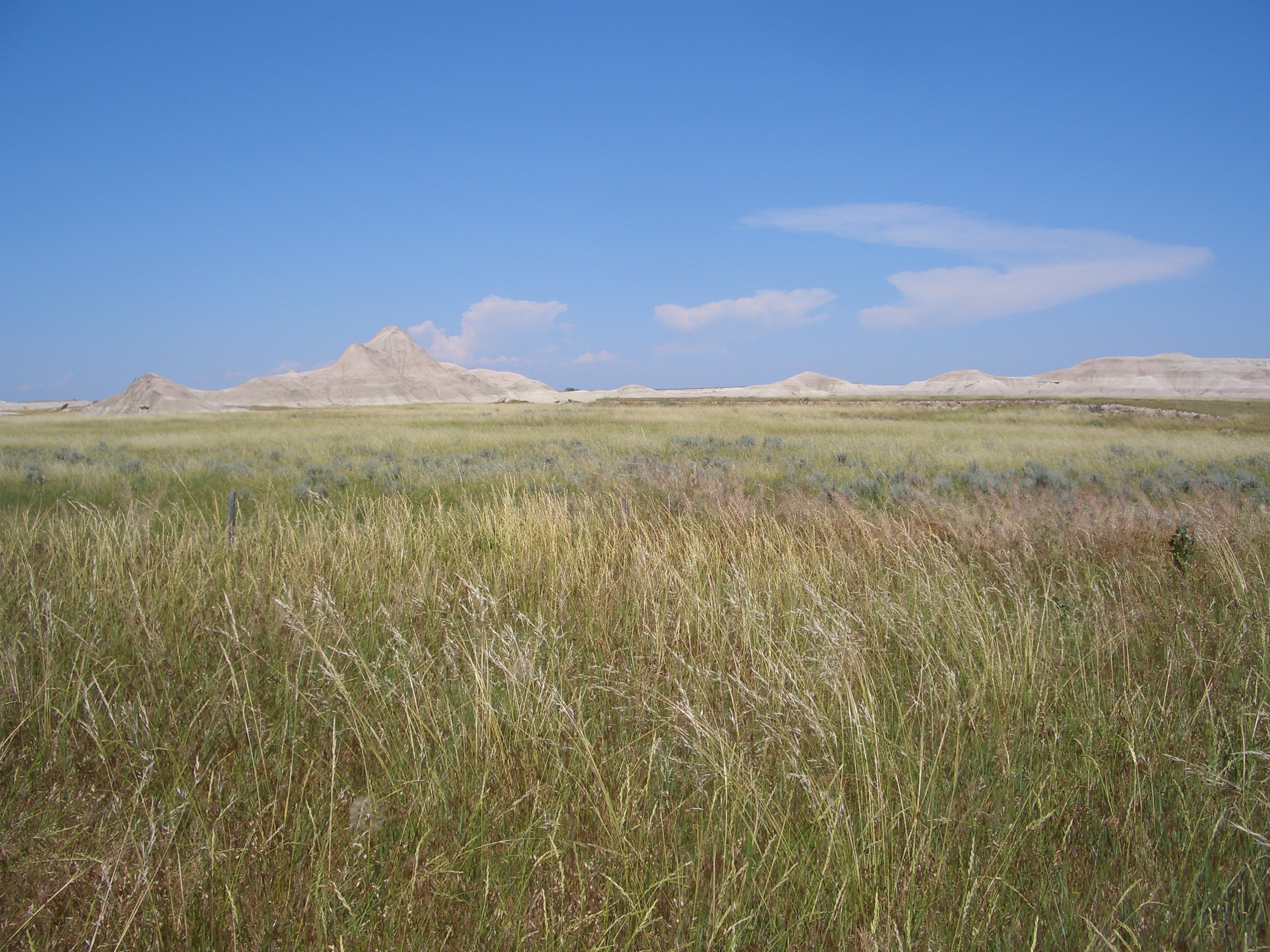
Los pastos como miembro dominante de una pradera.

Las monocotiledóneas están distribuidas por todo el mundo y algunas de ellas son miembros dominantes de muchos biomas.
Las poáceas están detrás de Asteraceae, Orchidaceae y Fabaceae en número de especies, pero son las primeras en importancia económica global. No las sobrepasa ninguna otra angiosperma en el área de superficie terrestre que dominan. Las poáceas han sido exitosas ecológicamente y se han diversificado extensivamente debido a un número importante de adaptaciones clave. La espiguilla protege las flores mientras permite la polinización cuando las lodículas la abren. Las espiguillas tienen varias adaptaciones para la dispersión del fruto. La versatilidad en los sistemas de reproducción, incluida la autopolinización y la agamospermia, ayuda a algunos pastos a ser colonizadores exitosos. La anatomía de la hoja C3 y C4 adapta a los pastos a un amplio rango de hábitats. Los meristemas se localizan en las bases de las vainas. Como resultado, los pastos toleran el pastoreo mejor que muchas otras plantas. El desarrollo de las praderas (grasslands) durante el Mioceno (25-5 mya) puede haber fomentado la evolución de grandes herbívoros, los que a su vez fueron una fuente importante de alimentación y un estímulo para la evolución de Homo sapiens. (Judd et al. 2007:301)

Algunos herbívoros prefieren alimentarse de monocotiledóneas:
- Orugas de las polillas Castniidae son encontradas en una variedad de monocotiledóneas (Forbes 1956,[106] Powell et al. 1999[107] para algunos otros grupos que prefieren monocotiledóneas).
- Las larvas de escarabajos Galerucinae subtribu Diabroticites son aparentemente bastante comunes en las monocotiledóneas, donde se alimentan en las raíces (Eben 1999[108]).
- La subfamilia Hispinae (unas 6000 especies) y su clado hermano (unas 5000 especies) de la familia de los crisomélidos, son el mayor grupo de escarabajos que se alimentan de monocotiledóneas (Jolivet y Hawkeswood 1995,[109] Wilf et al. 2000[110]). Wilf et al. (2000[110]) pensaron que en los inicios de esta relación las monocotiledóneas de las que se alimentaban estos escarabajos eran miembros de Acorales y Alismatales, y que la asociación entre Hispinae y los commelínidos era derivada, pero Gómez-Zurita et al. (2007[111]) sugieren que los dos clados principales de escarabajos crisomélidos que se alimentan de monocotiledóneas no están cercanamente emparentados, además, los crisomélidos se diversificaron hace 86-63 millones de años, muy posteriormente al origen de las monocotiledóneas (ver origen de las monocotiledóneas en la sección de Evolución).

Las monocotiledóneas prácticamente nunca son ectomicorrícicas.

## Taxonomía

### Clasificación APG
La clasificación de referencia es la del APG III (2009), sucesora de APG II (2003) y APG (1998), y cuyos delineamientos fueron dados en la sección de Filogenia. La clasificación APG es cladista (sus conceptos taxonómicos son clados, evita nombrar formalmente grupos parafiléticos).
La clasificación sensu APG III (2009), con sus respectivas familias en la siguiente tabla (los números de familia, útiles en listas y herbarios, fueron tomados de Linear APG III 2009, se agrega el destino de algunos grupos tradicionales no reconocidos en el APG III):
| Clasificación sensu APG III |
| --- |
| - Acorales - Acoraceae (familia n.º 29) - Alismatales - Araceae (familia n.º 30) (+ Lemnaceae como Lemnoideae) - Tofieldiaceae (familia n.º 31) - Alismataceae (familia n.º 32) (+ Limnocharitaceae que era una familia aparte aún en APG II) - Butomaceae (familia n.º 33) - Hydrocharitaceae (familia n.º 34) (+ Najadaceae) - Scheuchzeriaceae (familia n.º 35) - Aponogetonaceae (familia n.º 36) - Juncaginaceae (familia n.º 37) - Zosteraceae (familia n.º 38) - Potamogetonaceae (familia n.º 39) (+ Zannichelliaceae) - Posidoniaceae (familia n.º 40) - Ruppiaceae (familia n.º 41) - Cymodoceaceae (familia n.º 42) - Petrosaviales - Petrosaviaceae (familia n.º 43) - Dioscoreales - Nartheciaceae (familia n.º 44) - Burmanniaceae (familia n.º 45) (+ Thismiaceae en APG II y APG III) - Dioscoreaceae (familia n.º 46) (+ Taccaceae en APG II y APG III) - Pandanales - Triuridaceae (familia n.º 47) - Velloziaceae (familia n.º 48) - Stemonaceae (familia n.º 49) - Cyclanthaceae (familia n.º 50) - Pandanaceae (familia n.º 51) - Liliales - Campynemataceae (familia n.º 52) - Melanthiaceae (familia n.º 53) - Petermanniaceae (familia n.º 54) - Alstroemeriaceae (familia n.º 55) (+ Luzuriagaceae todavía aparte en APG II) - Colchicaceae (familia n.º 56) - Philesiaceae (familia n.º 57) - Ripogonaceae (familia n.º 58) - Smilacaceae (familia n.º 59) - Corsiaceae (familia n.º 60) - Liliaceae (familia n.º 61) - Asparagales - Orchidaceae (familia n.º 62) - Boryaceae (familia n.º 63) - Blandfordiaceae (familia n.º 64) - Asteliaceae (familia n.º 65) - Lanariaceae (familia n.º 66) - Hypoxidaceae (familia n.º 67) - Tecophilaeaceae (familia n.º 68) - Doryanthaceae (familia n.º 69) - Ixioliriaceae (familia n.º 70) - Iridaceae (familia n.º 71) - Xeronemataceae (familia n.º 72) - Xanthorrhoeaceae (familia n.º 73) (+ Asphodelaceae y Hemerocallidaceae; reconocidas en APG II con la opción de incluirlas en Xanthorrhoeaceae sensu lato) - Amaryllidaceae (familia n.º 74) (+Alliaceae y Agapanthaceae; reconocidas en APG II con la opción de incluirlas en Amaryllidaceae sensu lato) - Asparagaceae (familia n.º 75) (+ Aphyllanthaceae como Aphyllanthoideae, Themidaceae como Brodiaeoideae, Hyacinthaceae como Scilloideae, Agavaceae? como Agavoideae, Laxmanniaceae como Lomandroideae, Ruscaceae como Nolinoideae, Hesperocallidaceae incl en Agavoideae; reconocidas en APG II con la opción de incluirlas en Asparagaceae sensu lato) - Commelinidae - Arecales - Arecaceae (familia n.º 76) - Commelinales - Hanguanaceae (familia n.º 77) - Commelinaceae (familia n.º 78) - Philydraceae (familia n.º 79) - Pontederiaceae (familia n.º 80) - Haemodoraceae (familia n.º 81) - Zingiberales - Strelitziaceae (familia n.º 82) - Lowiaceae (familia n.º 83) - Heliconiaceae (familia n.º 84) - Musaceae (familia n.º 85) - Cannaceae (familia n.º 86) - Marantaceae (familia n.º 87) - Costaceae (familia n.º 88) - Zingiberaceae (familia n.º 89) - orden? - Dasypogonaceae (familia n.º 90, familia sin ubicar todavía en un orden) - Poales - Typhaceae (familia n.º 91) (+ Sparganiaceae, reconocida aparte en APG II) - Bromeliaceae (familia n.º 92) - Rapateaceae (familia n.º 93) - Xyridaceae (familia n.º 94) - Eriocaulaceae (familia n.º 95) - Mayacaceae (familia n.º 96) - Thurniaceae (familia n.º 97) - Juncaceae (familia n.º 98) - Cyperaceae (familia n.º 99) - Anarthriaceae (familia n.º 100) - Centrolepidaceae (familia n.º 101) - Restionaceae (familia n.º 102) - Flagellariaceae (familia n.º 103) - Joinvilleaceae (familia n.º 104) - Ecdeiocoleaceae (familia n.º 105) - Poaceae (familia n.º 106) - NOTA. Hydatellaceae en APG II se creía monocotiledónea, fue reubicada en Nymphaeales en APG III, familia 2) |

### Otras clasificaciones
Según el sistema de Cronquist (1981) las monocotiledóneas pertenecían a la clase Liliopsida y estaban divididas en 5 subclases: Alismatidae, Arecidae, Commelinidae, Liliidae, Zingiberidae. La clasificación hasta orden y familia en la siguiente tabla:
| Clasificación sensu Cronquist (1981) |
| --- |
| - Subclase Alismatidae, (Alismátidas), también llamadas Helobias. - Orden Alismatales - Alismatáceas (familia Alismataceae). - Butomáceas (familia Butomaceae). - Hidrocaritáceas (familia Hydrocharitaceae). - Juncagináceas (familia Juncaginaceae). - Potamogetonáceas (familia Potamogetonaceae). - Rupiáceas (familia Ruppiaceae). - Posidoniáceas (familia Posidoniaceae). - Zosteráceas (familia Zosteraceae). - Zaniqueliáceas (familia Zannichelliaceae). - Nayadáceas (familia Najadaceae). - Lílidas (subclase Liliidae). - Orden Liliales - Liliáceas (familia Liliaceae). - Agaváceas (familia Agavaceae). - Amarilidáceas (familia Amaryllidaceae). - Dioscoreáceas (familia Dioscoreaceae). - Iridáceas (familia Iridaceae). - Orden Poales - Anartriáceas (familia Anarthriaceae). - Bromeliáceas familia Bromeliaceae). - Ciperáceas (familia Cyperaceae). - Ecdeyocoleáceas (familia Ecdeiocoleaceae). - Eriocauláceas (familia Eriocaulaceae). - Flagelariáceas (familia Flagellariaceae). - Hidateláceas (familia Hydatellaceae). - Joinvileáceas (familia Joinvilleaceae). - Juncáceas (familia Juncaceae). - Mayacáceas (familia Mayacaceae). - Gramíneas (familia Poaceae). - Rapateáceas (familia Rapateaceae). - Restionáceas (familia Restionaceae). - Turniáceas (familia Thurniaceae). - Tifáceas (familia Typhaceae). - Xyridáceas (familia Xyridaceae). - Orden Commelinales - Comelináceas (familia Commelinaceae). - Arécidas o espadicifloras (subclase Arecidae). - Orden Arecales - Arecáceas o palmáceas (familia Arecaceae). - Orden Arales - Aráceas (familia Araceae). - Lemnáceas (familia Lemnaceae). - Orden Typhales - Esparganiáceas (familia Sparganiaceae). - Tifáceas (familia Typhaceae). - Orden Cyperales - Ciperáceas (familia Cyperaceae). - Orden Zingiberales - Musáceas (familia Musaceae). - Orden Orchidales - Orquidáceas (familia Orchidaceae). |

El sistema de clasificación de Engler, muy antiguo pero que todavía es encontrado ordenando los taxones de muchas floras (al menos las argentinas), las llama Monocotyledoneae y las ubica como clase en la subdivisión Angiospermae. La clasificación (de 1964, también llamado «sistema Melchior» o «sistema Engler modificado») se puede encontrar en la siguiente tabla:
| Clasificación sensu Engler (1964) |
| --- |
| - classis Monocotyledoneae ordo Helobiae subordo Alismatineae Alismataceae Butomaceae subordo Hydrocharitineae Hydrocharitaceae subordo Scheuchzeriineae Scheuchzeriaceae subordo Potamogetonineae Aponogetonaceae Juncaginaceae Potamogetonaceae Najadaceae Zannichelliaceae ordo Triuridales Triuridaceae ordo Liliiflorae subordo Liliineae Liliaceae Xanthorrhoeaceae Stemonaceae Agavaceae Haemodoraceae Cyanastraceae Amaryllidaceae Hypoxidaceae Velloziaceae Taccaceae Dioscoreaceae subordo Pontederiineae Pontederiaceae subordo Iridineae Iridaceae Geosiridaceae subordo Burmanniineae Burmanniaceae Corsiaceae subordo Philydrineae Philydraceae ordo Juncales Juncaceae Thurniaceae ordo Bromeliales Bromeliaceae ordo Commelinales subordo Commelinineae Commelinaceae Xyridaceae Mayacaceae Rapateaceae subordo Eriocaulineae Eriocaulaceae subordo Restionineae Restionaceae Centrolepidaceae subordo Flagellariineae Flagellariaceae ordo Graminales Gramineae o Poaceae ordo Principales Palmae o Arecaceae ordo Synanthae Cyclanthaceae ordo Spathiflorae Araceae Lemnaceae ordo Pandanales Pandanaceae Sparganiaceae Typhaceae ordo Cyperales Cyperaceae ordo Scitamineae Musaceae Zingiberaceae Cannaceae Marantaceae Lowiaceae ordo Microspermae Orchidaceae |

(Falta cruzar las familias con las del APG)

### Sinonimia
El Código de Botánica permite la formalización de nombres descriptivos por arriba de familia, siempre que estén en latín o latinizados, que pueden utilizarse en diferentes categorías taxonómicas sin que sea mandatario modificar el sufijo. Monocotyledoneae generalmente se ubica en la categoría de clase, y está circunscrito al menos por la presencia de un único cotiledón, la descripción del nombre. En cambio los nombres derivados del género Lilium están circunscritos al menos por una descripción que contenga al género, y los sufijos denotan la categoría taxonómica. Por arriba de familia, el género del que se toma el nombre no necesariamente es el primero descripto formalmente.
Sinónimos: Liliatae (Takhtajan 1966), Liliopsida (Batsch 1802, Cronquist 1981, Reveal 1999, NCBI), Monocotyledoneae (Candolle 1817, Brongniart 1843, Willkomm 1854, Engler 1886̟-1924, Melchior 1964, Goldberg 1989, Kubitzki 1990, APG III 2009), Alternifoliae (Bessey 1915), Liliidae (Dahlgren 1975, Thorne 1992, Shipunov 2015),  e informalmente monocots (APG 1998, 2003).

## Importancia económica
En la sección de diversidad se encuentran ejemplos de importancia económica de las monocotiledóneas.